# 禅邸

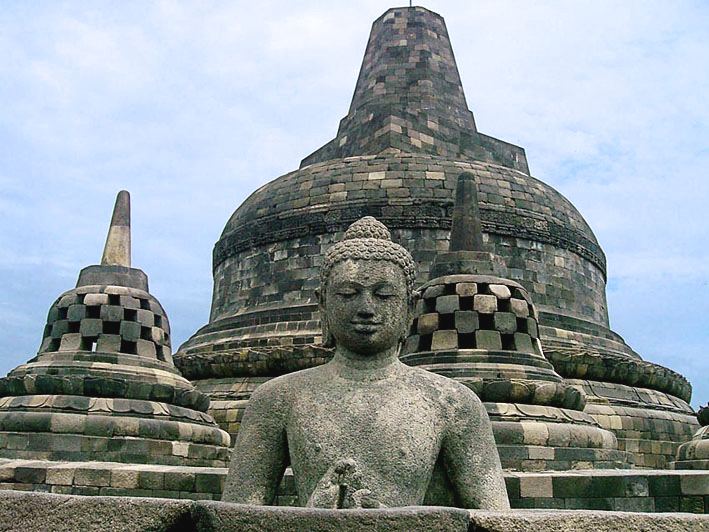
在開放式佛塔內的釋迦摩尼雕像，背後為婆羅浮屠的主佛塔。

禪邸（發音：[tʃandi] ⓘ）指的是印尼的印度教或佛教寺廟，主要是在大約公元4世紀至15世紀之間受到印度文化圈影響時期（也稱為印度教-佛教時代）內所興建者。
根據印尼語大辭典，禪邸的定義是古代的石頭建築，用於做禮拜，或存放信仰印度教或佛教國王和祭司骨灰的場所。印尼考古學家把禪邸描述為印度教和佛教的宗教建物遺跡，供宗教儀式和禮拜之用。但古代的世俗建築，如城門（大門）、城市廢墟、水池和浴場也通常被稱作禪邸，而專門做葬地使用的神殿則被稱為禪庫。
與印度教相關的巴厘島建築中，“禪邸”指的是當地寺廟裡面，一處單一的石造或磚造神殿，有門廊、入口和階梯，屋頂呈金字塔形。禪邸通常以東爪哇省的寺廟為建造藍本，作供奉某個神祇之用。對巴厘島人而言，禪邸並不見得一定是指古老者，因為人們會持續對這些寺廟新增或是重建，例如在外南夢的阿拉斯·普爾握國家公園內經過重建的禪邸。
在當代印尼佛教的觀點中，禪邸也指神殿，無論新或舊。印尼幾個當代精舍就是依照著名佛寺原有規模而複製，或是重建，例如帕翁寺和蒲牢桑佛寺群中的小型神殿（perwara）的複製。在佛教，禪邸有時會與佛塔交互使用，佛塔是種圓頂建物，用於存放信徒遺骸，或是佛教僧侶、贊助人的骨灰。這樣的例子有婆羅浮屠寺廟群、穆拉塔庫斯禪邸和巴圖賈亞寺廟群，實際上這些都是精心建造的佛塔。
在現代印尼語，禪邸可翻譯為“寺廟”或類似的建物，尤其是印度教和佛教的建物。因此印尼人把柬埔寨（如吳哥窟）、占婆（越南中部和南部）、泰國、寮國、緬甸和印度的寺廟也一律稱為禪邸。

## 術語

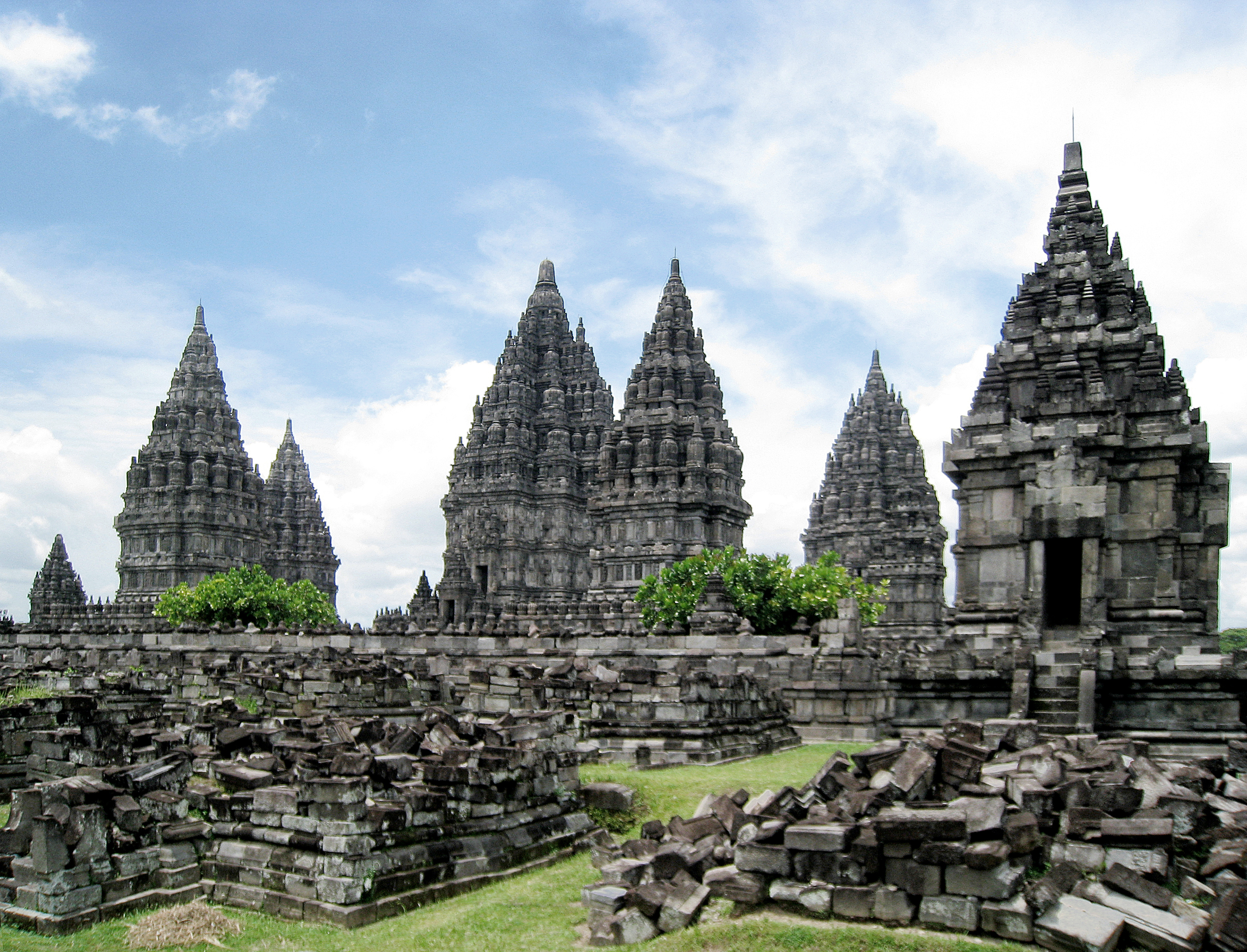
在普蘭巴南寺廟群中高聳的建築（prasada）據信為依據眾神居住的須彌山而建成的縮影.

禪邸指的是一種以印度形式為基礎的單一結構神殿，有門廊，以及頂上有座金字塔形塔樓。許多印尼神殿的名字會加上Candi的前綴，這類建物作為代表宇宙縮影的須彌山之用。但這個術語也可用於同期的許多非宗教建築，例如gapura（大門）、petirtaan（水池/池塘）和一些居住區也可稱為Candi。非寺廟用途，但被稱為Candi的例子有滿者伯夷的遺跡中如巴江·拉圖大門和林晉·拉旺大門，位於舊都城多烏蘭及位於潘拿古南火山山坡地的沐浴池（蒂庫沐浴池），以及在拉圖·波科宮殿和一些多烏蘭居住區和城市遺址中的非宗教用地。
在古代爪哇，寺廟最初被稱為prāsāda()，在公元792年的文殊菩薩銘文中曾提到“Prasada Vajrasana Manjusrigrha”，文中的Prasada指的是塞烏神廟 。:89這個Prasada與高棉語和泰語中的prasat意思相同，指的是寺廟的高聳建築。

## 詞源
據信Candi這個字源自薔迪（Chandi），是印度教神祇難近母（durga ，死亡女神）的化身之一。這表明在古代的印尼，禪邸具有太平間的功能，也與來世有關連。在印度和印尼以外的東南亞地區（如柬埔寨、泰國或緬甸），則未把candi、candika或durga這幾個字與印度教-佛教寺廟做連結。
另一種來自佛教觀點的理論則認為，candi這個字可能是巴利語中cedi的印尼本地化形式，它與泰語chedi（指佛塔）相關，或者它可能與準提菩薩 （Candī，也可寫為Cundī或Candā)有關聯。
歷史學家認為古代爪哇的寺廟也被用來存放已故國王或皇室人員的骨灰。這符合佛教將佛塔作為存放佛教徒、高僧、信仰佛教的國王以及施主的骨灰和遺骸的所在。供奉在寺廟嘉行里哈（主殿）內的神像通常以已故國王之相為本製作，將之神化，根據人神合一的概念，把逝者描繪成毗濕奴或是濕婆。例如在岩望的比拉罕神廟內，固里班統治者艾爾朗嘉的雕像就被雕成一位騎著迦樓羅的毗濕奴。

## 建築學

婆羅浮屠的建築平面圖，依據曼荼羅模式建構。

禪邸的建築遵循經典瓦斯圖·薩斯查所擬定的印度教建築傳統。尤其是在中爪哇，建築佈局把寺廟依據曼荼羅平面設計，並與典型的印度教高聳尖塔融合。這座設計仿造出須彌山（眾神居所）的意境。整個寺廟所代表的是根據印度教宇宙學和各層世間而創出的微型世界。

### 結構元素

普蘭巴南內的濕婆神廟由三個部分組成，即 - 腳（基座）、身體（中心）和頭部（屋頂）。

禪邸的結構和佈局表達出區域分級，從較不神聖的領域延伸到最神聖的領域。傳統印度教-佛教建築包含三個部分（或三個元素）的概念。因此在設計、規劃和佈局均會遵循這種三元素的配置 - 分為腳（基座）、身體（中心）和頭部（屋頂）。這三個區域按照神聖等級排列。對於每個概念，印度教和佛教各有自己的術語，但概念的本質相同。無論是寺廟群的平面設計，或是結構的垂直設計均包括這三個部分：
- Bhurloka（佛教稱為欲界（Kāmadhātu）），屬於凡者（包含人類、動物以及惡魔）的最低境界，人類仍受其渴求、慾望和不純淨的生活方式束縛。每座寺廟的外院和基座部分即代表這個境界。
- 世間（Bhuvarloka，佛教稱為Rupadhatu[14]），屬於聖人、仙人、苦行者和小神的中間境界。這裡的人開始看到真理之光。寺廟的中庭和寺廟的身體（主體）即代表這個境界。
- 神界（Svarloka，佛教稱為Arupadhatu[15]），屬於最高和最神聖的神界，也可寫為svargaloka。每個寺廟的內院和屋頂即代表這個境界。印度教建物的屋頂通常建造為拉特那形狀（ratna，屋頂形狀參見位於孟加拉國的五頂濕婆神廟（英语：Pancha Ratna Shiva Temple））或是金剛杵形狀；在東爪哇風格時期，則在屋頂裝置有立方體建物。而佛教建築則在屋頂裝置有圓柱形的佛塔。

### 風格
印尼建築學家及考古學家索依克莫諾把印尼的禪邸建築風格分為兩大類：主要在公元1000年之前的中爪哇風格，和在公元1000年之後的東爪哇風格。他把蘇門答臘島和巴厘島的禪邸建築風格歸類為東爪哇風格。 
| 建物不同部分   | 中爪哇風格                                                               | 東爪哇風格                                                                                 |
| -------------- | ------------------------------------------------------------------------ | ------------------------------------------------------------------------------------------ |
| 建物形狀       | 形似龐然大物                                                             | 瘦高型                                                                                     |
| 屋頂           | 階梯式屋頂，通常分為明顯的三階                                           | 多階式部分共同組為一體結構                                                                 |
| 最高處         | 佛塔(佛教寺廟), 拉特那或金剛杵形狀 (印度教寺廟)                          | 立方型 (絕大多數印度教廟宇)，偶爾有圓柱形（佛教寺廟）                                      |
| 門戶和壁龕裝飾 | 卡拉摩伽羅裝飾，在門戶頂部有張嘴的卡拉，但無下顎，門戶兩旁各有一隻摩伽羅 | 在門戶頂部只有巨型頭部，有下顎，但不含摩伽羅                                               |
| 浮雕           | 深雕刻，雕像姿態自然                                                     | 淺雕刻，雕像形似巴厘島哇揚皮影偶戲人物，姿態僵直                                           |
| 主殿布局及位置 | 以曼荼羅為中心, 對稱且正式; 主殿在中心，小型廟宇以規則方式圍繞四周       | 直線型，不對稱，依據地勢而建，主殿在建築群後部或最深處，通常位於最高處，小廟宇位於主殿前方 |
| 面向方位       | 絕大多數座西朝東                                                         | 絕大多數座東朝西                                                                           |
| 建材           | 絕大多數使用安山岩                                                       | 絕大多數使用紅磚                                                                           |

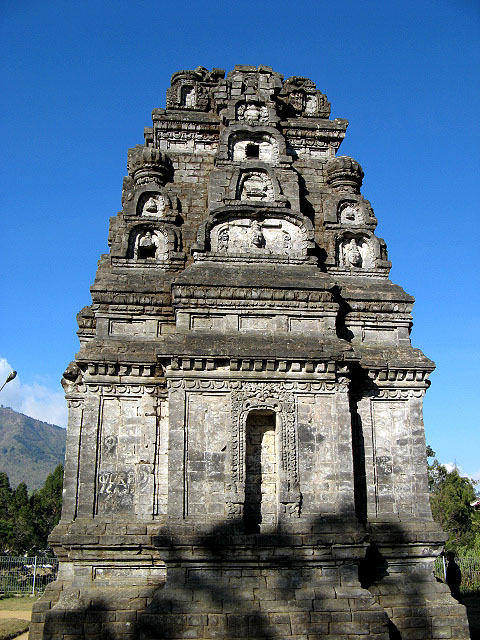
位於迪恩高原上的比瑪神廟是爪哇島上最早出現的神廟之一。

上述的是一般設計特徵，但也有材料、形式和方位的例外情況。雖然皮納塔蘭神廟、爪夷神廟、爪果神廟、基多神廟和信訶沙里神廟被歸類在東爪哇組，但它們也和中爪哇組一樣使用安山岩作建材。在多烏蘭的幾個寺廟遺址，如布拉胡神廟、龐越的札奔神廟和在今日喜多阿卓縣的帕里神廟則使用紅磚作建材。普蘭巴南神廟群形狀高瘦，類似東爪哇風格，但屋頂設計則為中爪哇風格。而寺廟的方位也並不總與寺廟風格相關，例如巴度特神廟雖然位於東爪哇的瑪瑯（距離泗水不遠），但其形式和風格則與古老的8世紀中爪哇風格類似。
早期在中爪哇北部的寺廟群，如位於迪恩高原的寺廟群，規模都較小，數目不多，擁有較簡單的雕刻，而較晚期在爪哇南部的寺廟群，如塞烏神廟，規模較大，擁有精細的雕刻，以及同心的佈局。
在滿者伯夷接近覆亡的後期，其藝術和建築又展現出南島民族巨石建築元素的復興跡象，例如在拉武火山西坡的蘇庫神廟和且托神廟，以及在潘拿古南火山山坡上的寺廟建築，這些建築模式與中部美洲的階梯式金字塔類似。

## 建材

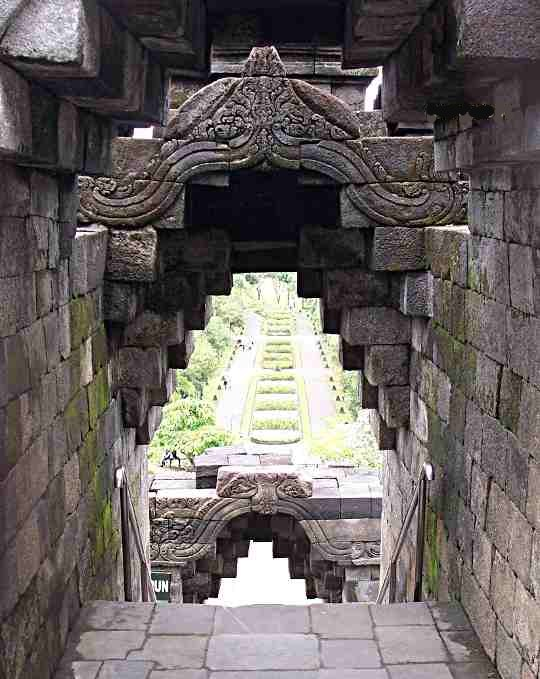
在婆羅浮屠，由相互緊扣的安山岩構成的疊澀拱。

大部分保存完好的印尼寺廟都是由安山岩所建造。主要歸功於這類建材與磚頭相比，有良好的耐用性，足以抵擋熱帶天氣和暴雨的侵蝕。但在某些時期，特別是滿者伯夷的時候，紅磚被廣泛用作寺廟的建材。通常印尼寺廟所使用的建材有：
- 安山岩是種噴出的火成岩，屬於中性岩，具有隱晶岩至斑狀結構。顏色呈淺灰色到深灰色。安山岩在本身即為火山島的爪哇尤為豐富，可從山崖或採石場中開採而得，安山岩由古代岩漿體壓縮或是溢出熔岩冷卻而形成。每塊安山石都定製，可互相扣住，用以建造寺廟的牆壁、地板和建物本體。安山岩很容易成型，以及適於使用鐵鑿雕刻，是建造牆壁和製作淺浮雕的合適材料。在許多寺廟中均可看到由安山岩建造的牆壁，上面刻有精美的敘事淺浮雕，特別是在婆羅浮屠和普蘭巴南兩處。安山岩也被用於製作神祇以及佛陀雕像。

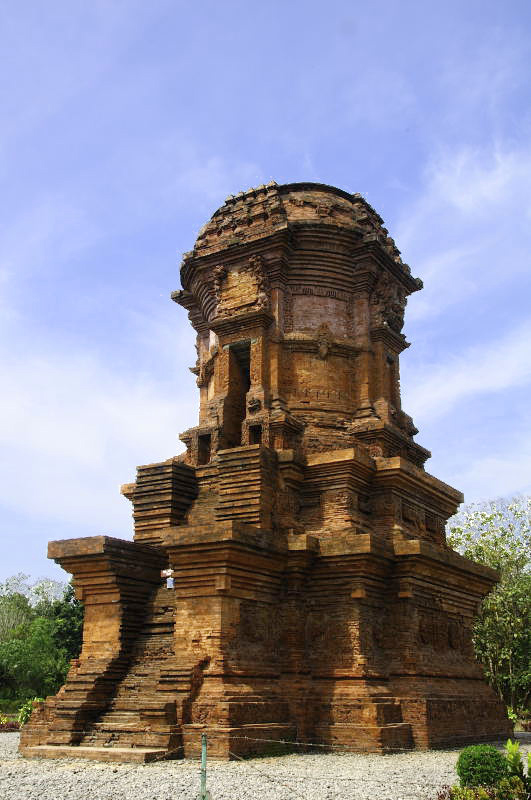
在滿者伯夷時期，利用紅磚建造的札奔寺。

- 磚也是適於建造寺廟的材料。最古老的磚砌寺廟是在今日西爪哇省加拉旺縣（英语：Karawang regency）的巴圖賈亞寺廟建築群，建於公元2世紀至12世紀之間。雖然印尼在古典時代即開始用磚頭建造寺廟，但嫻熟掌握這種建材技術的是14世紀和15世紀的滿者伯夷建廟者。[17]利用藤蔓汁和棕櫚糖漿混合作為磚頭之間的黏合劑，這樣的建物具有很結實的幾何強度。滿者伯夷時期磚造神廟的例子有在多烏蘭的布拉胡神廟、在喜多阿卓縣的帕里神廟和在龐越的札奔神廟。蘇門答臘的寺廟中，如巴哈爾神廟（英语：Bahal temple）、穆阿羅占碑寺廟群和穆拉塔庫斯寺廟群也是使用磚砌建造。然而作為建材，紅磚的耐用性較安山岩為差，尤其是必須經歷炎熱潮濕的熱帶氣候以及季風暴雨的考驗。結果是經歷幾世紀後，紅磚造的寺廟有許多會倒塌，而必須使用新的磚頭來替換損毀的部分。
- 凝灰岩是種火山碎屑岩，在爪哇火山附近或是石灰岩地層的數量非常豐富。在印尼語和爪哇語中，因其色淺的緣故，凝灰岩被稱為batu putih（白石）。但這種石頭有白堊岩特性，不適合作淺浮雕用途。凝灰岩與安山岩相比，被認為是種劣質的建材。在爪哇的寺廟建築中，凝灰岩通常用作補充建材 - 用於寺廟的內部結構，而外層採用較適合雕刻的安山岩。凝灰岩採石場位於拉圖·波科宮殿附近小丘的塞烏石灰岩礦脈。在拉圖·波科的祭殿是使用凝灰岩做補充建材的寺廟。凝灰岩被用作寺廟群外牆建材的例子有已遭埋沒的塞烏神廟和善比薩里神廟（英语：Sambisari）的外牆。
- 粉飾灰泥類似於現代的混凝土，由沙子、石頭、水，有時還混入磨碎的蛤殼而成。在西爪哇的巴圖賈亞寺廟群即可看這種建材的痕跡。

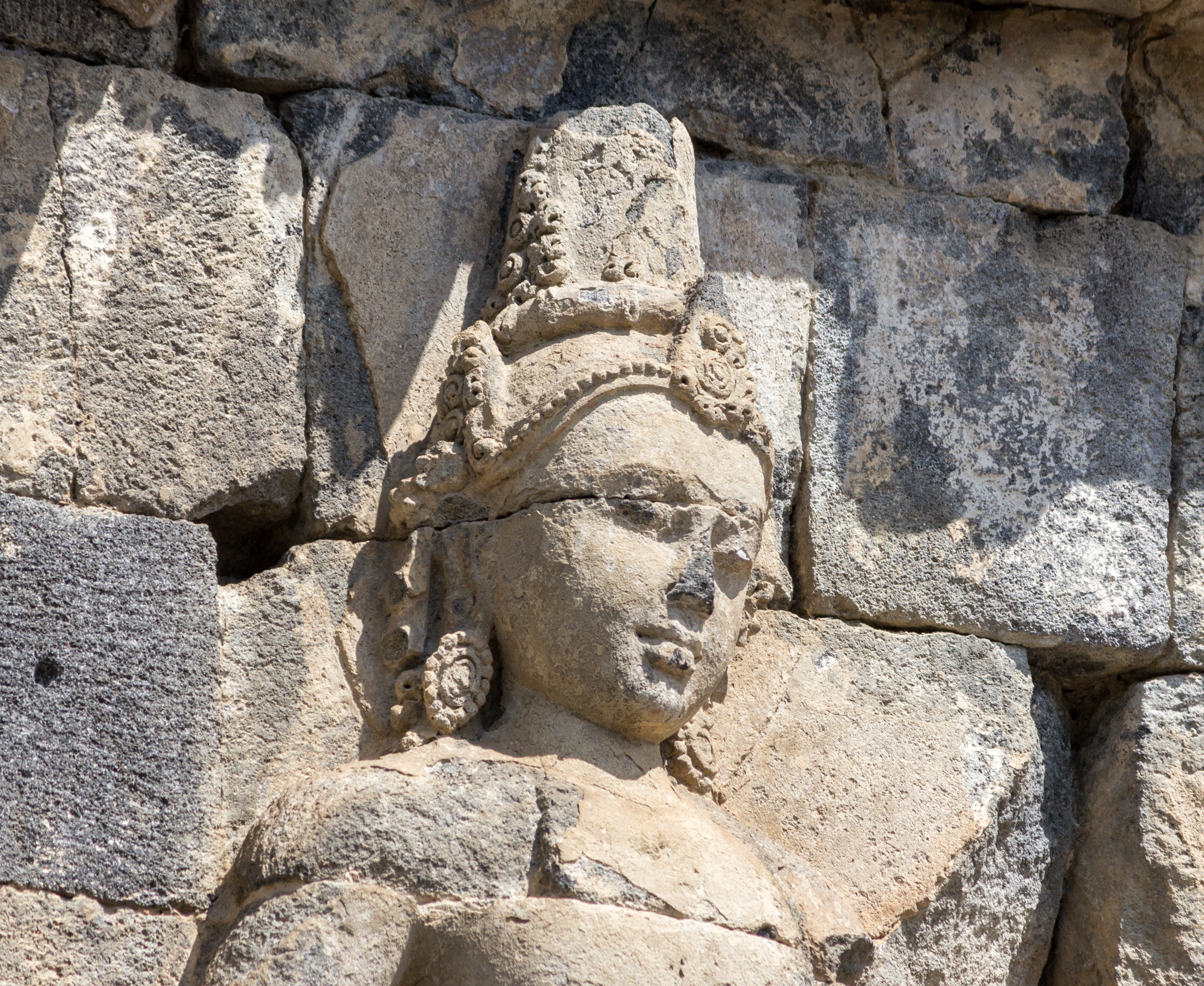
在紗麗神廟的浮雕中可看出灰泥剝落的痕跡。

- 灰泥在當地稱為vajralepa（梵文的意思為鑽石灰泥），用於塗抹寺廟牆壁。這種白黃色灰泥是由磨碎的石灰石與凝灰岩，或是白土（高嶺石）混合而成，加上樹膠或樹脂作為粘合劑。這種varjalepa塗抹在安山岩的牆上，再於其上繪上顏色鮮豔的圖案，或可作為提示佛教教義之用。[18]在婆羅浮屠、紗麗神廟（英语：Sari temple）、卡拉桑神廟（英语：Kalasan）和塞烏神廟的牆上都可看到到已經剝落的varjalepa痕跡。
- 木材被認為會用於一些寺廟建築，或至少是種寺廟建材。例如，紗麗神廟和蒲牢桑佛寺群二樓的石材中有看似安放支撐木樑和地板的凹痕，也有木梯的痕跡。拉圖·波科宮殿有建物基座和石頭柱墩，顯示那兒曾有柱頭存在，以支撐由有機材料製成的屋頂結構。在許多perwara（小廟）中可看到安裝木窗欄杆和木門的鑿孔痕跡。這些木質材料在潮濕的熱帶氣候下很容易腐爛，經過幾世紀後即消失無蹤。

## 圖案與裝飾

### 卡拉和摩伽羅裝飾

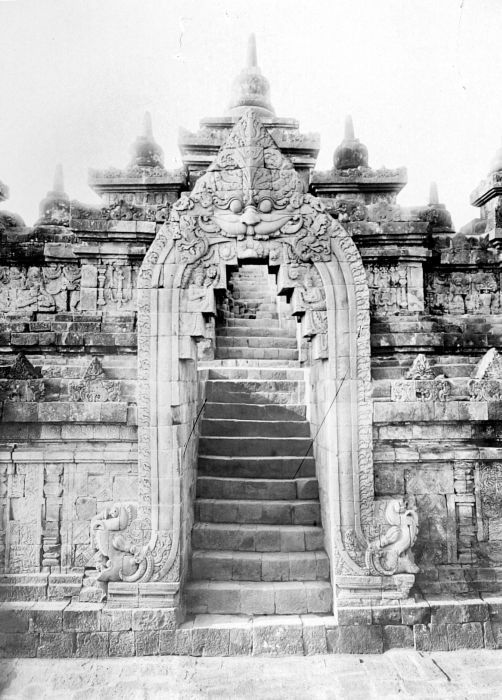
在婆羅浮屠的卡拉和摩伽羅裝飾，門戶上有巨大的卡拉頭，兩旁各有一摩迦羅。

古代爪哇的寺廟以採用卡拉和摩伽羅裝飾作為建築的裝飾和象徵元素而著稱。 卡拉是象徵時間的神祇，通過將卡拉的頭部作為寺廟的入口，象徵著時間會吞噬一切。卡拉也是個保護人物，透過其兇猛的巨臉將惡靈嚇跑。摩伽羅是個神話中的海怪，是海神伐樓拿的座騎。摩伽羅通常呈現為半哺乳動物和半魚的模樣。在許多寺廟中，摩伽羅被描繪為象頭魚身或海豹身的模樣。有時還描繪為具有鱷魚的頭和下顎、有象鼻、有野豬獠牙及耳朵、有猴子銳利的眼睛、有魚的鱗片和靈活的身體，以及展開尾羽的孔雀。卡拉和摩伽羅都具有寺廟入口保護者的功能。
卡拉通常以巨大頭部呈現，裝置在入口的頂部，在卡拉的兩側，或是位於入口的兩側，或是在入口頂角的檐飾的兩側則裝置有摩伽羅。這種卡拉和摩伽羅裝飾也可在兩側的樓梯欄杆上看到。在樓梯的上部，卡拉頭部的口中吐出朝下的摩伽羅。樓梯下層的兩側均刻有繁複的摩伽羅，其彎曲的身體則形成樓梯的欄杆。除摩伽羅之外，卡拉的頭部也會伸出舌頭作為樓梯的欄杆。這些類型的樓梯裝飾可在婆羅浮屠和普蘭巴南的寺廟中看到。 摩伽羅的軀幹通常以黃金或珠寶裝飾，而在它的嘴中經常是吐出一群嘎納矮人，或是獅子或鸚鵡的雕像。

### 林伽-約尼

在日惹市發掘出的林伽-約尼器物，液體出口以那伽（蛇神）裝飾（約於9世紀製作）。

在古代爪哇神廟中，只有印度教寺廟（更確切地說是在濕婆教的寺廟中）會裝置有林伽-約尼器物，佛教寺廟中則無。林伽是象徵創造之神濕婆的菲勒斯柱或是圓柱體。有些林伽分成三個部分：象徵梵天的方形底座、象徵毘濕奴的八角形中間部分和象徵濕婆的圓形尖端。從爪哇古典時期倖存下來的林伽通常由拋光石頭製成。林伽被植入一個扁平的方形底座，底座上有個孔，稱為約尼，象徵子宮，也代表濕婆的配偶雪山神女。約尼通常會有種開口，用那伽（蛇神）裝飾，用以引導和收集在儀式中澆在林伽-約尼上的液體。林伽的主要功能是用於崇拜和儀式。在大約7世紀早期的迪恩高原寺廟群中可找到最古老的林伽-約尼遺跡。最初每個寺廟可能都有一副完整的林伽-約尼組合。但大多數的林伽均已遺失。
在爪哇王權傳統中，某些林伽被當作國王本人或是他王朝的象徵，並安置在王家寺廟中，以表達國王與濕婆實為一體。例如根據8世紀的康格銘文 ，宮農·武科神廟（濕婆教神廟）中的林伽-約尼器物，與在塞迦紀年654年（公元732年）馬打蘭王國的珊闍耶國王有關。其他包含完林伽-約尼器物的寺廟有善比薩里神廟和伊卓神廟。東爪哇寺廟中當初擁有林伽-約尼器物的寺廟有皮納塔蘭神廟和爪夷神廟，但林伽均已遺失。

### 淺浮雕

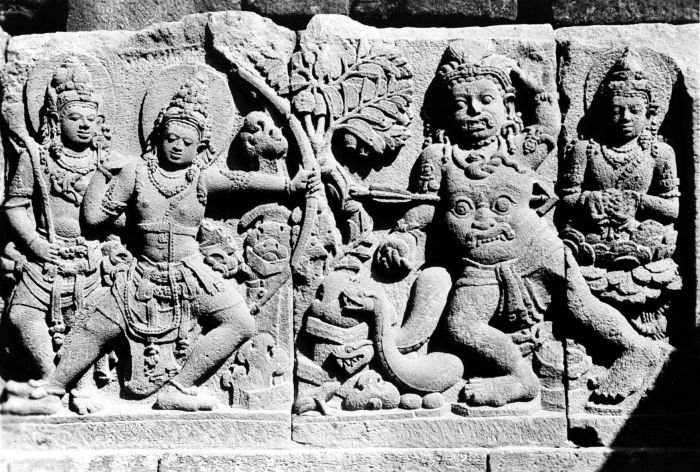
根據《羅摩衍那》在普蘭巴南內製作的羅摩殺死邪惡巨人的淺浮雕，中爪哇風格作品。

通常寺廟的牆壁上會裝置有淺浮雕，既可作裝飾，也可透過描述性的淺浮雕來傳達宗教教誨。這些淺浮雕中，最精美的是在婆羅浮屠和普蘭巴南的寺廟之中。婆羅浮屠四個平台牆壁上的精美淺浮雕，被認為是古代佛教世界中最優美及雅緻者。
這些在婆羅浮屠的淺浮雕把佛經如Karmavibhangga（業力法則）、Lalitavistara（普曜經）、本生 (佛教)、譬喻以及契經Gandavyuha（入法界品）呈現。而在普蘭巴南的淺浮雕則用來描述印度教經文如《羅摩衍那》和往世書中的Bhagavata Purana。
婆羅浮屠寺廟中的淺浮雕描繪出在8世紀古爪哇的許多日常生活場景，涵蓋宮廷中的貴族、森林中的隱士以至於村莊裡的平民。這些浮雕還描繪寺廟、市場、各種動植物以及當地的鄉土建築。描繪的人物中有國王、王后、王子、貴族、朝臣、士兵、僕人、平民、教士和隱士。浮雕還描繪佛教信仰中的神靈，如阿修羅、神祇、菩薩、緊那羅、乾闥婆和飛天女神。淺浮雕的圖像經常成為歷史學家研究某些主題的參考（例如研究8世紀海洋東南亞的建築、武器、經濟、時尚以及交通方式）。著名的圖像之一是在8世紀出現於東南亞，被稱為婆羅浮屠船的雙桅帆船。

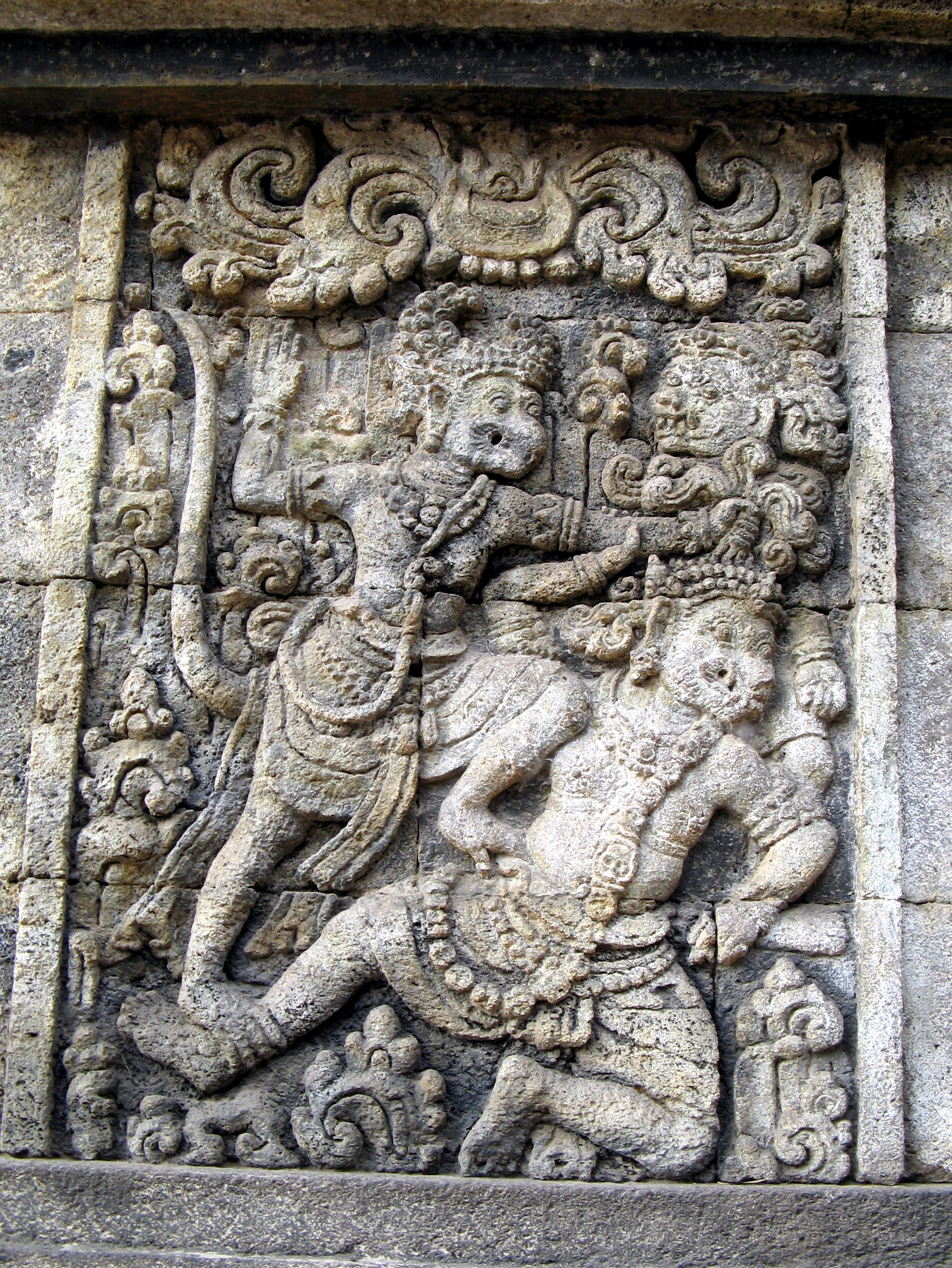
皮納塔蘭神廟內的羅摩衍那故事淺浮雕，哈奴曼與敵人大戰。東爪哇風格。

中爪哇時期（公元1000年之前）和東爪哇時期（公元1000年之後）的淺浮雕風格和美學有顯著差異。在婆羅浮屠和普蘭巴南的作品中，可觀察到早期中爪哇時期的風格較為精緻和自然。圖像雕刻得相當深，人體各部分有適當的比率。而另一方面，東爪哇風格的淺浮雕雕刻則不具深度，圖像以較僵硬姿態和風格化的方式呈現，與目前巴厘島的哇揚皮影偶戲人物類似。東爪哇風格目前保存在巴厘島的藝術、寺廟浮雕風格和美學、哇揚皮影偶戲圖像以及卡馬桑風格的古典繪畫之中。

### 神祇

#### 卡帕烏里克撒與緊那羅

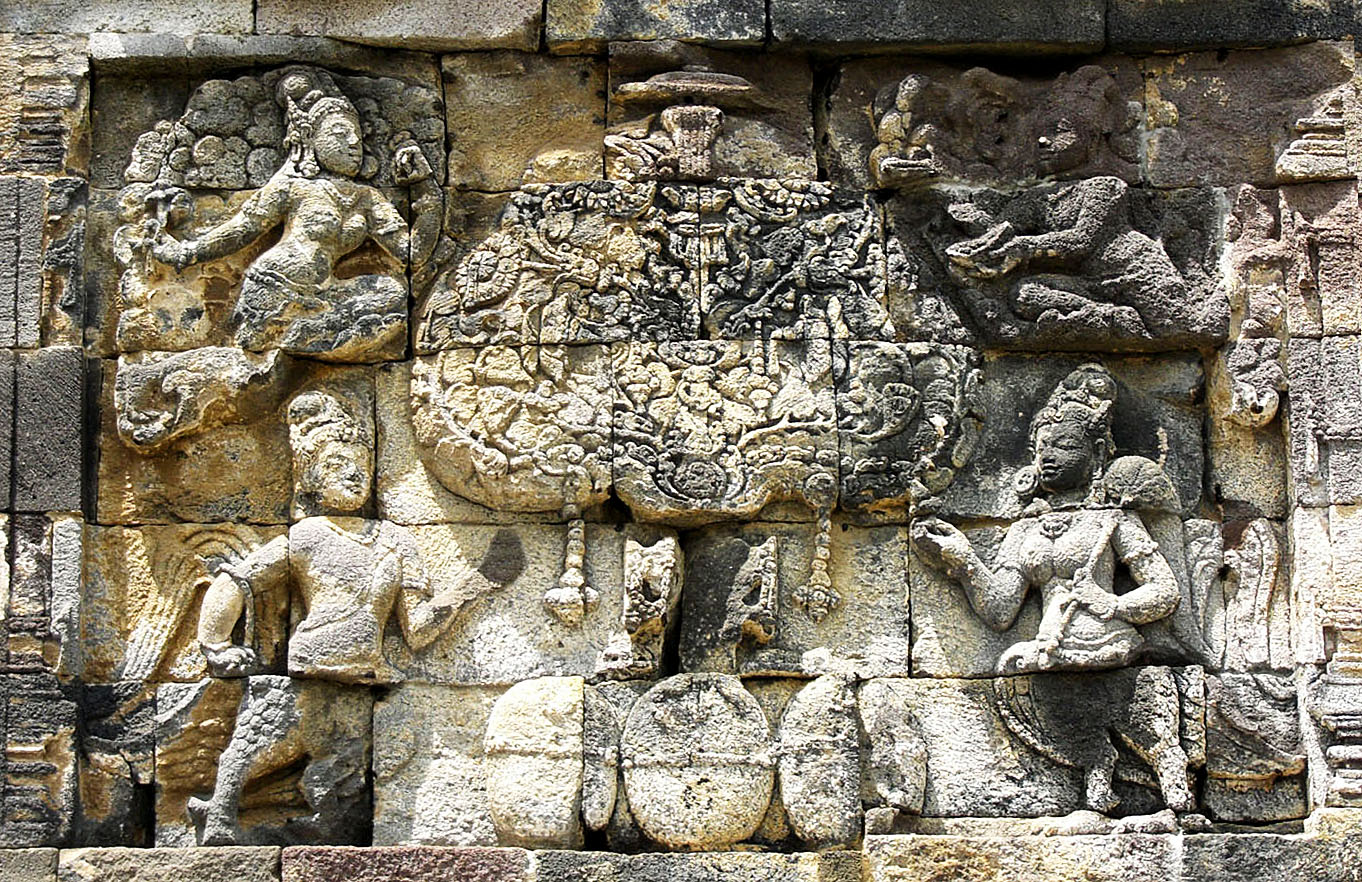
在帕翁寺中的浮雕（8世紀），緊那羅（男性）和馬諾哈拉（對應女性，也稱緊納里），以及飛天女神和天神在守護卡帕烏里克撒（生命之樹。）。

在婆羅浮屠、曼都寺、帕翁寺、塞烏神廟、莎麗神廟和普蘭巴南等寺廟中，均可看到緊那羅和馬諾哈拉（也稱緊納里（Kinnari））一對並存的圖像。這兩者通常被描繪成人頭鳥身，或是具有鳥下肢的人物。這一對通常被描繪為守護卡帕烏里克撒（生命之樹）的神祇，有時他們被描繪在守護一罐寶藏。婆羅浮屠有淺浮雕，描繪馬諾哈拉的故事。
普蘭巴南寺廟的外牆下部有一排小壁龕，其上有simha（獅子）的圖像，兩側有石板，描繪生命之樹（kalpavriksha）。根據印度教和佛教的信仰，這些有心想事成功能的神樹的兩側則有緊那羅或動物，如成對的鳥、鹿、羊、猴子、馬、大象等。普蘭巴南寺廟群壁龕的獅子圖案兩側通常都有卡帕烏里克撒的雕刻，這種模式因此被稱為“普蘭巴南石板”。

#### 菩薩與多羅菩薩

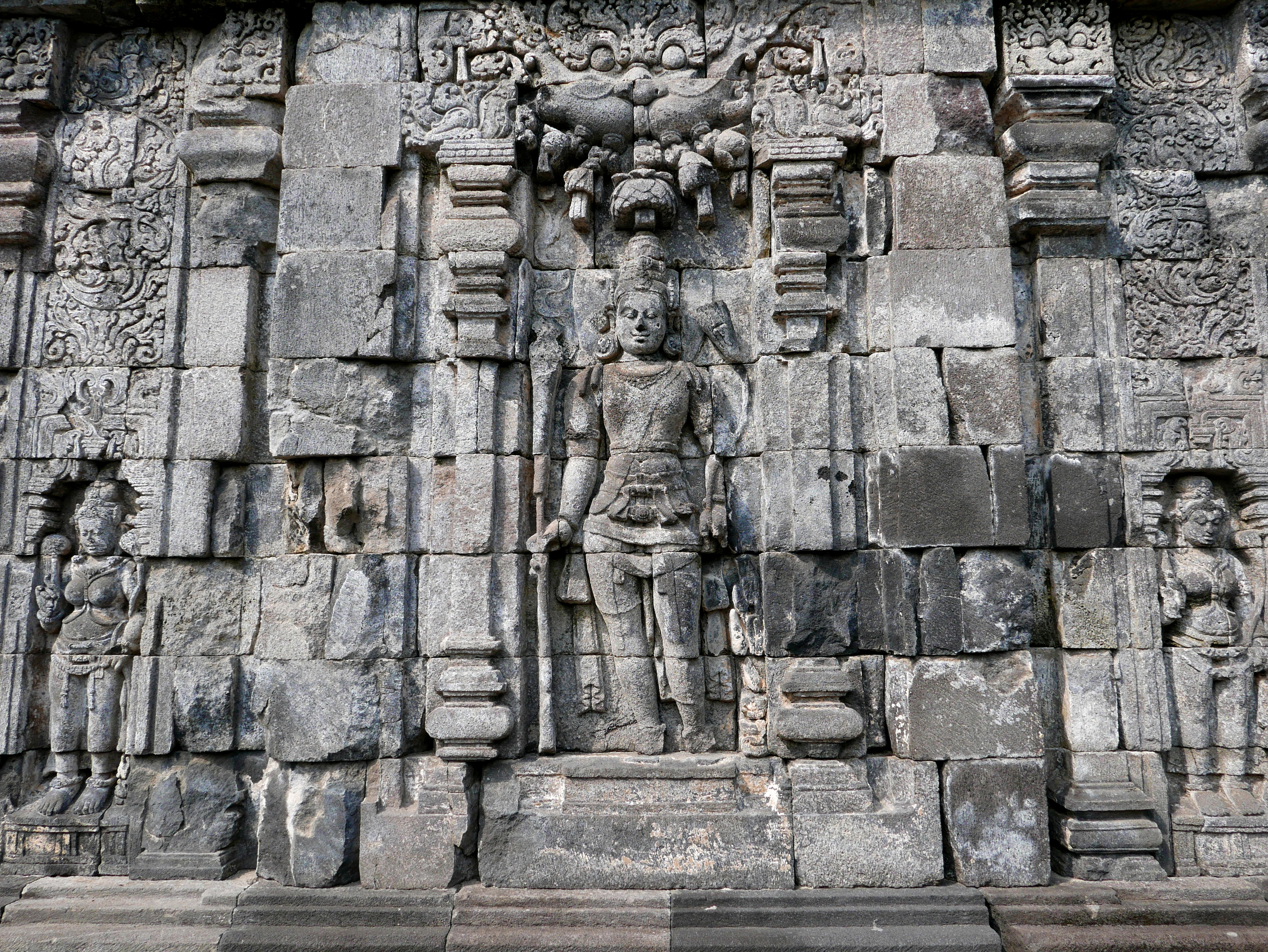
在塞烏神廟中，菩薩浮雕，兩旁各有一多羅菩薩。

在佛教寺廟中，淺浮雕的石板通常會雕有精美的菩薩像和多羅菩薩（也稱多羅母或度母等）像，以及乾闥婆（天上音樂家，是種以香味為食的神族），有時還有一群嘎納矮人。這些都是佛教信仰中的神靈，他們居住在佛教宇宙觀中的兜率天（「欲界六天」的第四天）。
菩薩通常被描繪成一位英俊的男性，面容平靜安詳，佩戴類似於國王或神靈的奢華珠寶。而多羅菩薩是他的女性對應人物，擁有美麗的仙女形象。這兩位都被描繪得很優雅，通常手持不同的蓮花（紅色的，藍色的或是白色的）、錫杖（khakkhara）或是拂塵（chamara），並以三屈姿勢站立。 在蒲牢桑佛寺群、莎麗神廟、卡拉桑神廟、塞烏神廟、帕翁寺，還有婆羅浮屠寺廟外牆上都有著名的菩薩像。

#### 天神和飛天女神

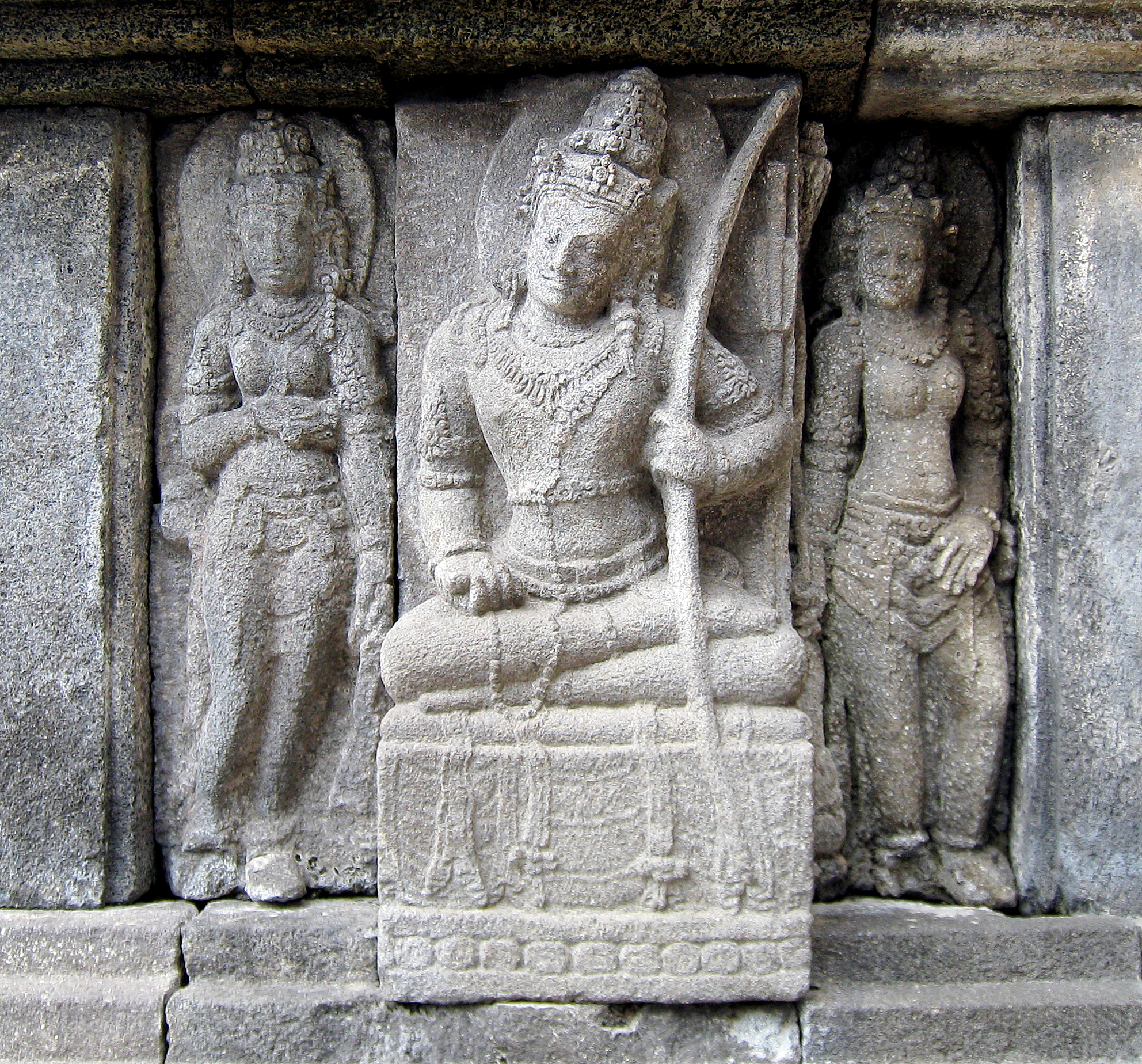
在普蘭巴南內，一位天神，兩旁各有一位飛天女神。

在印度教的寺廟裡，經常可見男性天神和飛天女神成對雕刻在寺廟牆壁的石板上。他們是印度教中與佛教菩薩-多羅菩薩對應的人物。在普蘭巴南另一邊寺廟牆壁的敘事石板上，雕刻有天神和婆羅門聖人的雕像和浮雕。在濕婆教神廟中可看到護世者（天界的守護者）之像。在梵天寺廟中的牆上刻有婆羅門聖人的吠陀經，而在毗濕奴寺廟中，則雕刻有男性天神被兩位飛天女神所環繞。對小神和女神如天神和飛天女神的描繪，描述出印度教對天界領域的概念。這與印度教宇宙學中，利用高聳的印度教寺廟作為須彌山縮影的概念相對應。

### 保護者

#### 守門天

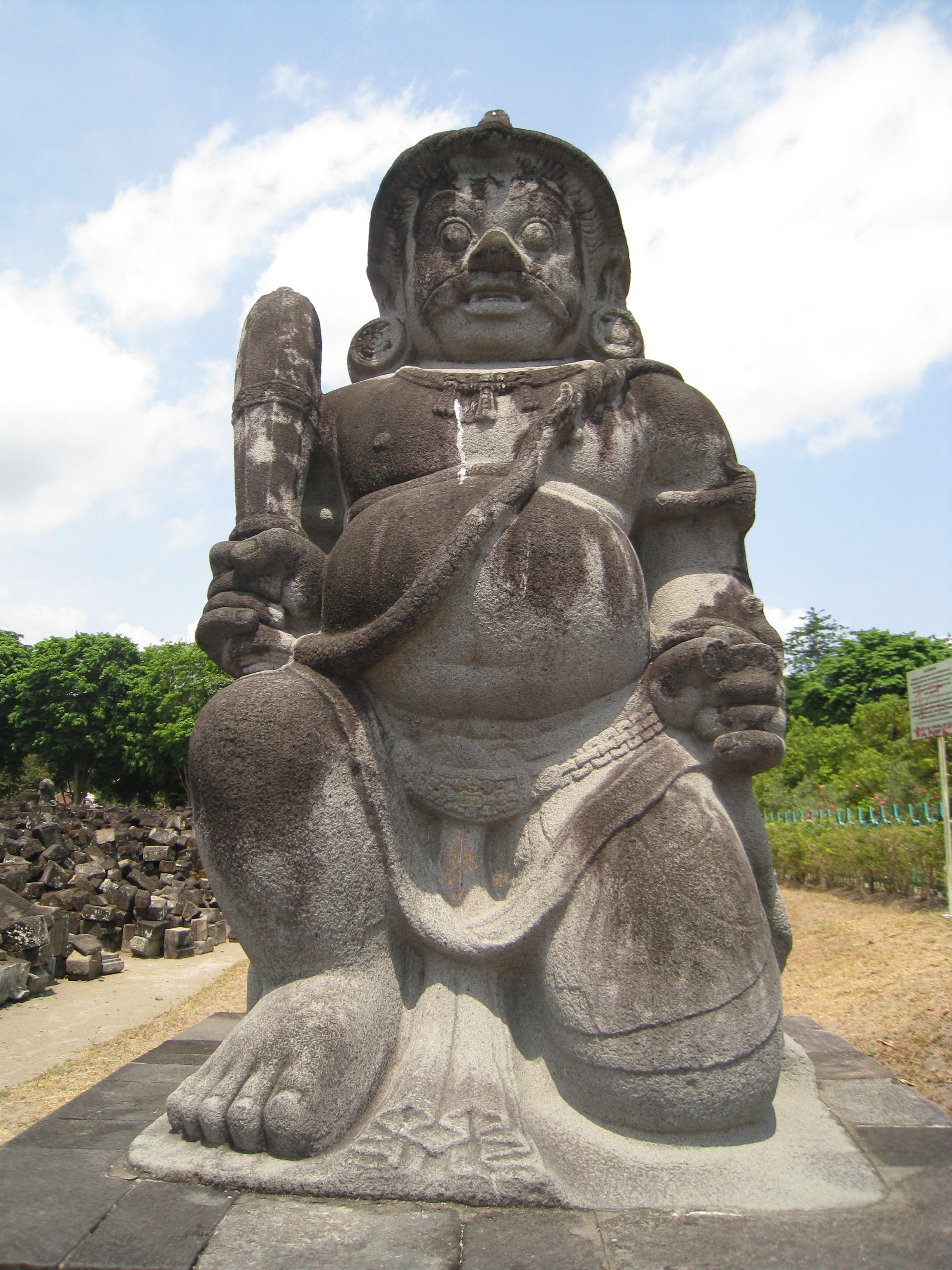
在塞烏神廟，其中的一座守門天像。

在古代爪哇大部分較大的寺廟群都會裝置有一對守門天的雕像，作為門神。這對長相兇猛的門神通常被安放在寺廟入口處的兩側，或放在四個重點。在中爪哇，守門天的造型通常被塑造成肥胖的巨人，有張兇猛的臉，瞪著雙眼，有突出尖牙，和捲曲的頭髮和鬍鬚，加上個大肚子。這些門神通常是拿著金剛杵，有時是手持刀當作武器。
但在東爪哇和巴厘島風格的裡，守門天的造型則通常是體格健壯以及肌肉發達，其中一個很好的例子出現在諫義里附近的阿當-阿當神廟遺址。而一個例外是在東爪哇省瑪瑯附近的信訶沙里神廟，那兒的守門天十分巨大，高達3.7米。最著名的守門天雕像是在塞烏神廟的雕像，在寺廟群的四個主要點各有一對守門天，總共有八個，而且保存完好。塞烏神廟中的守門天已成為後來爪哇藝術中雷登·古波羅造型的門神的原型，被日惹和梭羅的蘇丹國宮殿複製為門神使用。另一個很好的例子是在蒲牢桑佛寺群的雙廟中各有一對守門天。

#### 獅子

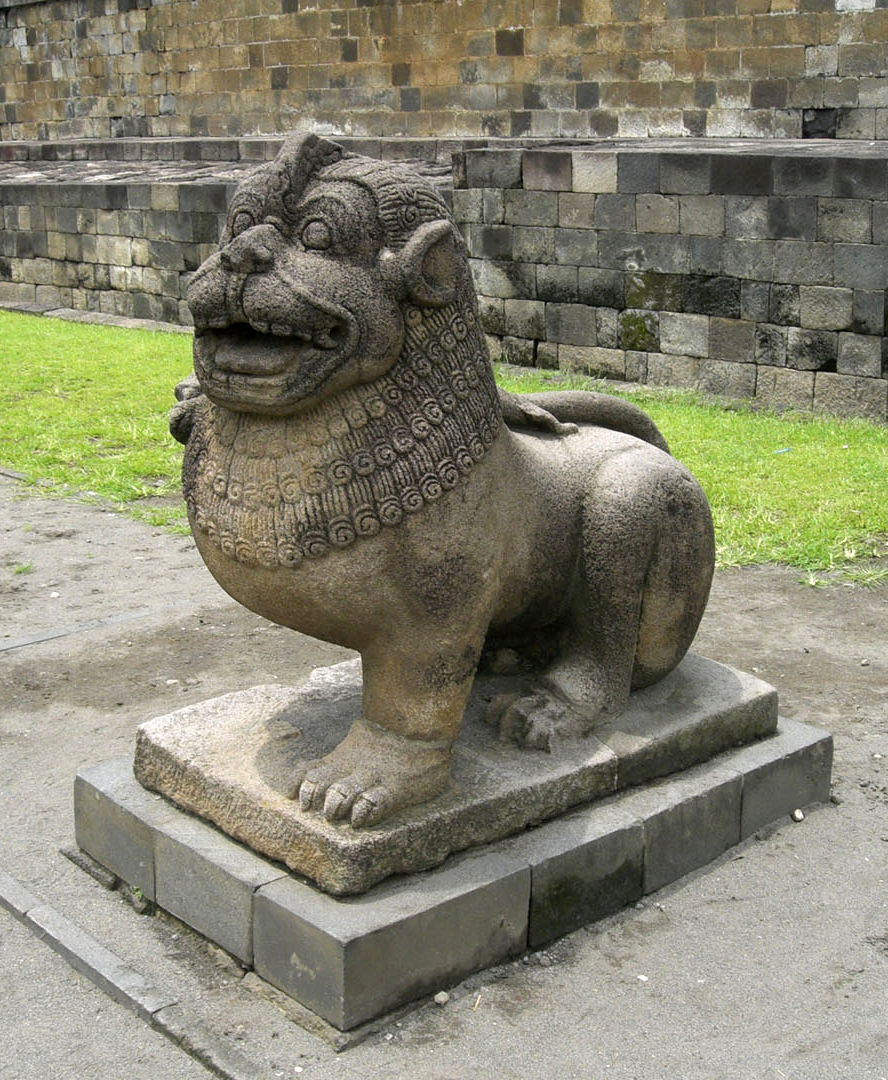
在婆羅浮屠的獅子守護者。

門戶兩側的一對獅子雕像（印尼語和爪哇語均稱為Singa。參見文化中描述的獅子）通常被放置在寺廟入口，作為守護者。在歷史記載上，獅子從來不是東南亞原產動物。因此在古代東南亞藝術中，尤其是在古代爪哇和柬埔寨對獅子的描述，與古希臘或波斯藝術中對獅子描繪所具備的自然主義相比，都是源自感知和想像。東南亞把獅子作為高貴和強大野獸，透過文化描繪和崇敬，是深受印度文化（特別是佛教的象徵主義）影響的緣故。
在東南亞的寺廟中，通常會放置一對獅子的雕像作為守門者。在印尼中爪哇的婆羅浮屠佛教建物，在四個主要入口均裝置有安山岩雕刻的獅子像。在古代爪哇的卡拉桑神廟和曼都寺中的釋迦牟尼和菩薩寶座上會有大象、獅子和摩伽羅的雕刻。在東爪哇的皮納塔蘭神廟中也有身具雙翼的獅子雕像。

### 佛塔、拉特那形狀和金剛杵頂峰

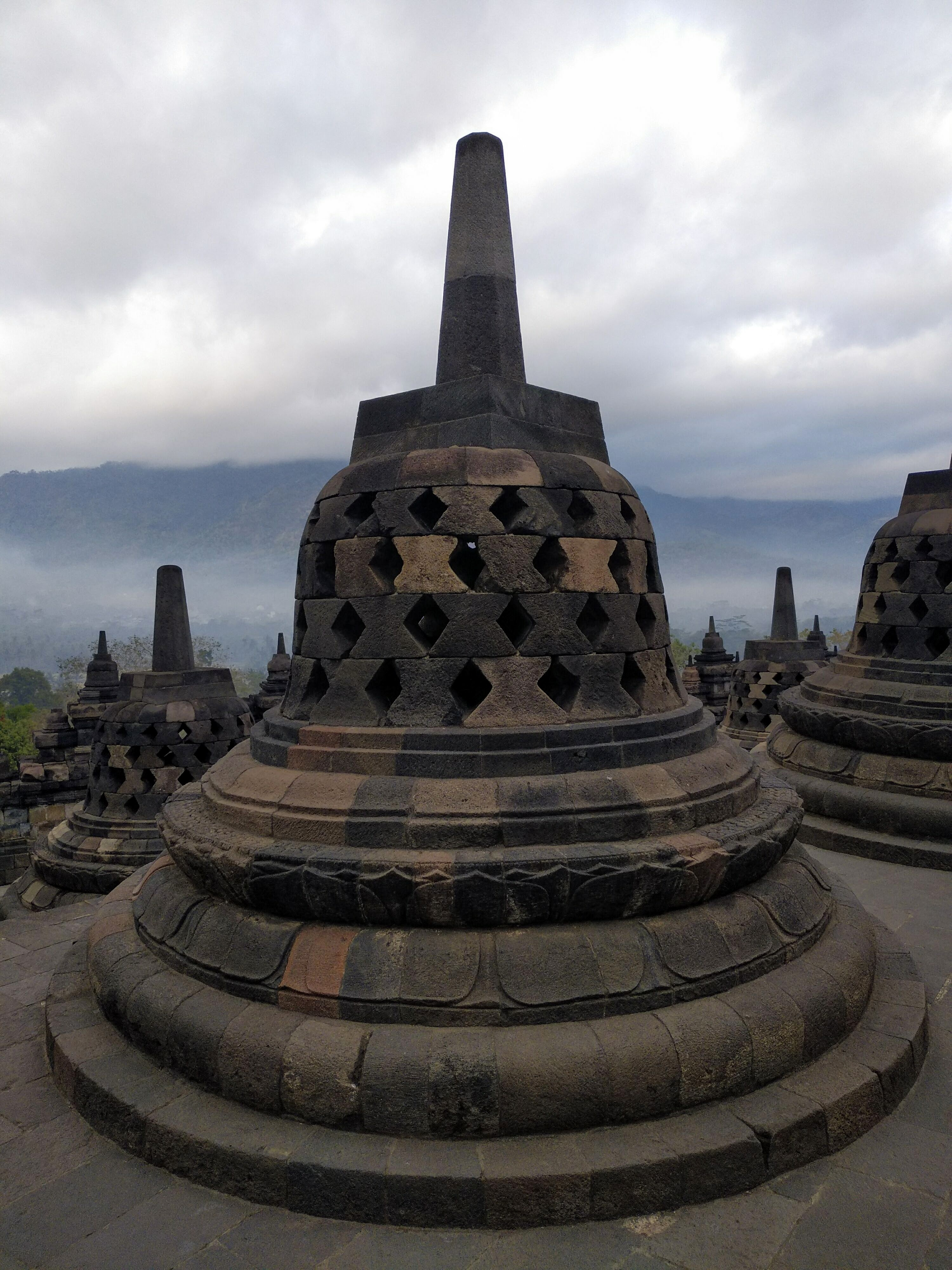
在婆羅浮屠的鐘形，有孔的佛塔。

古代爪哇神廟所信奉的宗教很容易從屋頂上的裝飾樣態來分辨。佛寺屋頂上有鐘形的佛塔，而建造如拉特那形狀的，則是印度教神廟。
爪哇古典寺廟中的典型佛塔最好的例子是婆羅浮屠所呈現的鐘形佛塔。婆羅浮屠位於上層代表Arupadhatu境界圓形平台的佛塔由圓形蓮花座（padmasana，或稱“蓮花墊”），緩慢升起的鐘形圓頂（anda），在圓頂上有矩形或八角形（harmika）作為六角柱狀頂峰 (yasti) 的基礎。
每個佛塔都有許多裝飾性的開口，呈矩形或菱形，其內安置有佛像。婆羅浮屠最初被認為較有可能是佛塔，而非寺廟。佛塔是供奉佛陀的聖所。有時佛塔只是建造來表達對佛教虔誠的象徵。而寺廟是用作禮拜的場所。

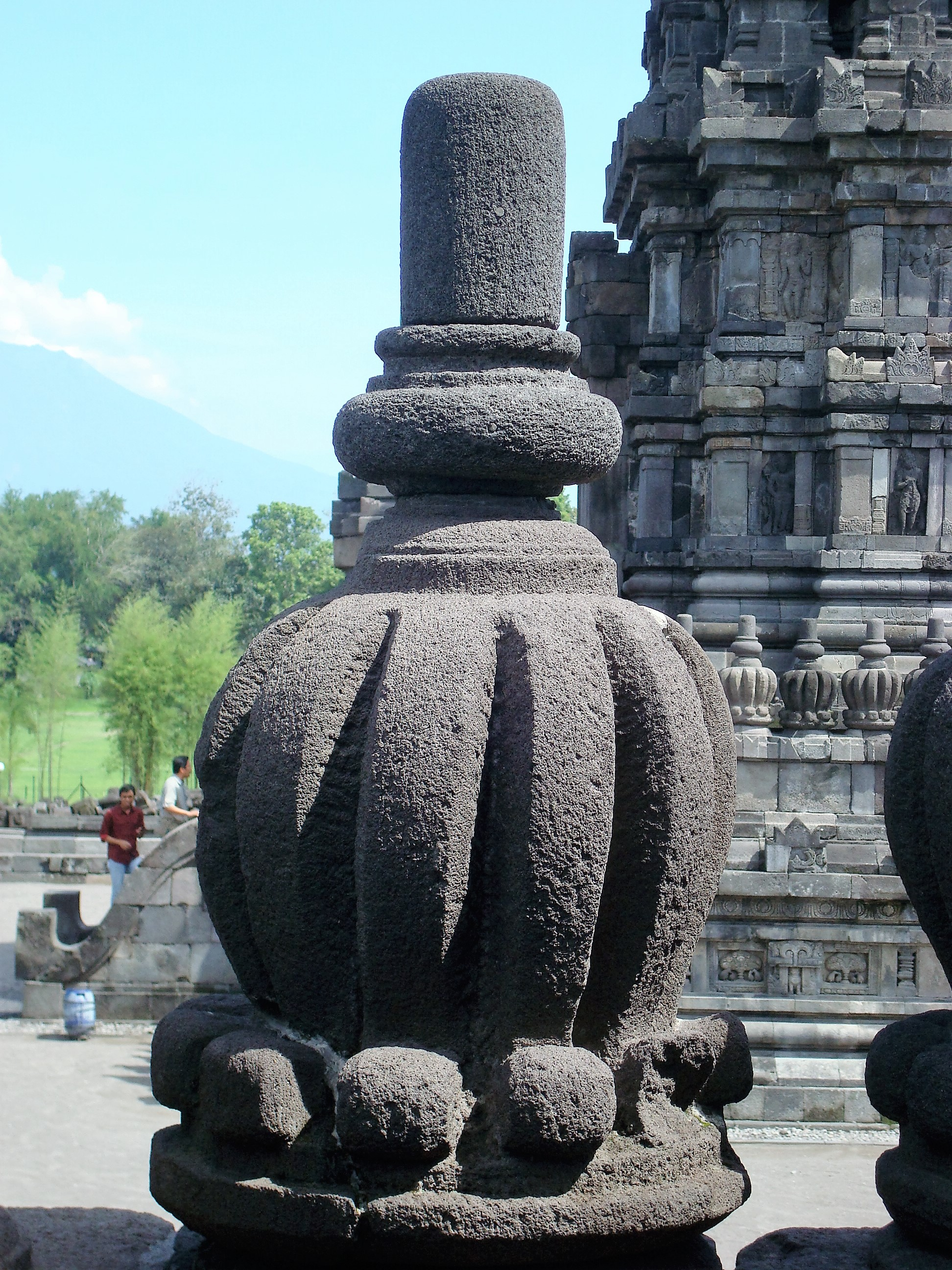
普蘭巴南中的金剛杵頂峰。

拉特納屋頂呈彎曲的鈍角錐體形，有時則呈圓柱形，並配有幾個基礎結構或是基座，形成裝飾性接縫。這種頂峰被稱為keben頂峰或濱玉蕊果實頂峰。印度教和佛教寺廟都有這樣的頂峰。但在印度教寺廟中最為普遍。善比薩里神廟和伊卓神廟都有這樣的拉特納屋頂。
在普蘭巴南，有定型化的金剛杵取代拉特納作為寺廟的頂峰。在古代爪哇寺廟中，印度教的金剛杵頂峰可能是佛教佛塔頂峰的對應物。這種做法在後期的巴厘島印度教寺廟中得以展現，那兒的多層式梅魯塔屋頂就使用金剛杵頂峰。但金剛杵頂峰實際上是兩種信仰中都會使用的象徵。在東爪哇寺廟建築的後期，在印度教寺廟的屋頂上安裝有假的林伽-約尼或是立方體，而在佛教寺廟的頂部則安裝有假的圓柱形的佛塔。

## 地點分佈

顯示印尼在印度教-佛教時期的重要集中處地圖，黑點代表印度教，紅點代表佛教。

在日惹特區的斯萊曼縣、和中爪哇省的馬格朗縣和克拉滕縣，當地寺廟的分布尤為密集；與克都平原（普羅戈河河谷）和克烏平原（奧帕克河河谷，普蘭巴南周邊）的爪哇文明搖籃歷史區域相對應。其他擁有著名寺廟群的重要地點有東爪哇省的瑪瑯、勿里達和多烏蘭地區。西爪哇省也有少量的寺廟，如巴圖賈亞寺廟群和倉光神廟。在爪哇以外的巴厘島、蘇門答臘島和加里曼丹南方也有禪邸，但相當稀少。在蘇門答臘，有兩處以其寺廟密集而著稱 - 占碑省的穆阿羅占碑寺廟群和北蘇門答臘省的帕當·拉瓦司考古地點寺廟群 。
禪邸可在平坦，或是不平坦的地形建構。例如普蘭巴南寺廟群和塞烏神廟是建在平坦的低窪地帶，而戈東松戈神廟群和伊卓神廟則建在山坡階地或地勢較高的山坡上。另一方面，婆羅浮屠是建在基岩的小山上。寺廟在景觀中的位置、方位和空間組成，以及建築設計，是由建造它們的人民、政體或文明所具有的宗教和經濟因素所決定。

### 爪哇

#### 西爪哇省

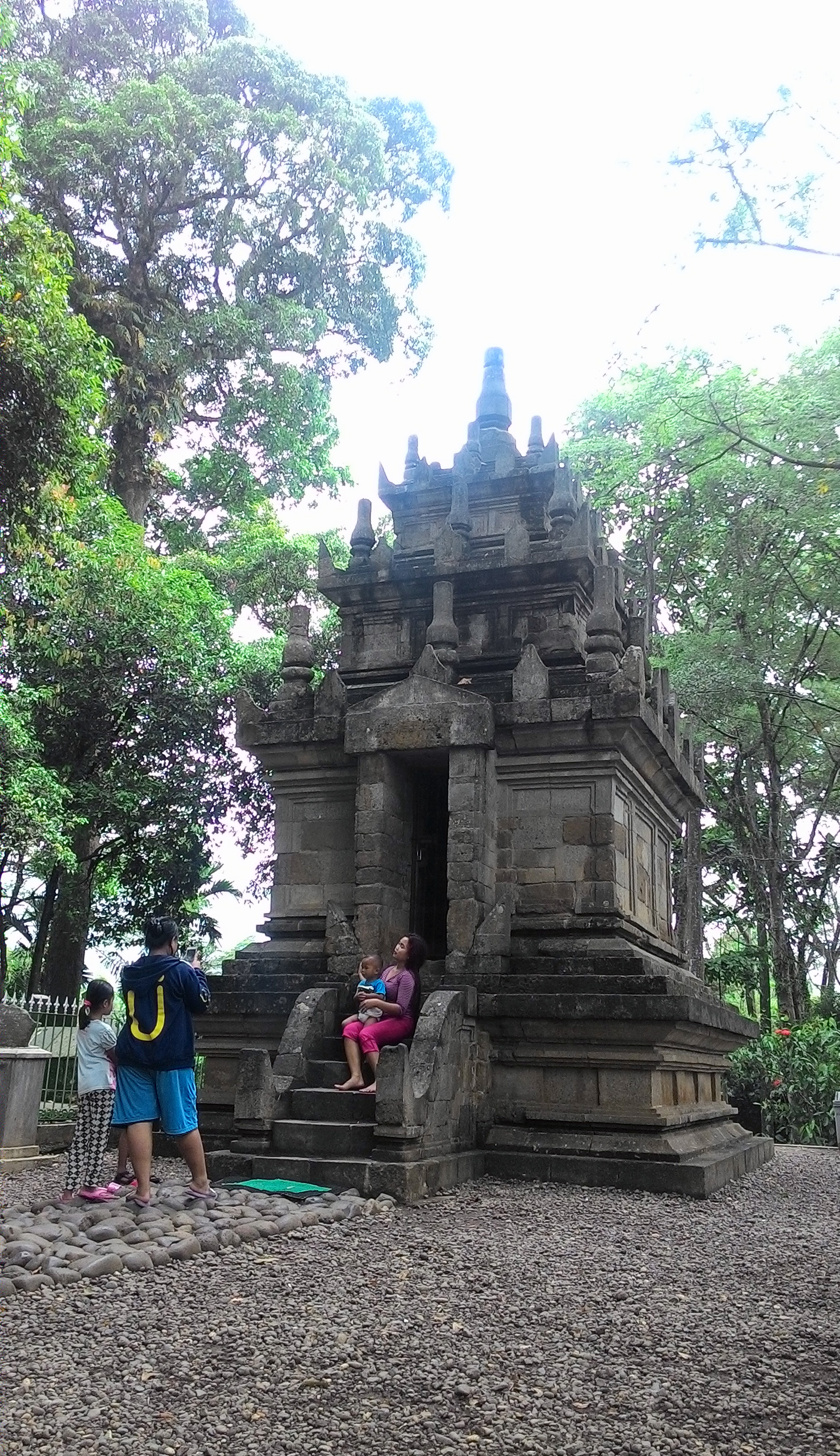
在西爪哇省加魯特縣的的倉光神廟。

- 巴圖賈亞寺廟群是由紅磚和砂漿建造而成的佛塔建築，位於西爪哇省加拉旺縣的巴圖賈亞考古區。可能是在公元6世紀由塔魯瑪納伽拉王國（英语：Tarumanagara）所建造。[27]
- 同樣位於西爪哇省加拉旺縣的巴圖賈亞考古區的齊部阿雅神廟（Cibuaya Temple)也是由紅磚和砂漿建造而成，供奉毗濕奴的寺廟群。[28]可能是在公元6世紀由塔魯瑪納伽拉王國所建造
- 位於萬隆縣（英语：Bandung Regency）波莊門節村的波莊門節神廟（英语：Bojongmenje）（印度教寺廟）遺址。
- 倉光神廟是西爪哇少數倖存的印度教寺廟之一，估計建造時間在8世紀，位於西爪哇省加魯特縣（英语：Garut Regency）。位於一個湖中小島上。倉光神廟與其他禪邸不同處是較為簡單，目前僅剩一結構存在。[29]其中濕婆雕像面朝東。建造日期尚無法確定。

#### 中爪哇省

##### 迪恩高原

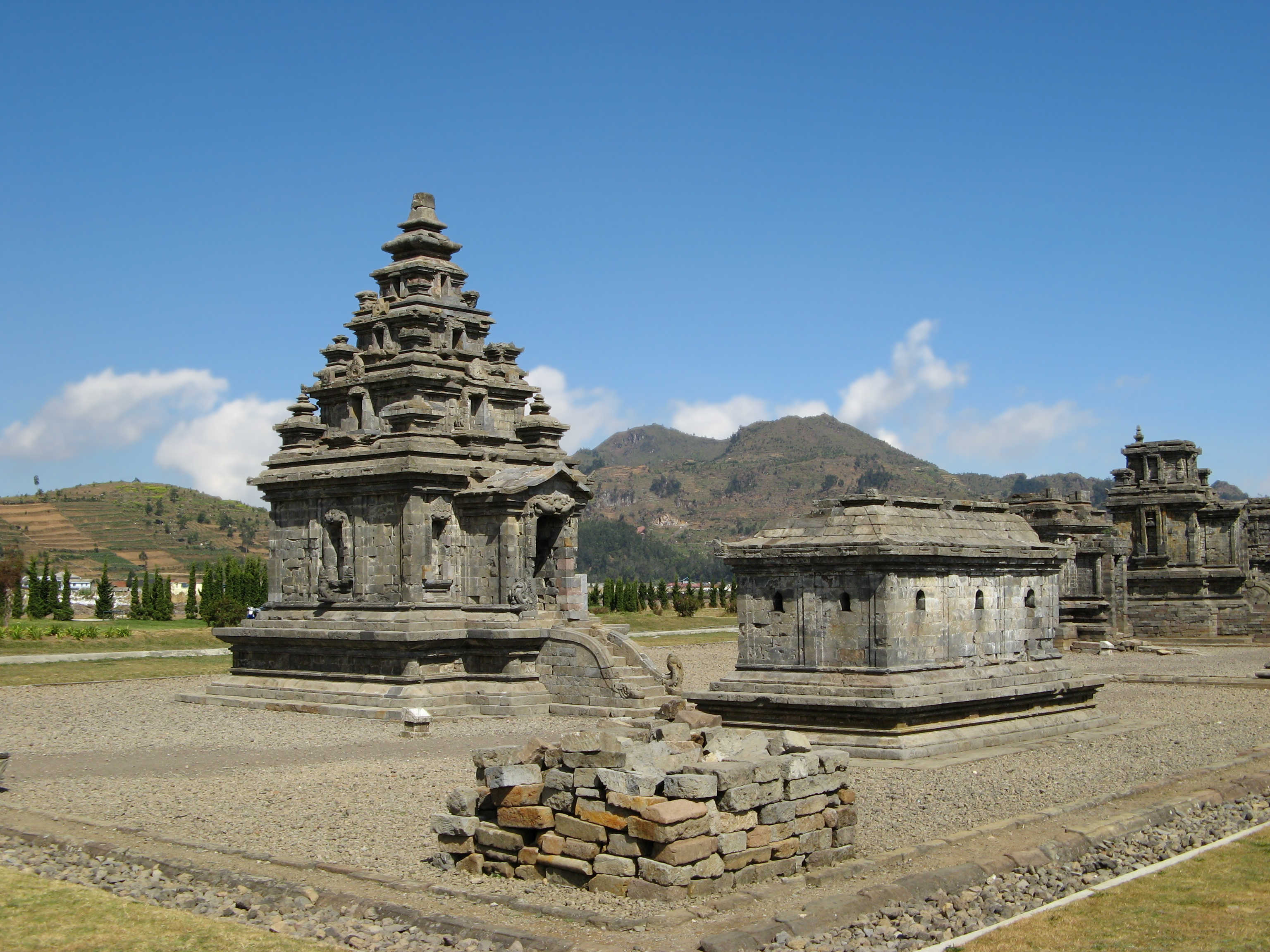
迪恩寺廟群中的阿周那神廟群。

這批位於中爪哇省沃諾索博縣附近迪恩高原的寺廟群共有8座建於7世紀和8世紀的小型印度教寺廟，是中爪哇省最古老的寺廟。寺廟群周圍環繞有沸騰的火山泥坑、彩色湖泊、洞穴、硫磺噴出口、溫泉和地下伏流通道。這8座寺廟是：
- 阿朱那神廟（Arjuna temple）[30]
- 司馬神廟（Semar temple）[31]
- 斯里坎迪神廟（Srikandi temple）[32]
- 蓬塔德瓦神廟（Puntadewa temple）[33]
- 森巴德拉神廟（Sembadra temple）[34]
- 德瓦拉瓦蒂神廟（Dwarawati temple）[35]
- 加託卡卡神廟（Gatotkaca temple）[36]
- 比瑪神廟（Bima temple）[37]

##### 戈東松戈神廟

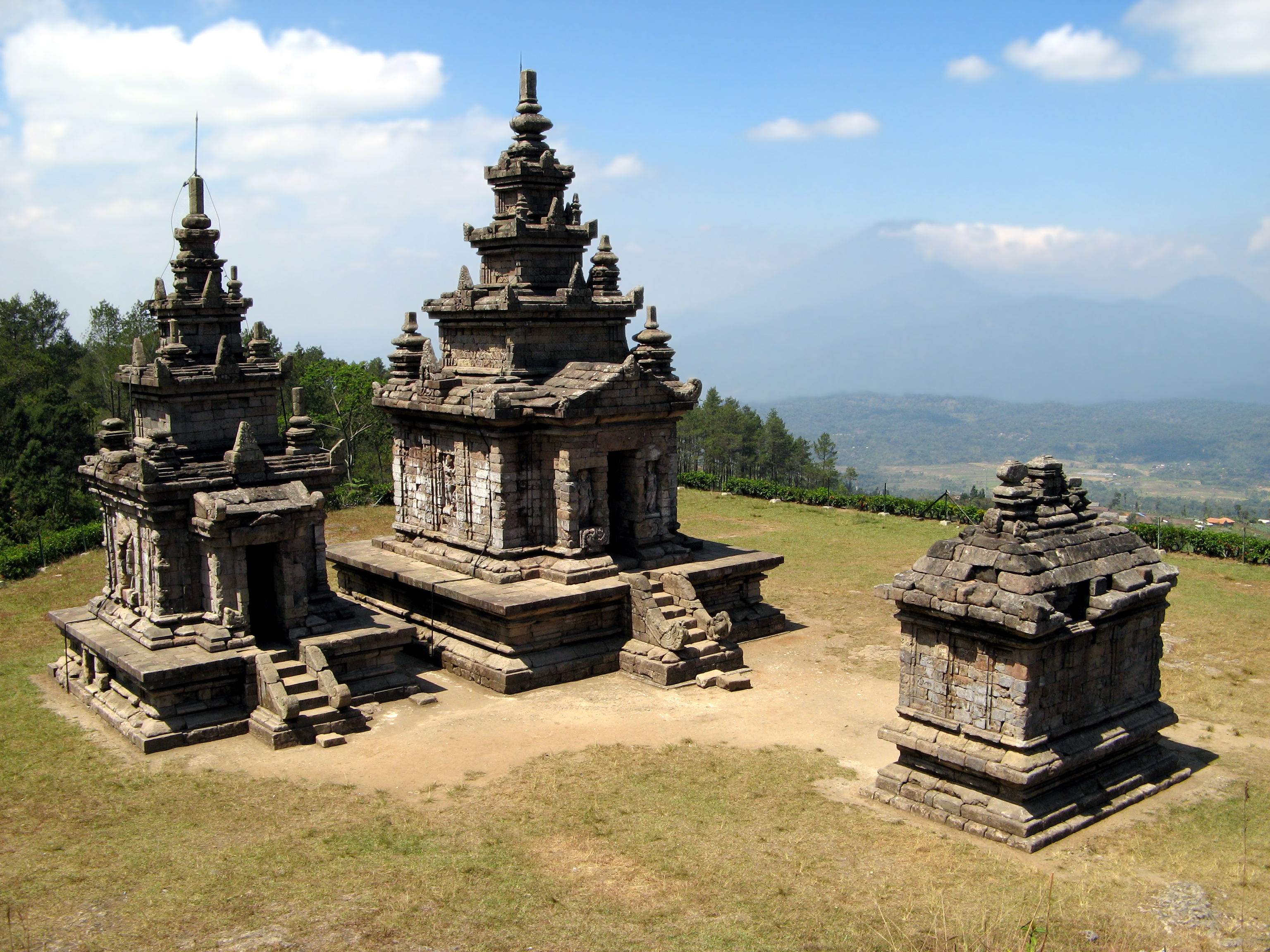
戈東松戈神廟群中的其中三座

此寺廟群位於中爪哇省三寶壟西南方。共有5座建於8世紀和9世紀的印度教寺廟。這個地點強調寺廟的位置與建物本身一樣重要。在全景圖中可看到3座火山和迪恩高原。

##### 婆羅浮屠和克都平原

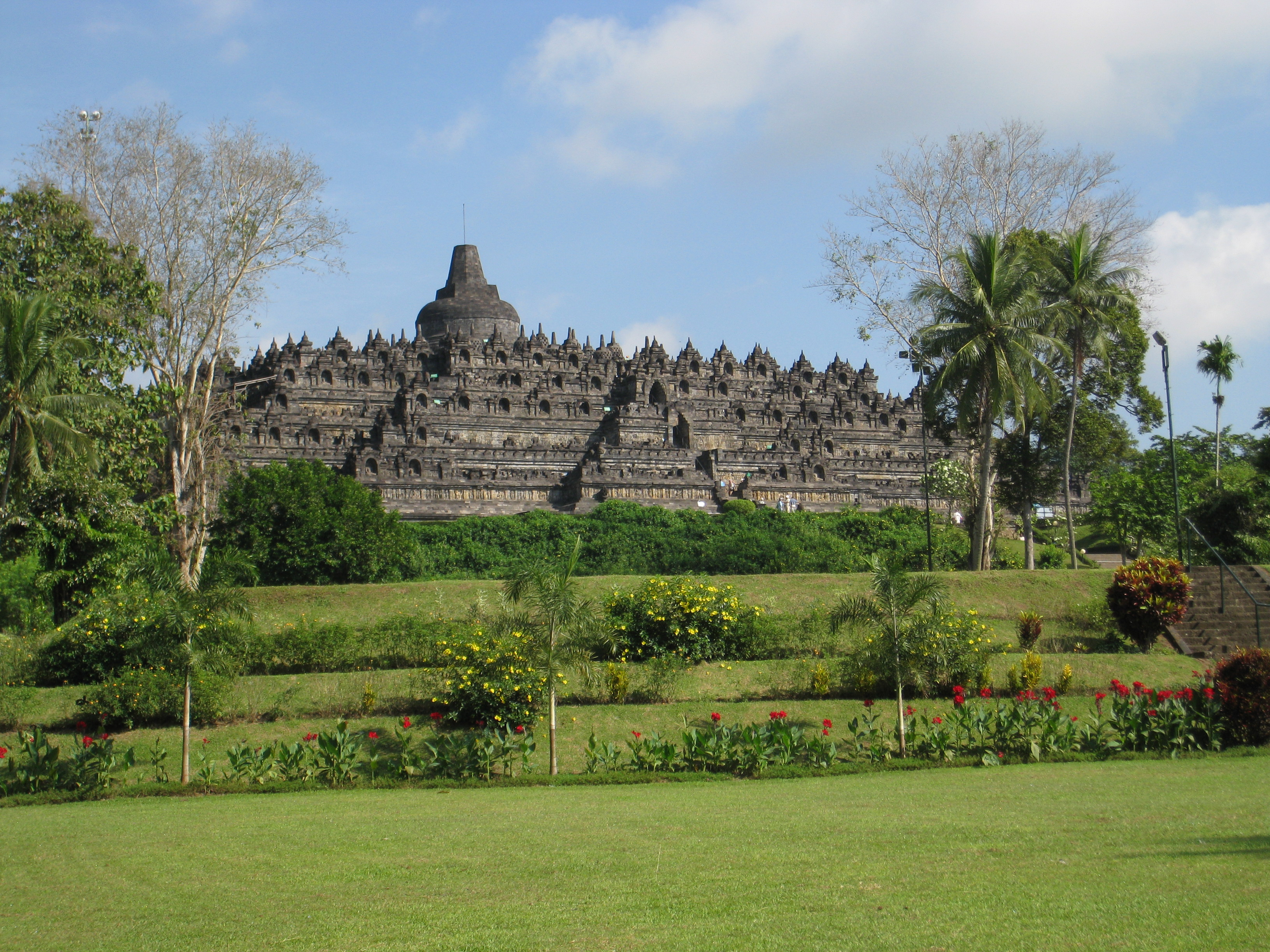
婆羅浮屠

克都平原位於中爪哇省日惹市的西北部、默拉皮火山的西面和馬吉冷的西南部。
- 婆羅浮屠。在9世紀建造的佛寺群，據說為世界上規模最大。到最高處需要經過7階，代表從人間到涅槃的7個階段，包含有佛陀誕生、成道和死亡的浮雕。此地被聯合國教育、科學及文化組織列為世界遺產。
- 帕翁寺。 在8世紀建造的佛寺。
- 曼都寺。 在8世紀建造的的大乘佛教寺廟。
- 恩加溫寺（英语：Ngawen）。在8世紀建造的佛寺，位於曼都寺以東，擁有5個排列整齊的聖殿，其中一個裝飾有雕刻精美的獅子。寺廟名與與Venuvana（竹林寺）有關。
- 巴南神廟。 在8世紀建造的印度教寺廟，位於帕翁寺以北。由於遺跡太少而無法重建。這座寺廟的神像現保存在印度尼西亞國家博物館。
- 烏布爾神廟（英语：Umbul temple），位於馬格朗縣。在9世紀建造的印度教寺廟，其中有兩個沐浴池，據信為供馬打蘭王國國王所用。
- 古農·紗麗神廟（Gunung Sari temple），僅三座副廟遺跡和主廟基座尚存。
- 宮農·武科神廟。這兒有爪哇所發現最古老的銘文，日期為公元732年。目前僅有主殿和三座副殿的基座尚存。

##### 默拉皮火山山坡
- 森吉神廟群（Sengi complex）。位於莫拉皮火山的山坡，有三座印度教寺廟 - 阿蘇神廟（英语：Candi Asu）、潘但神廟和蘭奔神廟（英语：Candi Lumbung）。 在8世紀和9世紀建造。寺廟的底部有攀緣植物圖案的雕刻。
- 葛邦神廟（英语：Gebang），於8世紀建造的印度教寺廟。
- 莫闌干神廟，估計在9至10世紀馬打蘭王國時期建造的印度教寺廟。
- 金普蘭神廟（英语：Kimpulan），估計同樣為在9至10世紀馬打蘭王國時期建造的印度教寺廟，可能遭受莫拉皮火山噴出的火山灰掩埋，於2009年被意外發現。

##### 日惹市附近

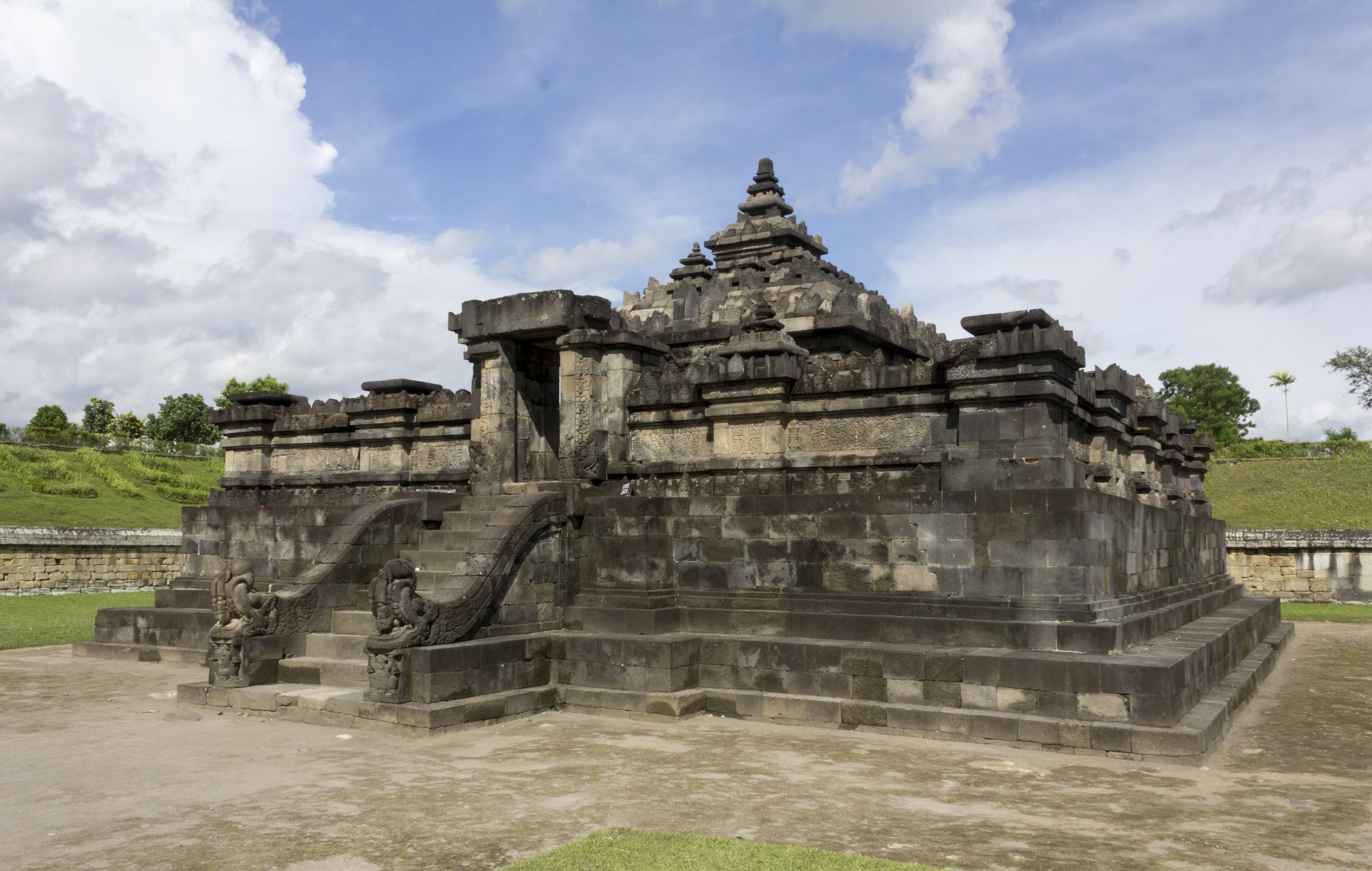
善比薩里神廟。

- 善比薩里神廟。 建造於10世紀，但遭默拉皮火山的火山灰掩埋長達一個世紀。直到1966年被農民發現。
- 卡迪索卡神廟，推測為在8世紀開始興建，但並未完工的印度教寺廟，遭默拉皮火山的火山灰掩埋。於2000年被發現。

##### 普蘭巴南平原（克烏平原）

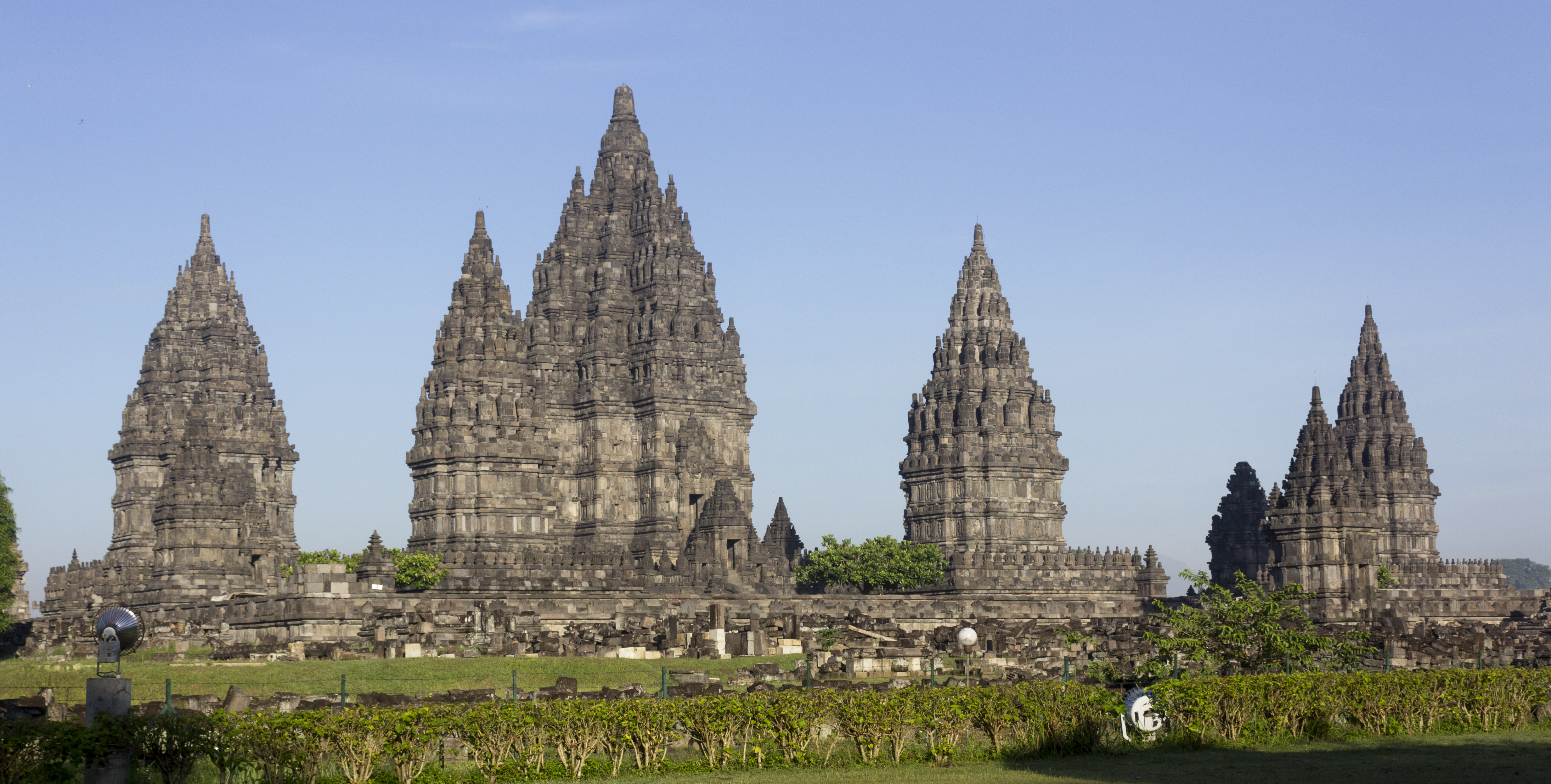
普蘭巴南寺廟群。

- 羅羅·瓊格朗（英语：Roro Jonggrang）（爪哇語的「苗條女士」之義）是普蘭巴南的主要印度教寺廟群。 在9世紀建造。主廟供奉濕婆，兩側供奉毗濕奴和梵天。有描繪羅摩衍那故事的浮雕。
- 塞烏神廟（佛教），比羅羅·瓊格朗建造得更早。由主殿及環繞的小廟組成。有保存完好的守護神雕像，其複製品目前矗立在日惹王宮的中庭。
- 蘭奔神廟。為佛寺遺址，位於塞烏神廟南面，由主殿和16座小廟組成。
- 布不拉佛寺。是座位於蘭奔神廟和塞烏神廟之間的佛寺。
- 加納寺（英语：Candi Gana）。佛寺遺址，存有大量雕像、淺浮雕和石刻。有眾多舉起雙手的兒童或侏儒的雕像。位於塞烏神廟以東的住宅區中。從1997年開始做修復的工作。
- 蒲牢桑佛寺群。位於賽烏神廟以東幾公里處，可能在9世紀建造。推測是由信仰印度教國王為其信仰佛教的王后所建。兩個主殿中各有一名男人和一名女人的浮雕。有纖細的佛塔。
- 武吉山雕像（Arca Bugisan）。有7尊姿態各異的菩薩雕像，有的已經倒塌。
- 薩吉灣佛寺（英语：Sajiwan）。裝飾有關於教育的浮雕。底座和樓梯上飾有動物寓言的圖案。
- 紗麗神廟。曾是佛教僧侶禪修之處。 在8世紀建造。兩座建物上有9座佛塔，推測這些建物是供僧侶冥想的場所。
- 卡拉桑神廟。據信為8世紀，為紀念國王和他的公主新娘聯姻而建，廟中有精美的浮雕。
- 克都蘭神廟（英语：Kedulan）。 於1994年被挖沙者在地下4米處發現。目前可觀察到主殿的方形底座。但次要寺廟尚未完全挖掘。

##### 拉圖·波科及周邊地區

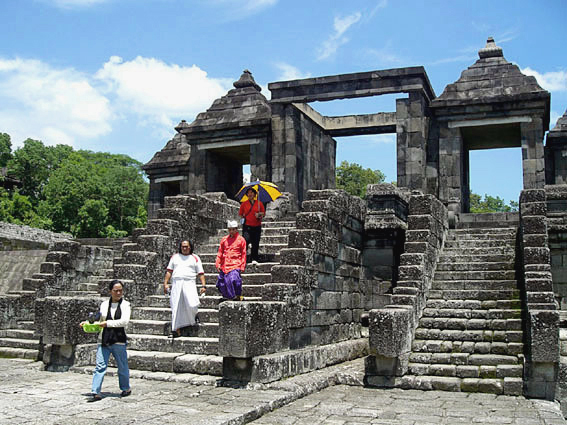
拉圖·波科宮殿大門。

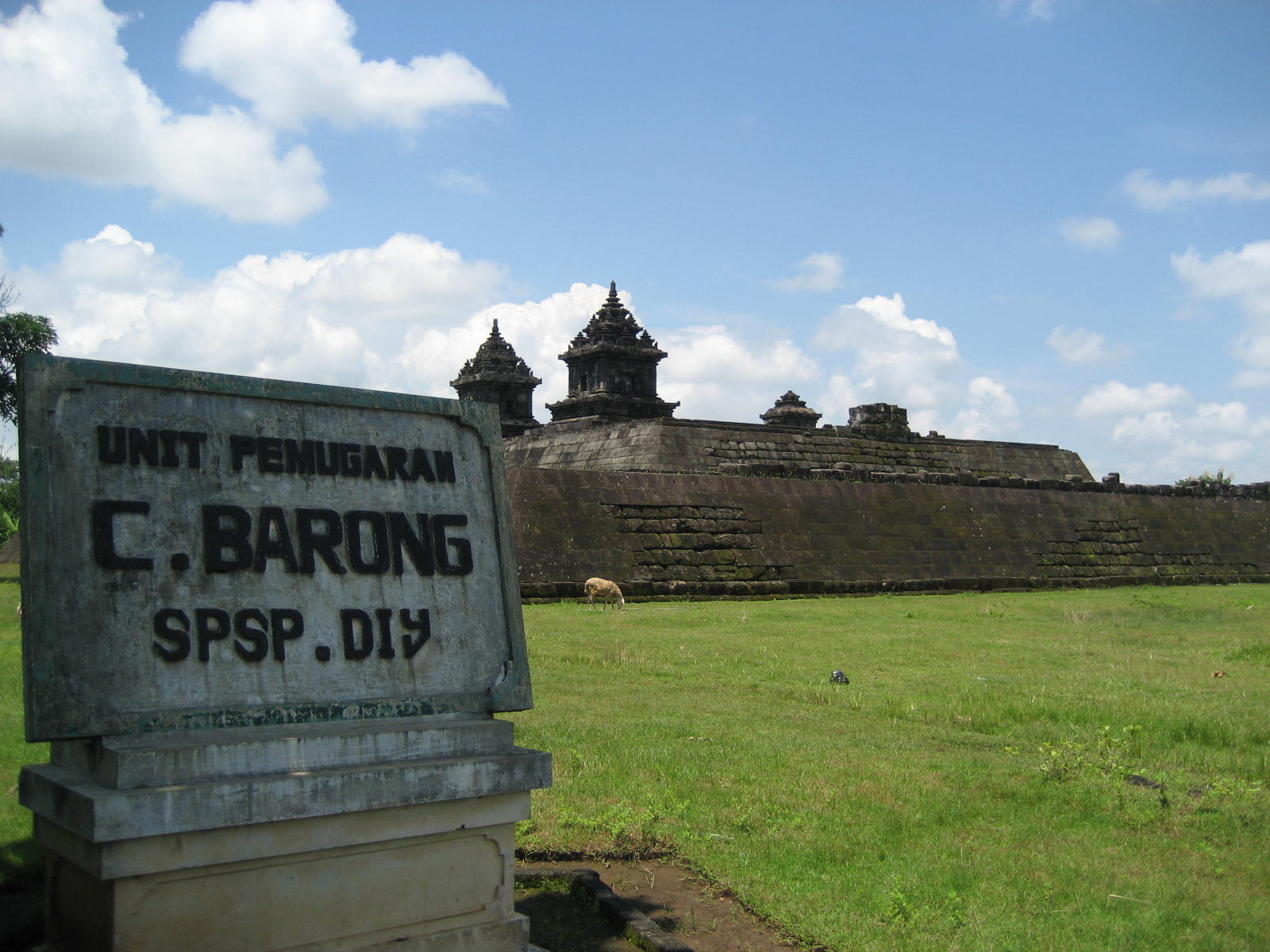
巴龍神廟。

- 拉圖·波科宮殿建於8世紀和9世紀之間。是佛教和印度教混合的風格。有部分宮殿禮堂已被修復。在皇家花園的廢墟內有個浴池。
- 阿卡·戈波羅（Arca Gopolo）雕像。有7尊雕像圍成一圈，彷彿在開會。最大一尊的衣服上的花朵裝飾仍然可見。
- 班尤尼博（英语：Banyunibo）。一座建於9世紀的小型佛寺群。主殿由6座較小的寺廟環繞。修復工作在1978年完成。
- 巴龍神廟（英语：Barong Temple）。由於寺廟中的卡拉狀似巴龍（巴厘島神話中的豹類動物），而被稱為巴龍神廟。寺廟建在三階的平台上。
- 達旺薩里。可能是座已毀壞的佛塔遺址，現在只剩一堆安山岩。
- 伊卓神廟。一座由三階寺廟組成的建築群，但其中只有一座經過翻修。一個主殿和三個帶有雕像的輔殿仍在重建中。
- 瓦圖·古迪格。一組石墩呈爪哇鑼形狀排列。已發現大約40個這類石墩，其他可能仍埋在土中。當地人認為這是博科國王（King Boko）埋葬之處。
- 阿邦神廟。用紅磚砌成的印度教寺廟。形狀為長方形，大小為36米×34米，現長滿草，遠看就像一個土堆或一座小山。
- 甘平甘佛寺。建於古馬打蘭王國時期的8世紀和9世紀左右。1995年被製磚者發現時，仍埋在地下。到現在尚未完全修復，但這座寺廟遺址群似乎有7座不完整的寺廟建築.
- 聖托諾洞遺址。因為洞壁上有印度教神像或浮雕，而推測為印度教修道者隱居之處。離阿邦神廟不遠（在阿邦神廟山下方約100米），推測建於9世紀和10世紀馬打蘭王國時期。

##### 克拉滕縣
中爪哇省，日惹市以東。
- 莫拉克神廟（英语：Merak temple）。位於村莊中央的兩座寺廟，據信在馬打蘭王國的10世紀所建的印度教寺廟（供奉濕婆），擁有豐富的浮雕和裝飾。
- 卡朗農哥神廟。位於稻田中央，於1970年代被發現，由於遺跡不多，很難確定建造年代。

##### 拉武火山
在中爪哇省梭羅市附近。
- 且托神廟（英语：Ceto Temple）。位於拉武火山的山坡上（海拔1470米）的印度教寺廟。建於15世紀。
- 蘇庫神廟。也是位於烏拉火山山坡上的印度教寺廟群，建於15世紀。形狀與瑪雅文明的金字塔相似。其中有顯示出生與性教育的浮雕。

#### 東爪哇省

##### 瑪瑯地區
東爪哇省瑪瑯。

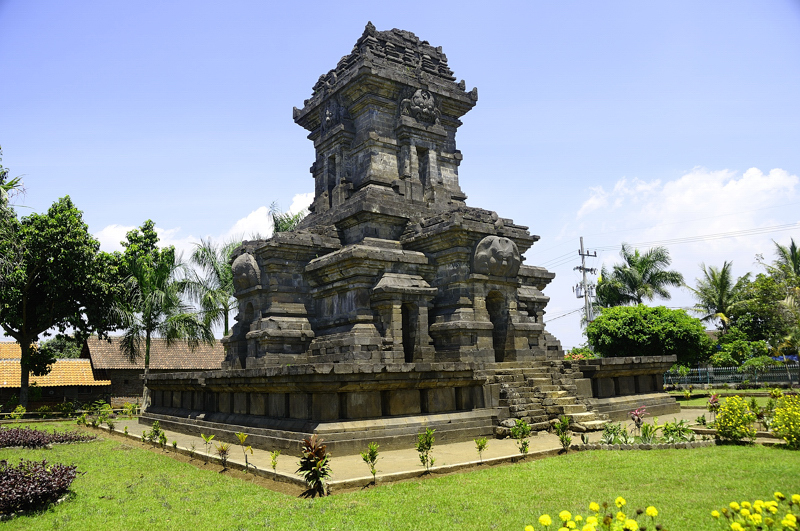
信訶沙里神廟。

- 巴度特神廟。是在8世紀建造的小型濕婆教寺廟。
- 松戈里提神廟。這座印度教寺廟位於阿朱那-維利朗火山與卡維山之間。形狀與位於迪恩高原的善布拉達神廟（Candi Sembrada）[38]非常相似。
- 杰哥神廟（英语：Jago temple）。建於13世紀末。台地上有獨特（爪哇皮影人偶）風格的浮雕，描繪摩訶婆羅多史詩和冥界惡魔的場景。
- 信訶沙里神廟（英语：Singhasari temple）。建於1304年，作為滿者伯夷王國前身的信訶沙里王朝國王科塔尼伽拉（英语：Kertanegara）的祭殿，是印度教佛教混合神廟。
- 守門天（dvarapala，或是寫為Dwarapala）雕像。用來崇敬信訶沙里（公元1222年至1292年）的統治者。
- 基多神廟。
- 桑波拉萬佛塔（英语：Sumberawan）。
- 藍布特·蒙特神廟，為印度教寺廟。
- 塞拉克利爾神廟（Candi Selakelir）。位於潘拿古南火山山坡。

##### 勿里達地區

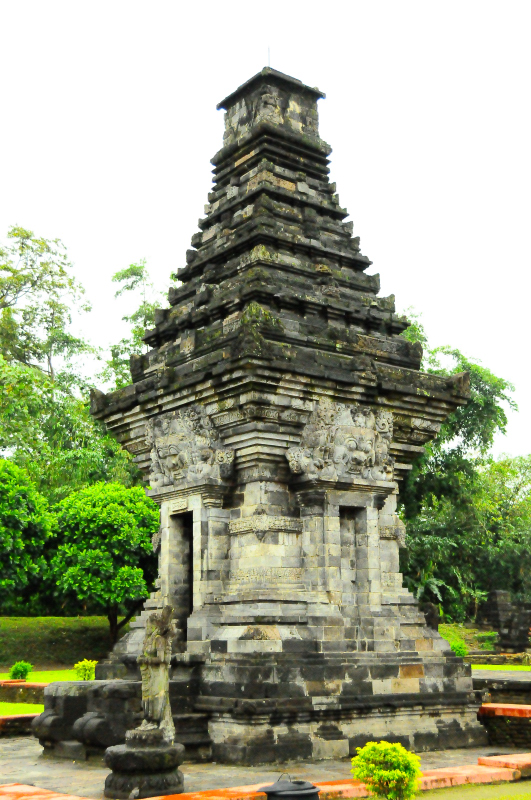
皮納塔蘭神廟。

- 皮納塔蘭神廟。為東爪哇省最大的寺廟群，擁有一系列神殿和亭台。據信為信訶沙里時期建造，而在滿者伯夷時期進行過翻新和擴建。此寺廟群被認為是滿者伯夷的國廟。
- 巴塞姆寺
- 婆羅浮屠佛寺群
- 卡利西利克神廟，建於滿者伯夷時期，為印度教寺廟。
- 科特斯神廟，推測於滿者伯夷早期興建，為濕婆教寺廟.
- 烏林金·布蘭讓神廟，為印度教寺廟，根據廟中銘文推測，可能是在公元1409年建造。
- 薩文塔神廟
- 薩伯納納斯神廟（英语：Candi Sumbernanas），為印度教寺廟，於1919年被發現。
- 辛平神廟，是滿者伯夷的前身-信訶沙里最後後一位國王 科塔尼伽拉（英语：Kertanegara）的祭殿。
- 干霸·韋壇神廟，為印度教寺廟。
- 普倫班甘神廟（英语：Plumbangan），目前的遺跡僅有一座大門。
- 特帕斯神廟，為印度教寺廟。

##### 諫義里地區

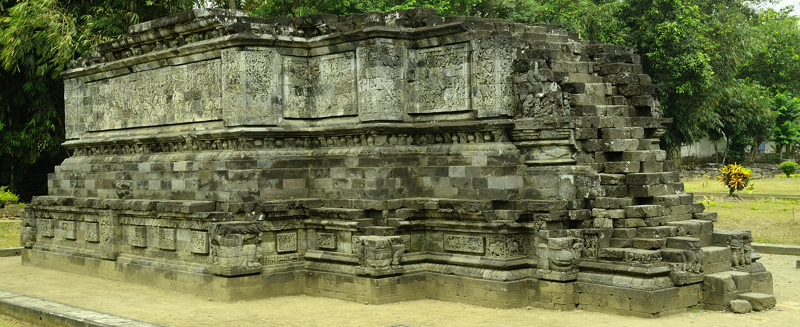
蘇洛窩諾神廟。

- 阿當-阿當神廟，為佛寺，位於諫義里縣附近的克盧德火山東北坡的阿當-阿當村。 [39]這座寺廟於2017年被發現。[40]在這兒曾發掘出精美的菩薩頭像和守門天碎片。
- 蘇洛窩諾神廟（英语：Surawana）。是建於滿者伯夷時期的一座小印度教寺廟。據信建於公元1390年，為紀念國王岳父文科（Wengker）公爵（Wijayarajasa）之用。
- 德高旺吉神廟，據信為紀念滿者伯夷時期的瑪塔橫（Matahun）公爵之用。
- 托托克·克羅特雕像（英语：Arca Totok Kerot），雕像形同守門天，據信所在的寺廟建於10世紀。
- Mbah Budho雕像[41]，由於資訊不足，但根據風格，推測為滿者伯夷時代的作品。
- 多洛克神廟，為磚造，發現時埋藏在三米深的地下，形狀殘破，由於資訊不足，推測為公元10世紀建造。
- 同道王索神廟，這座寺廟群考古遺跡在2007年被發現。
- 塞羅芒楞洞穴，目前為當地熱門觀光景點，洞內有浮雕，推測為信仰者靜修，冥想之處。
- 波薩朗銘文，使用古爪哇語（英语：Kawi language）Kadiri Kwadrat（Kadiri正楷）刻在整塊天然石頭上的銘文，推測為公元11世紀初的作品。
- Candi Setono Gedong（Setono Gedong神廟） ，推測在信訶沙里時期即有，在諫義里時期作為王家寺廟，供奉毘濕奴。[42]

##### 喜多阿卓縣、特雷特斯和龐越

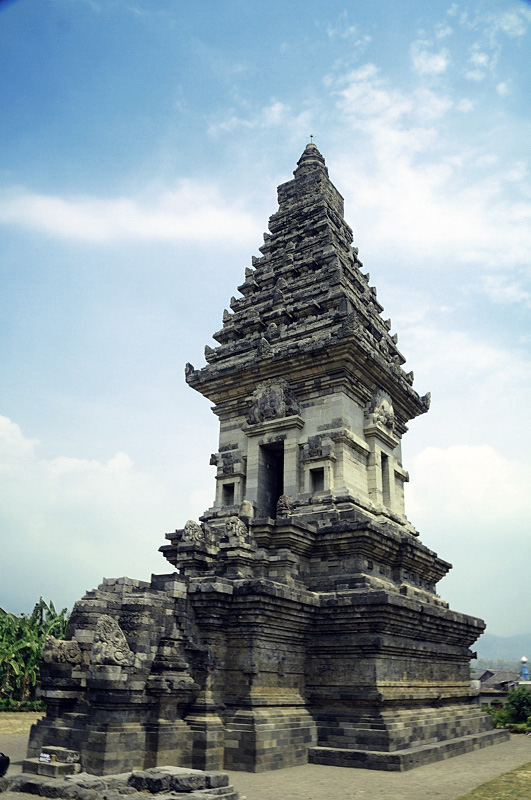
爪夷神廟。

- 帕里神廟（英语：Pari temple），位於喜多阿卓縣（英语：Sidoarjo Regency）。為在14世紀滿者伯夷時期以紅磚建造的印度教神廟，與占婆的建築模式相似。
- 蘇墨神廟，在喜多阿卓縣。距離帕里神廟僅一百米，可能建於同一時期。
- 古農·甘瑟神廟（英语：Gunung Gangsir），位於岩望名為古農·甘瑟的小村莊。[43]
- 爪夷神廟（英语：Jawi temple），在特雷特斯（英语：Tretes）。約在1300年建成的祭殿，是濕婆教與佛教混合的寺廟。
- 潘拿古南火山遺址，有階梯式神殿、冥想石窟和聖池，遺址為數約80個，其中包括被認為是在1049年去世的固里班統治者艾爾廊加（英语：Airlangga）埋葬處的巴拉漢神廟。
- 札奔神廟，在龐越以東。根據寺廟門戶頂部的銘文，這所神廟可追溯到公元1354年。

##### 多烏蘭

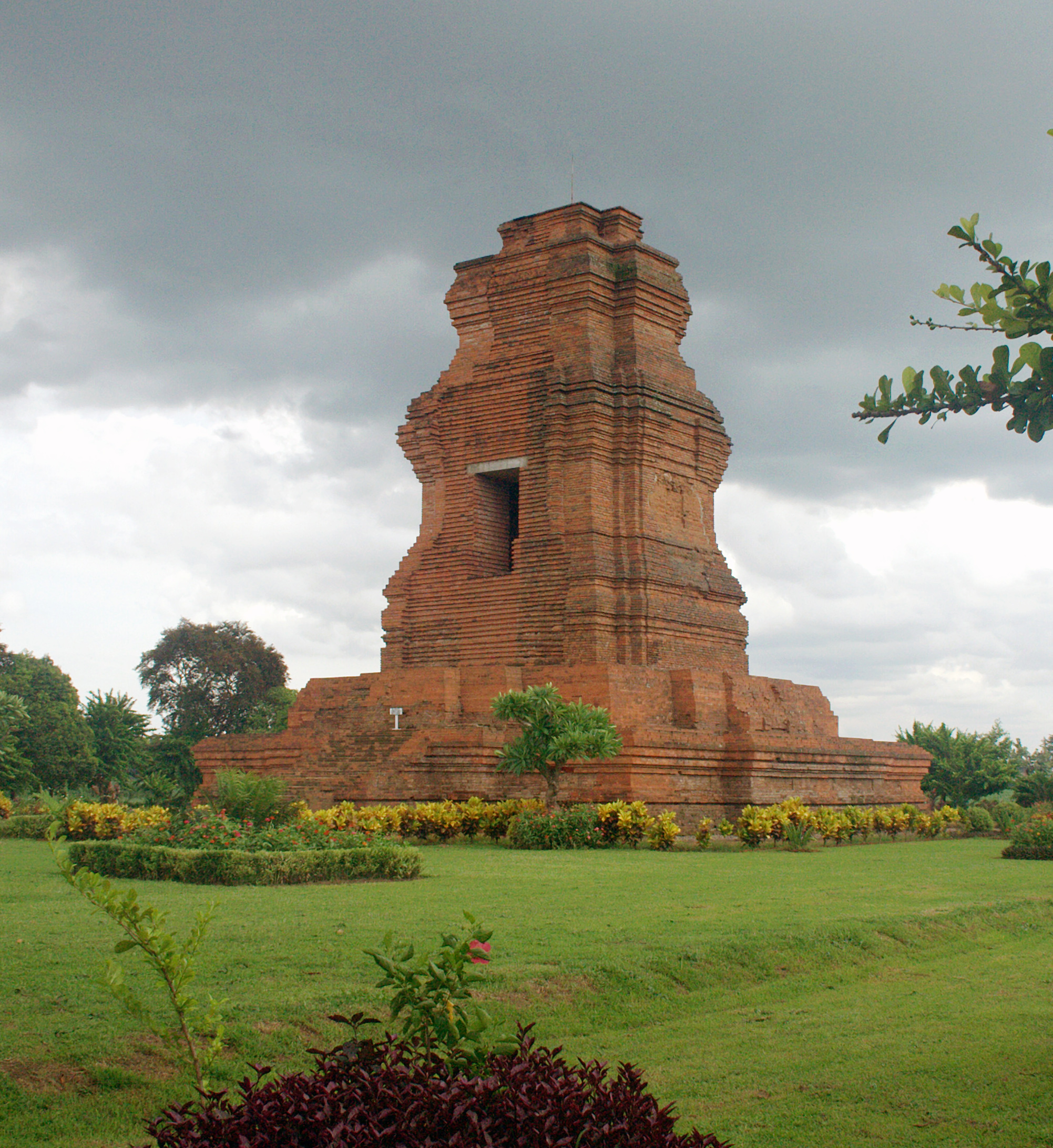
布拉胡神廟。

- 蒂庫斯神廟（印尼語Tikus為老鼠之義，發現時此地有老鼠窩而得名），此神廟得以倖存要歸功於古代遺留的灌溉系統，這座寺廟靠此系統得以留住由潘拿古南火山而來的徑流水。遺址還包含部分宮殿大門、入口通道和供水系統。
- 布拉胡神廟。是座佛寺，建於公元15世紀，1990年開始修復，1995年完工。寺廟的確切功能尚未確定。
- 根通佛寺（Candi Gentong），[44]。位於布拉胡神廟以東350米處。在寺廟遺址發掘出許多中國明朝和元朝時期的陶瓷。寺廟的確切功能尚未確定。
- 穆特蘭神廟（Candi Muteran），位於布拉胡神廟以北。寺廟的確切功能尚未確定。
- 塞伽藍池塘（Kolam Segaran），[45]這個遺跡於1926年發現。首次修復工作在1966年開始，在1984年完成。池塘的功能是作為休閒和接待外國客人的地方。這是印尼所建最大的古代池塘。
- 巴江·拉圖大門。
- 林晉·拉旺大門。

### 巴厘島

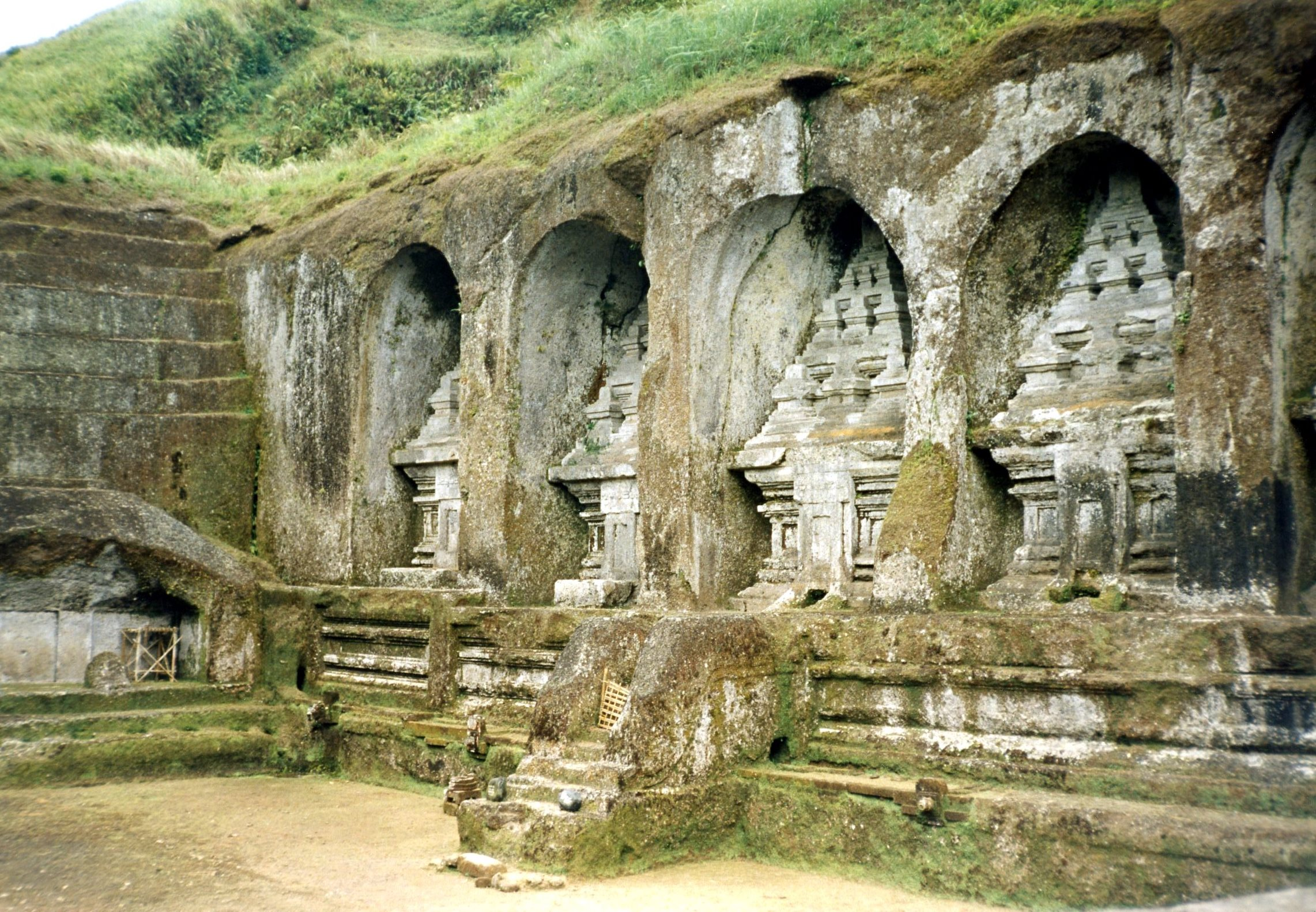
古農·卡威神廟。

- 古農·卡威神廟（英语：Gunung Kawi）。位於吉安雅縣，是巴厘島最古老的寺廟之一，可追溯至公元989年，五座寺廟均為在石坡上鑿出石窟而建成。
- 卡利布布克佛寺。位於布勒冷縣，是巴厘島上少數的佛教寺廟之一，歷史可追溯到8世紀。
- 門寧神廟（英语：Mengening temple）。位於吉安雅縣譚帕克西凌鎮（英语：Tampaksiring）。約建於公元1022年左右，由瓦瑪德哇王朝（英语：Warmadewa dynasty）統治者Makata Pangkaja（英语：Makata Pangkaja）所造。[46]

### 蘇門答臘

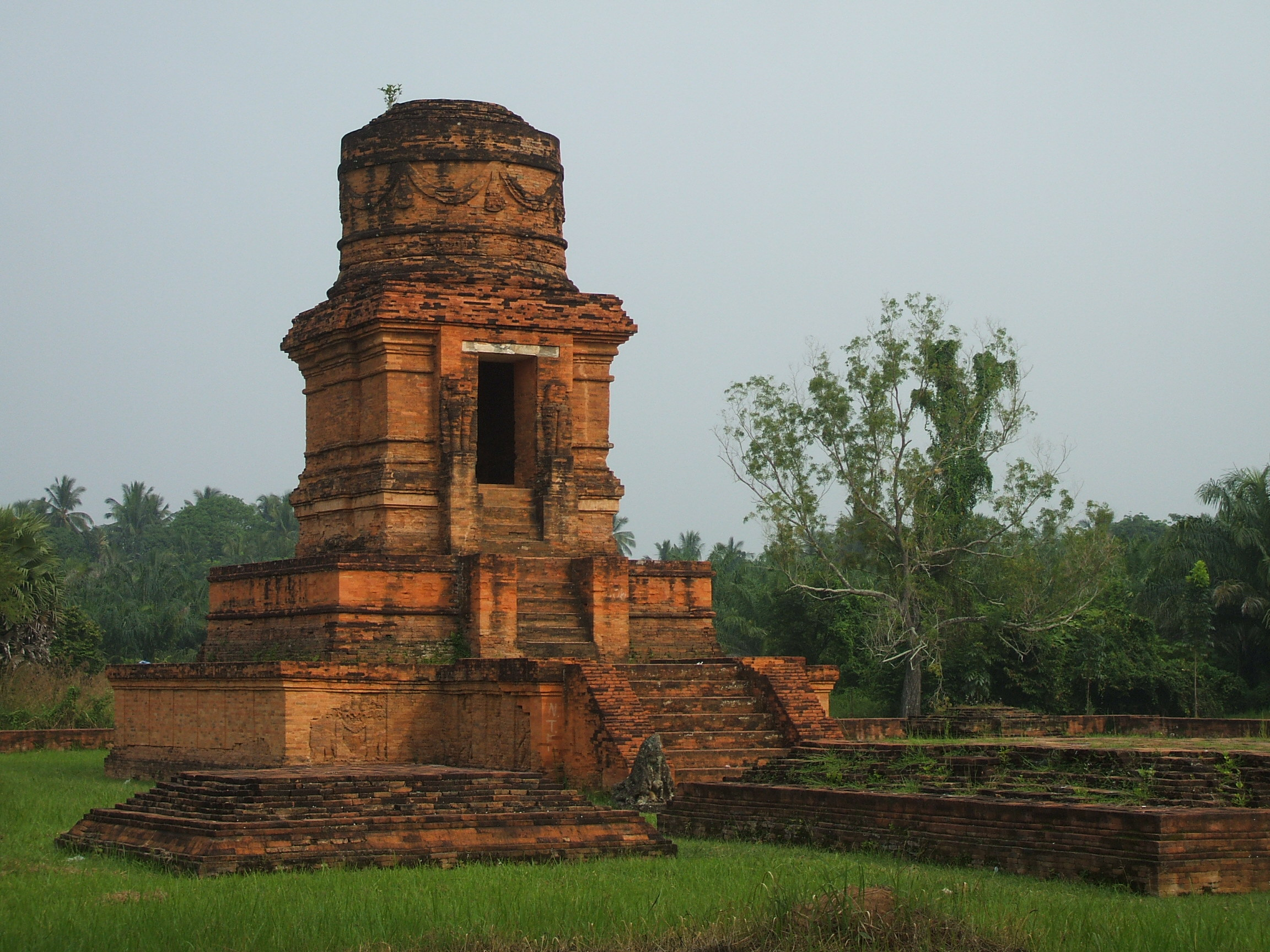
巴哈爾神廟

- 巴哈爾神廟，為密宗佛教寺廟，在北蘇門答臘省的南塔帕努里縣（英语：South Tapanuli Regency）。
- 布米尤神廟（英语：Bumiayu temple），為印度教寺廟群，在南蘇門答臘省，約在8至13世紀時期建造。
- 穆拉塔庫斯禪邸，其歷史可追溯到11至12世紀，為蘇門答臘規模最大、保存最完整的古廟建築群，推測為三佛齊時期所建，位於廖內省。
- 穆阿羅占碑寺廟群，經考證為7世紀至14世紀古國末羅瑜至三佛齊時期的建築。

### 加里曼丹
- 阿貢神廟，位於南加里曼丹省的北河源縣，為印度教寺廟。南加里曼丹省曾是印度教王國尼賈拉·蒂帕所在地，尼賈拉·蒂帕後來更替為另一王國尼賈拉·達哈 。
- 拉拉斯神廟，為一座佛寺，在南加里曼丹省塔平縣，推測為三佛齊後裔來此，約在14世紀所建。

## 相片集
印尼禪邸相片彙集，涵蓋期間在大約2世紀到大約15世紀之間。

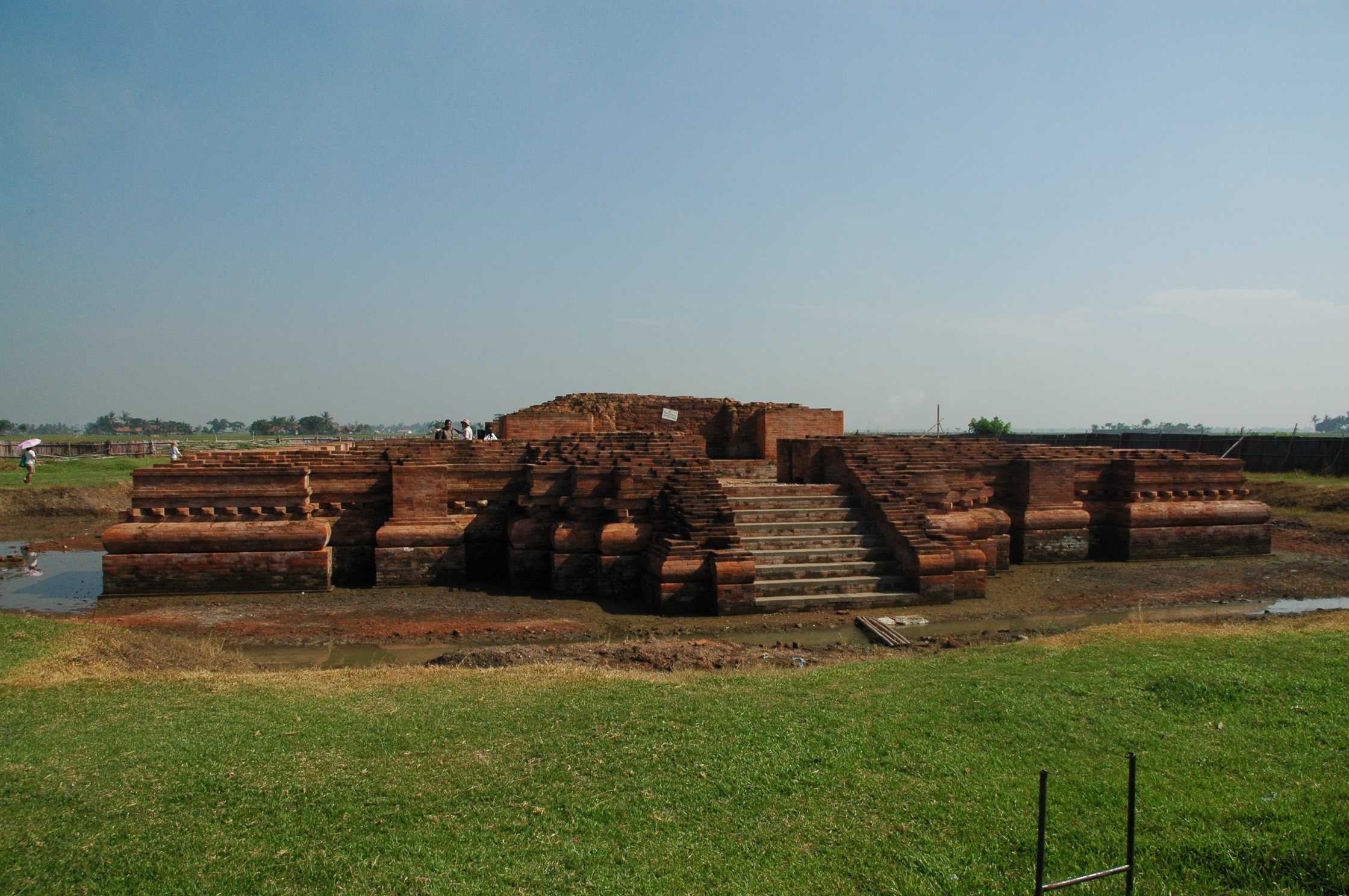
位於西爪哇省加拉旺縣的巴圖賈亞（英语：Batujaya）寺廟群（2-12世紀）
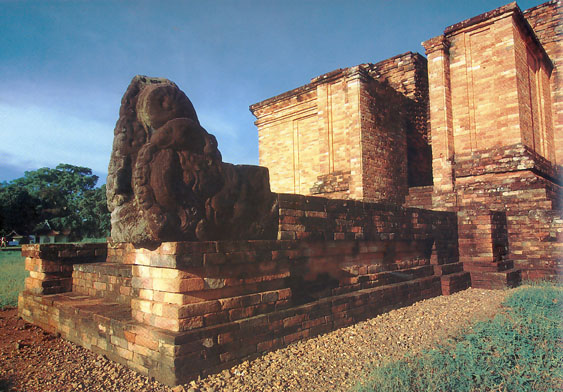
在占碑省的穆阿羅占碑寺廟群（7-12世紀）
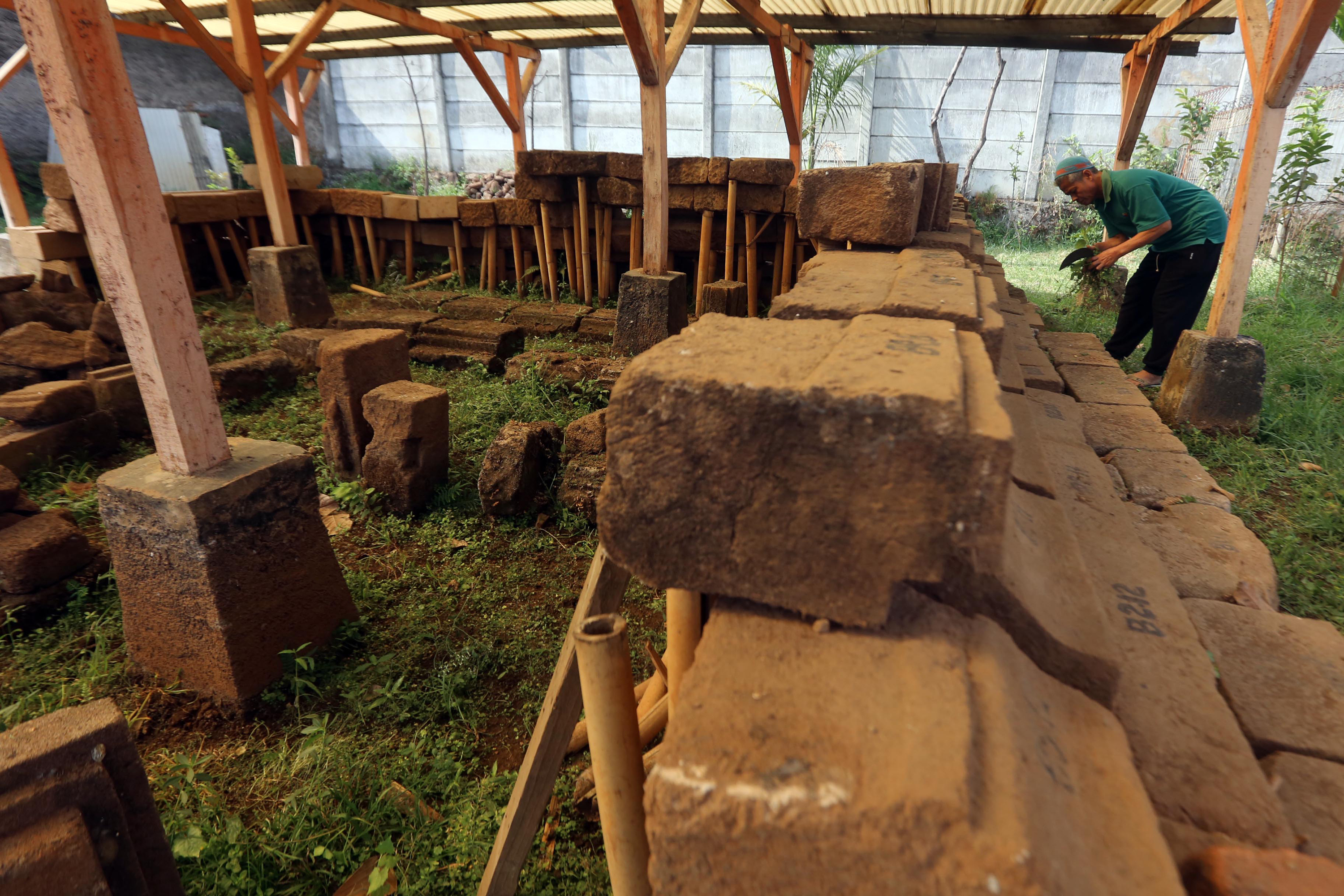
位於萬隆縣波莊門節村的波莊門節神廟（英语：Bojongmenje）遺址（7世紀）
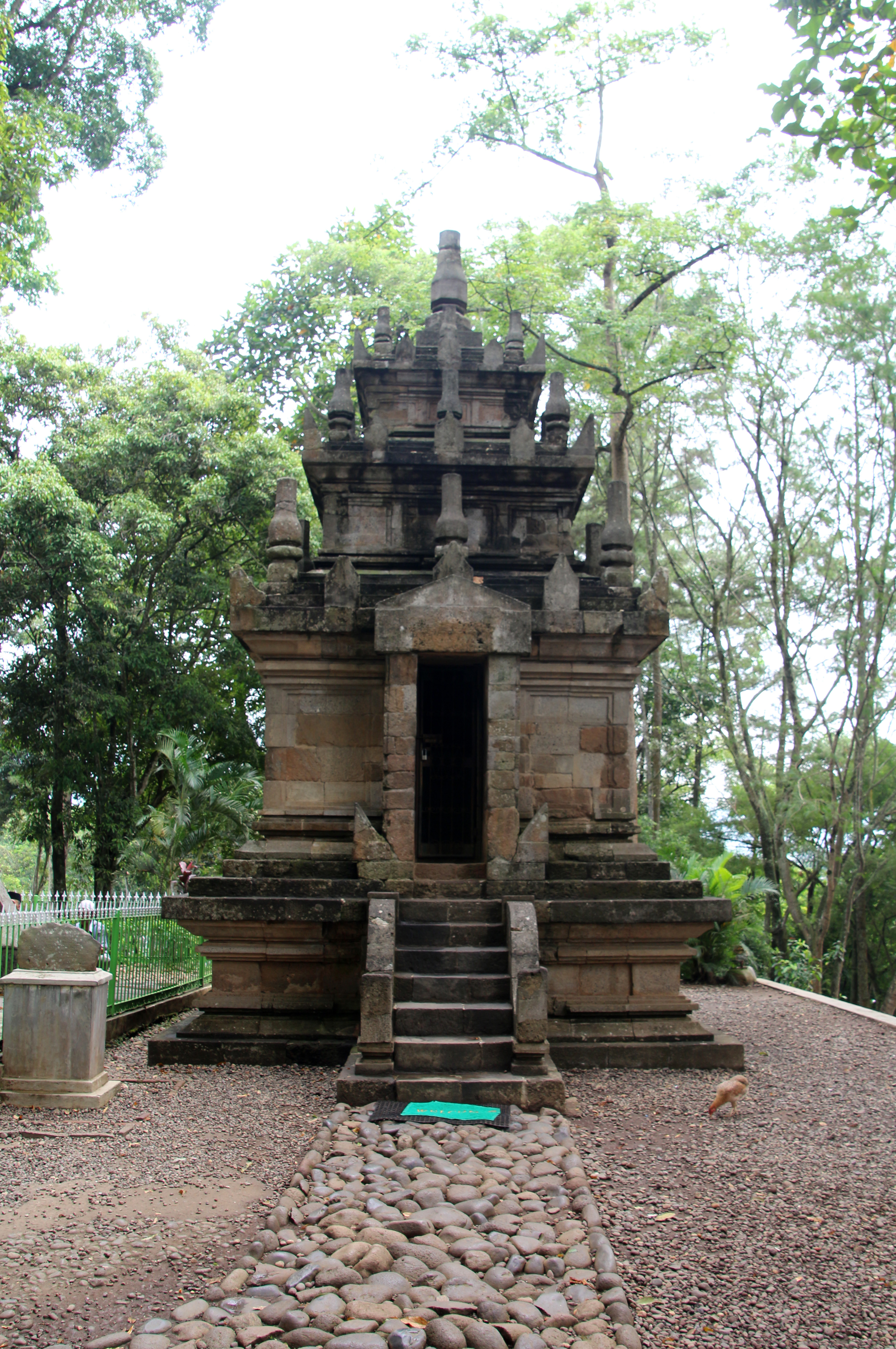
位於西爪哇省加魯特縣的倉光神廟（英语：Cangkuang）（8世紀）
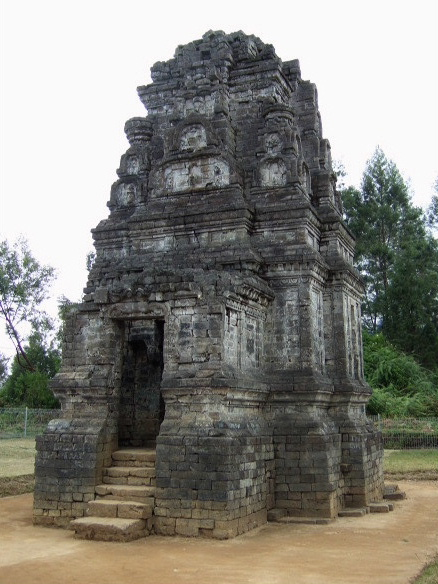
在迪恩高原的比瑪神廟（Bima temple，7-8世紀）
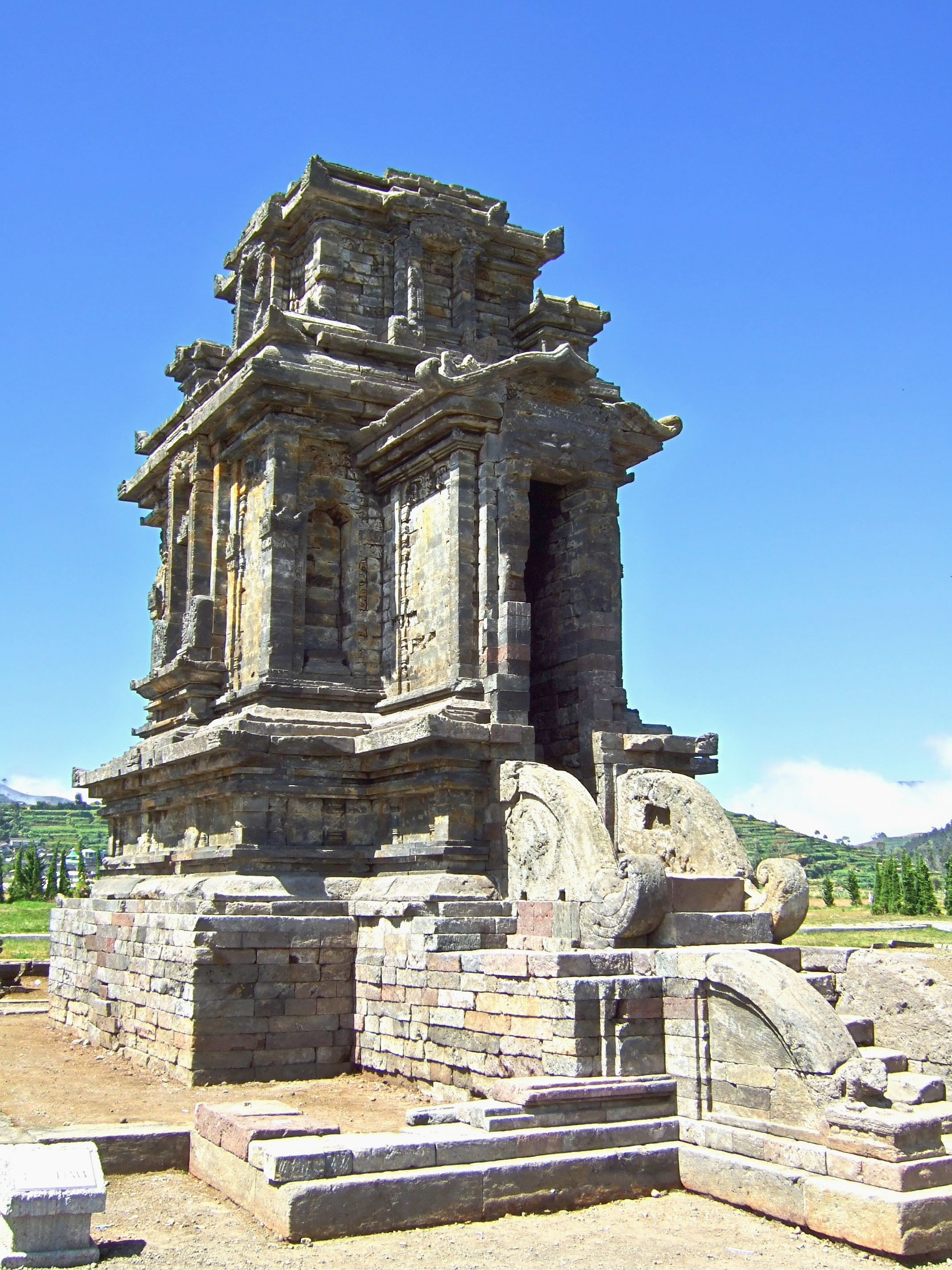
在迪恩高原的蓬塔德瓦神廟（Puntadewa temple，7-8世紀）
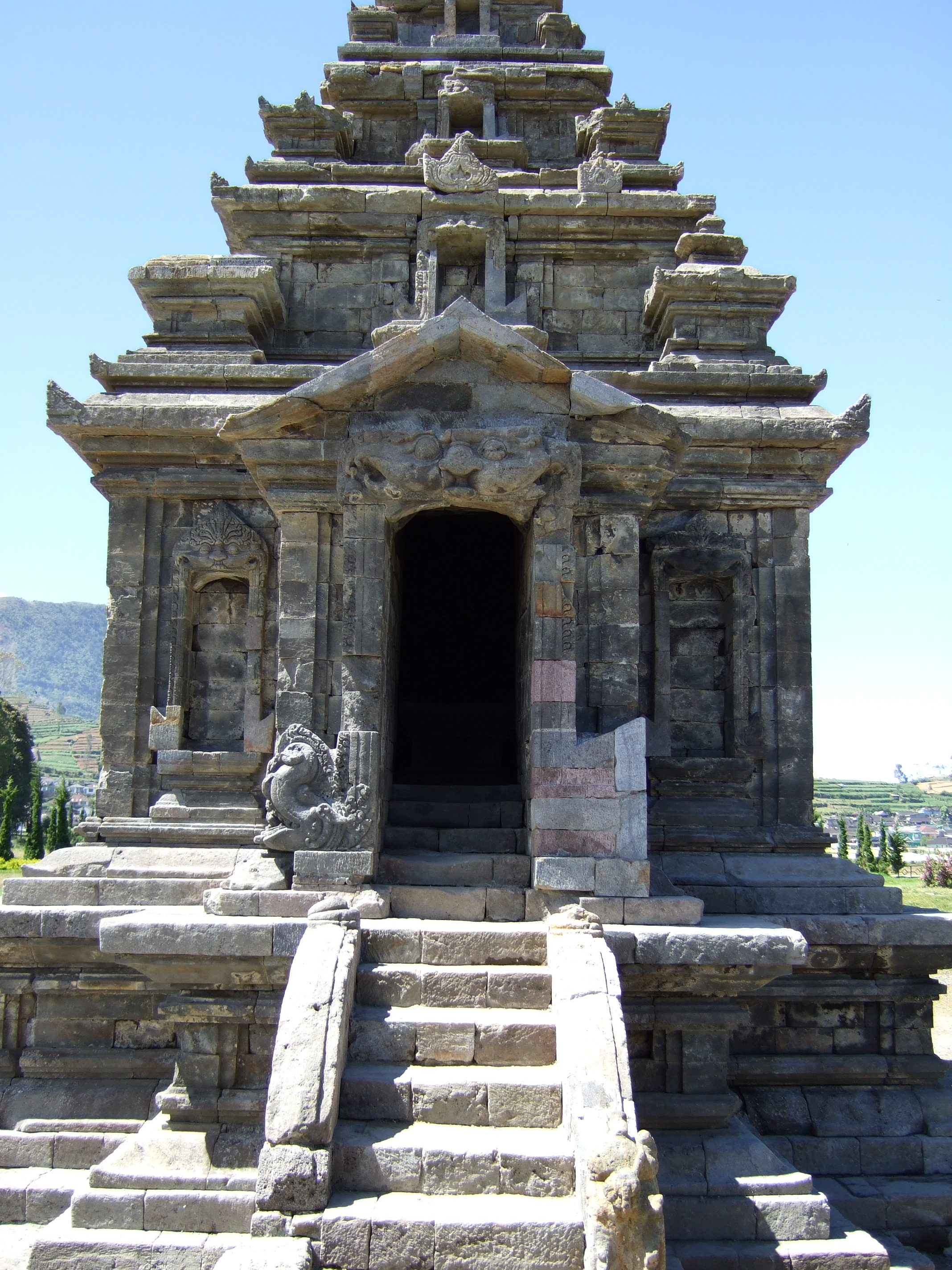
在迪恩高原的阿朱那神廟（Arjuna temple，7-8世紀）
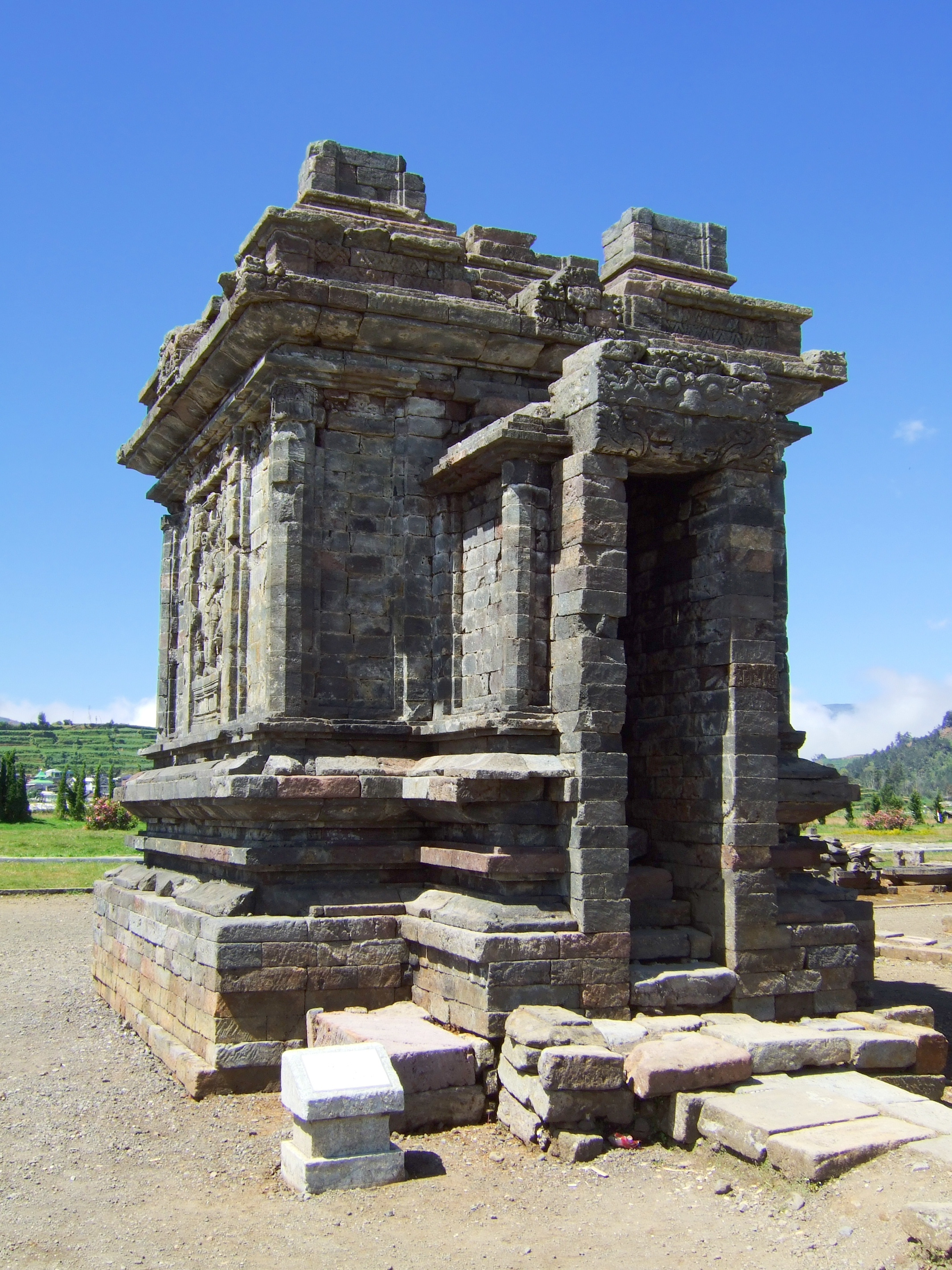
在迪恩高原的斯里坎迪神廟（Srikandi temple，7-8世紀）
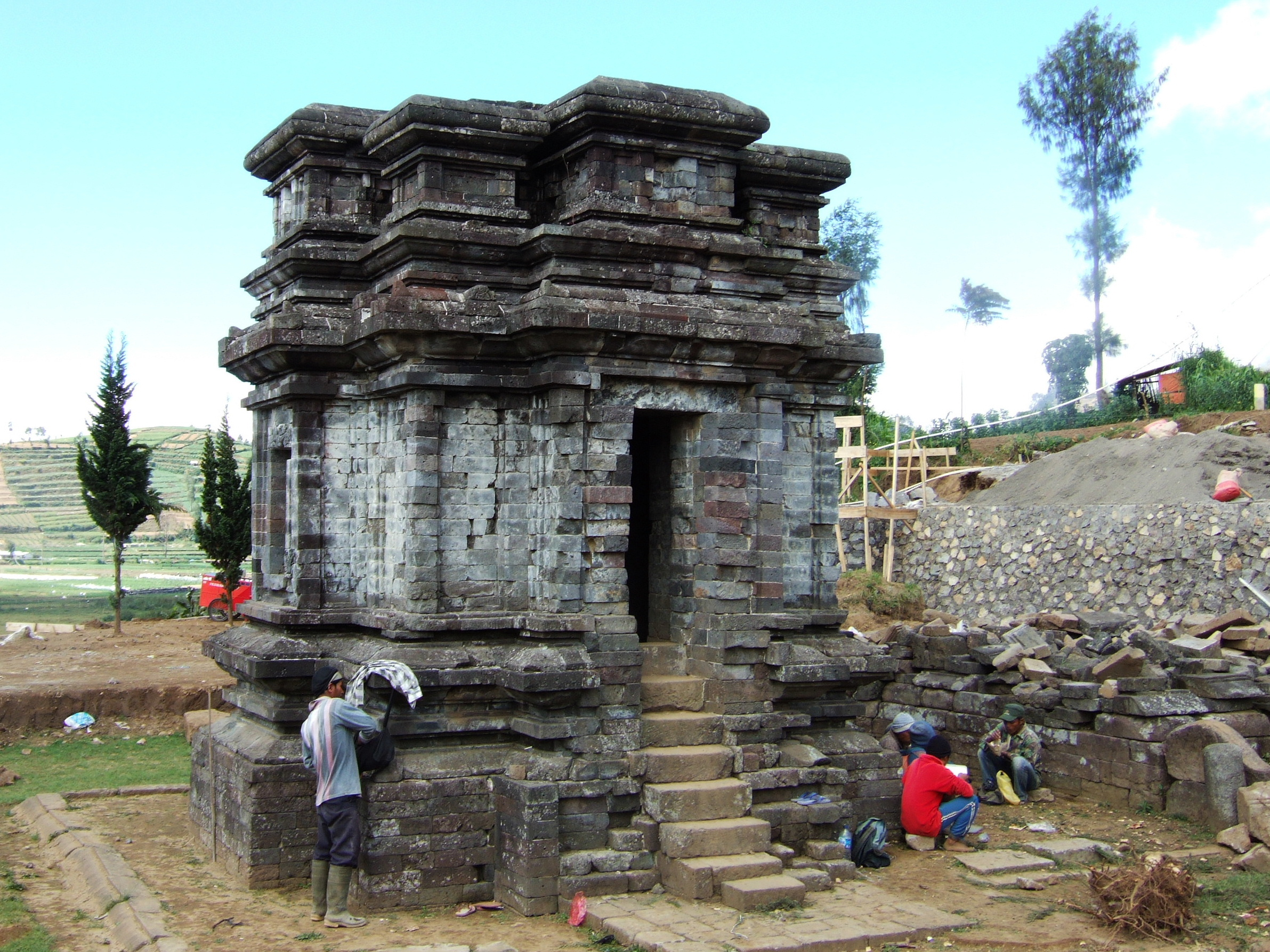
在迪恩高原的加託卡卡神廟（Gatotkaca temple，7-8世紀）
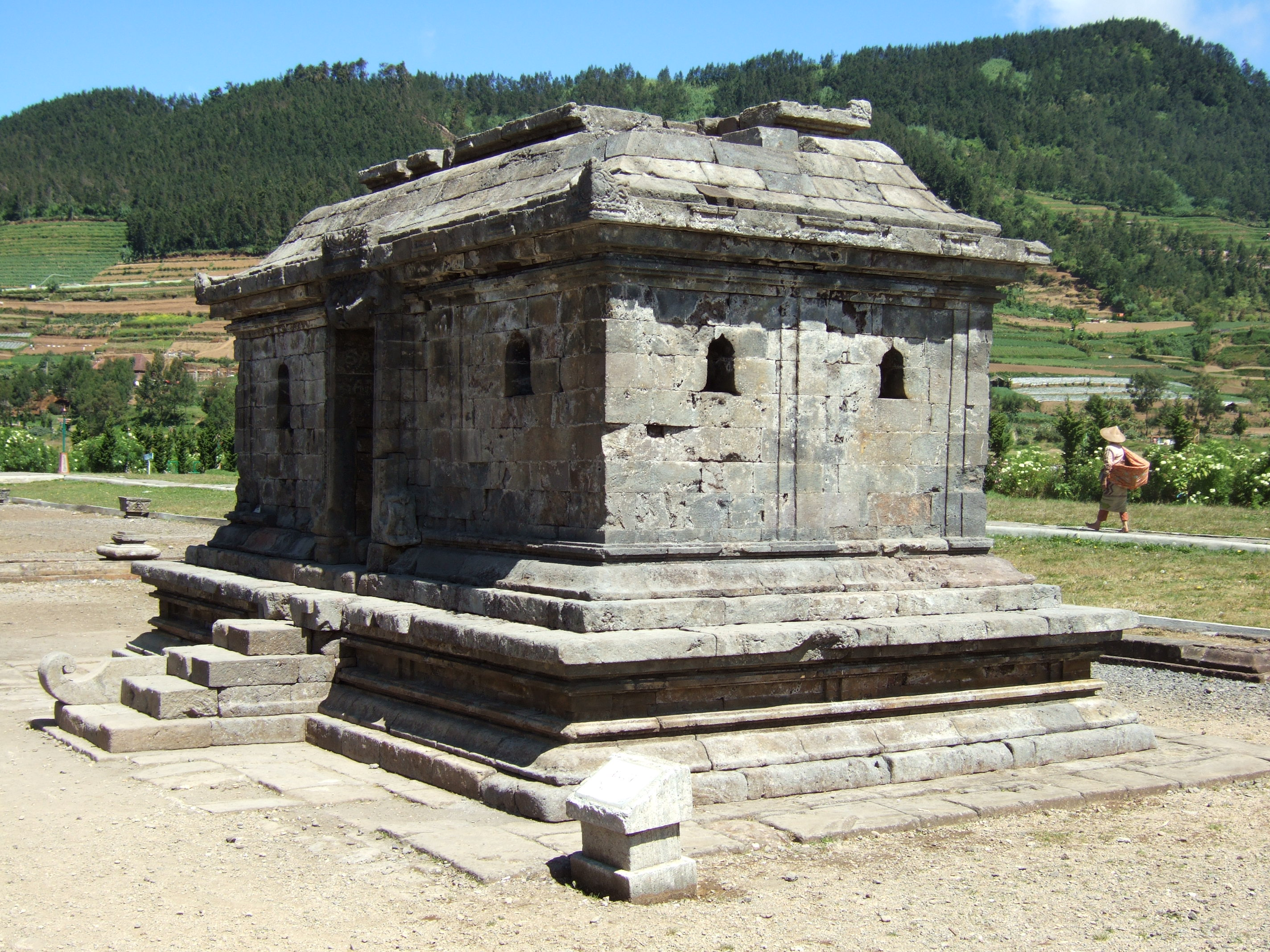
在迪恩高原的司馬神廟（Candi Semar，7-8世紀）
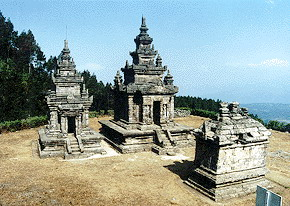
位於中爪哇省三寶壟西南方的戈東松戈神廟（英语：Gedong Songo）（7-8世紀）
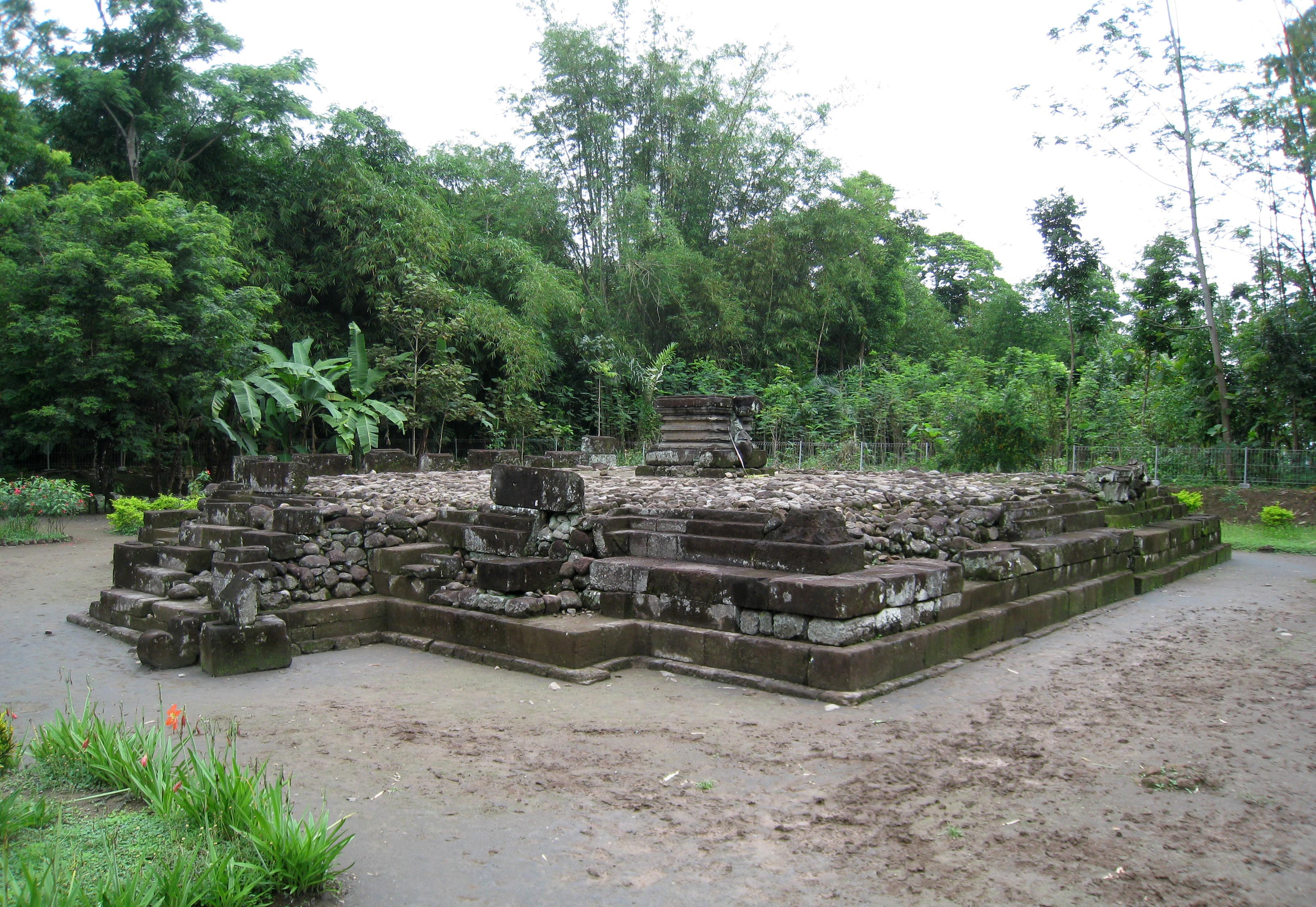
在克都平原的宮農·武科神廟（英语：Gunung Wukir）（8世紀）
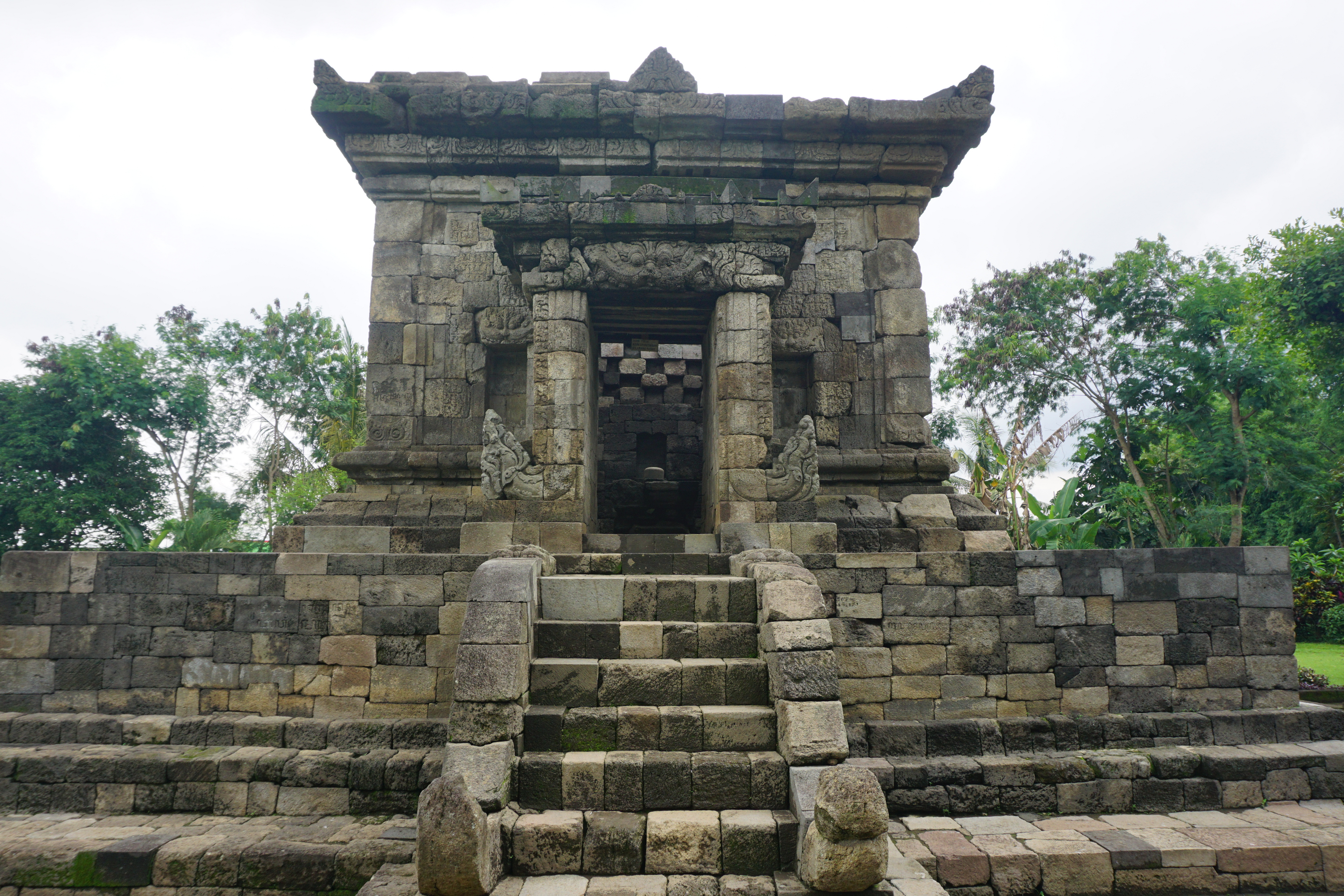
在瑪琅的巴度特神廟（英语：Badut）（8世紀）
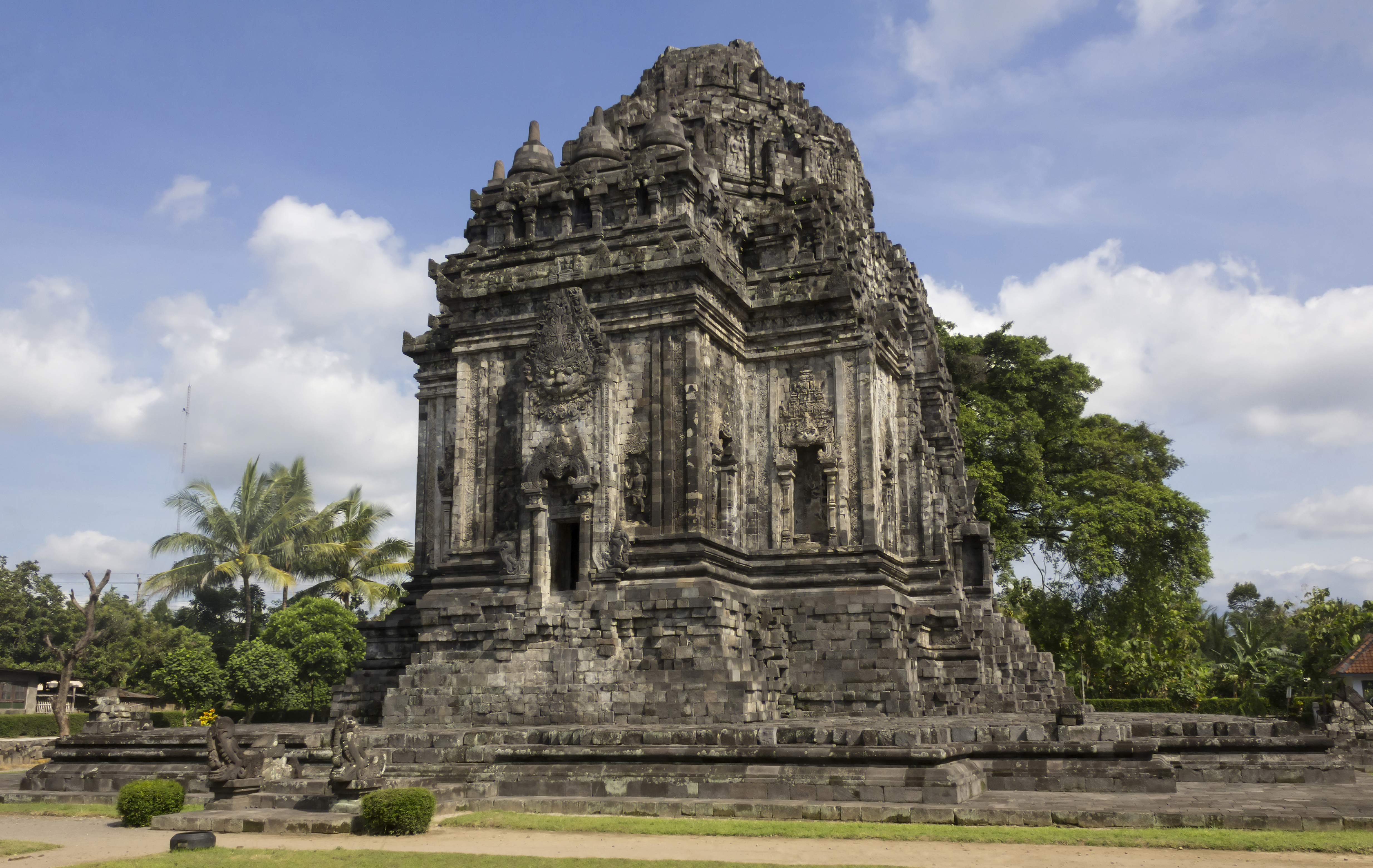
在普蘭巴南平原的卡拉桑神廟（英语：Kalasan）（8世紀）
在普蘭巴南平原的紗麗神廟（英语：Sari temple）（8世紀）
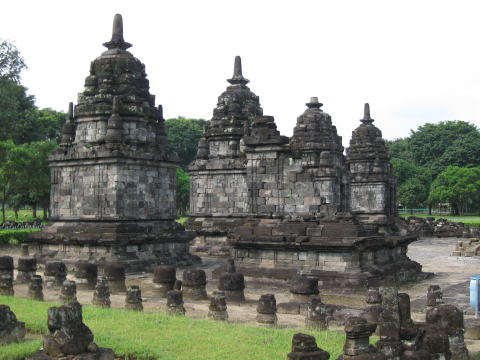
Candi Lumbung}}（8世紀）
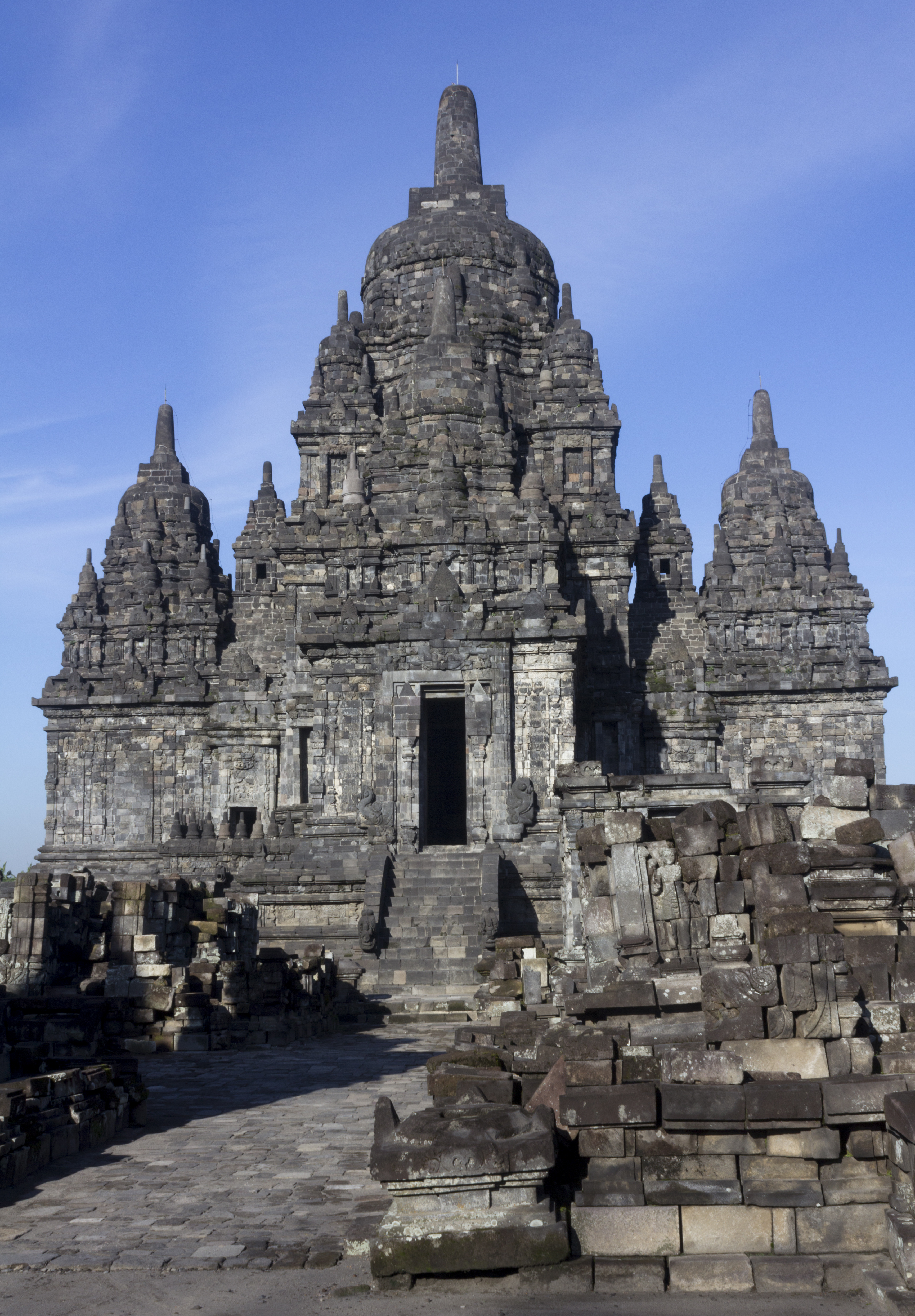
在普蘭巴南平原的的塞烏神廟（英语：Sewu）（8世紀）
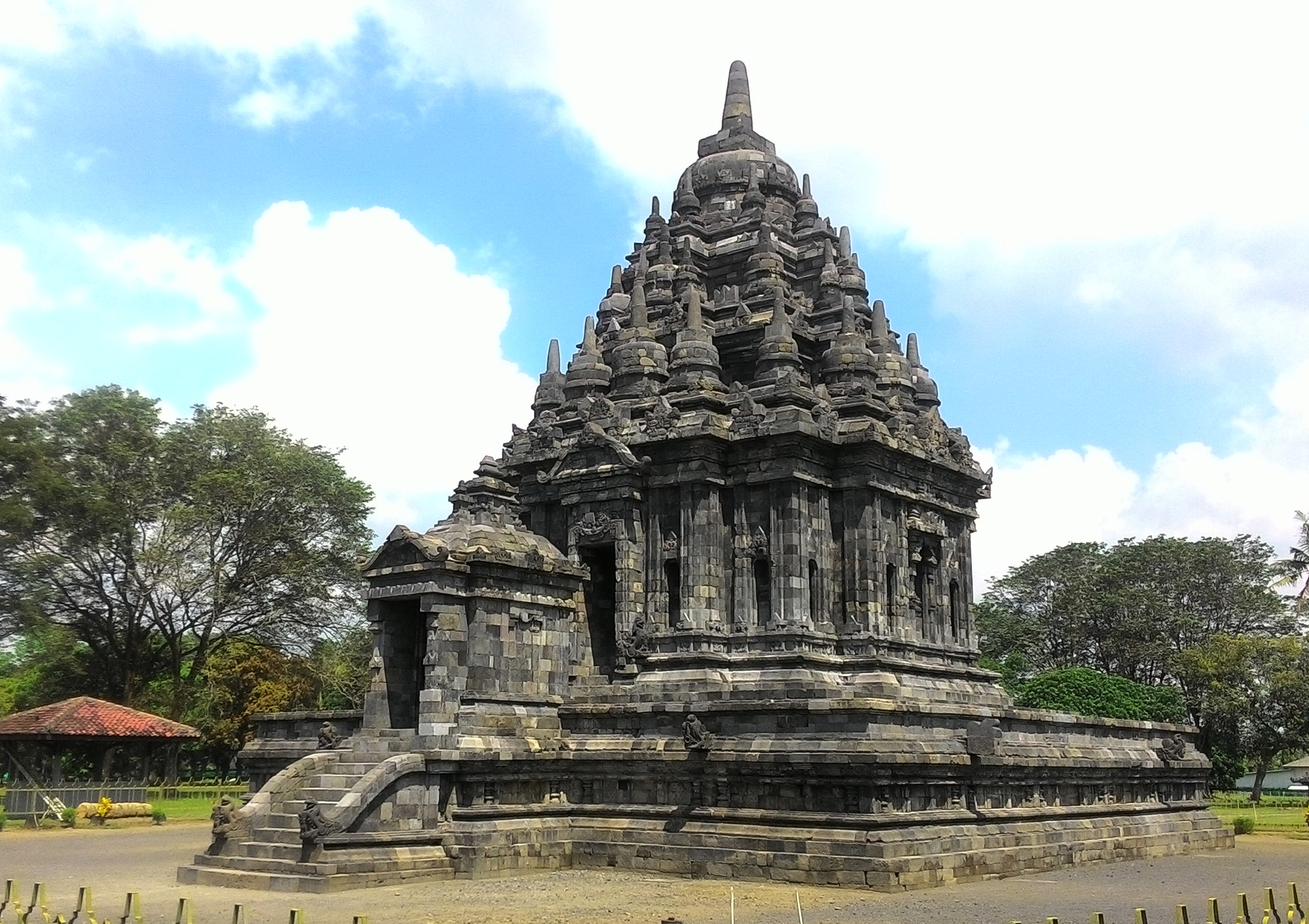
在普蘭巴南平原的布不拉佛寺（英语：Bubrah）（8世紀）
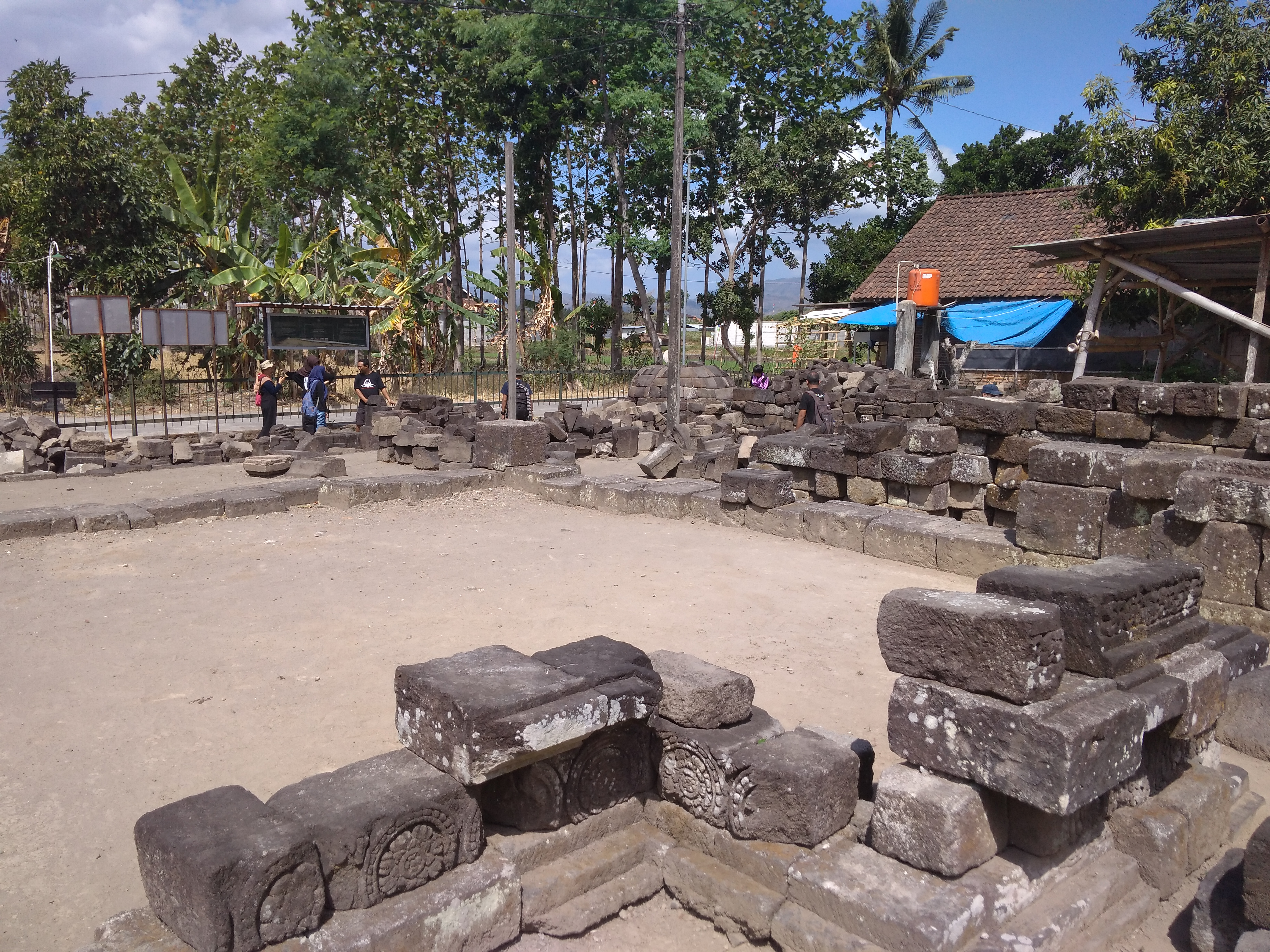
在普蘭巴南平原的加納寺（英语：Candi Gana）（佛寺）（8世紀）
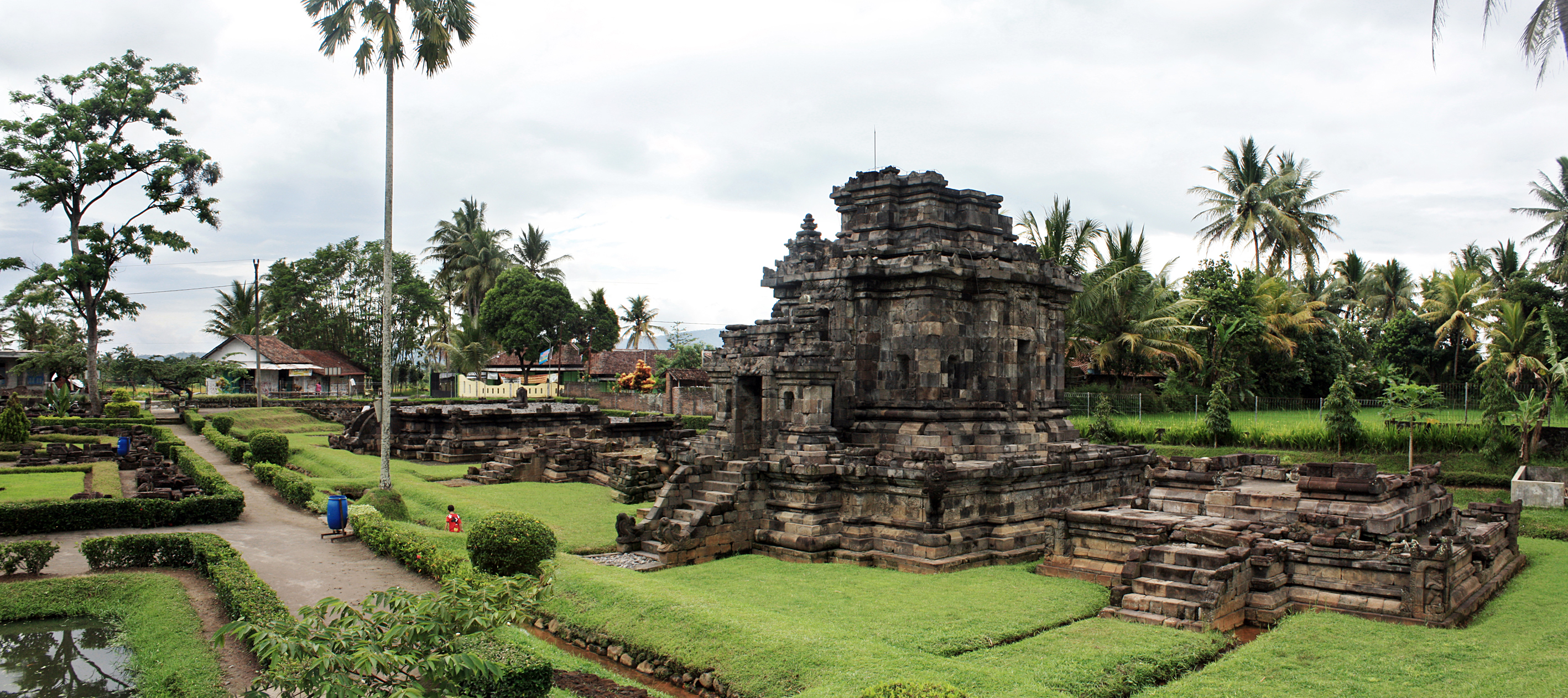
在克都平原的恩加溫寺（英语：Ngawen）（8世紀）
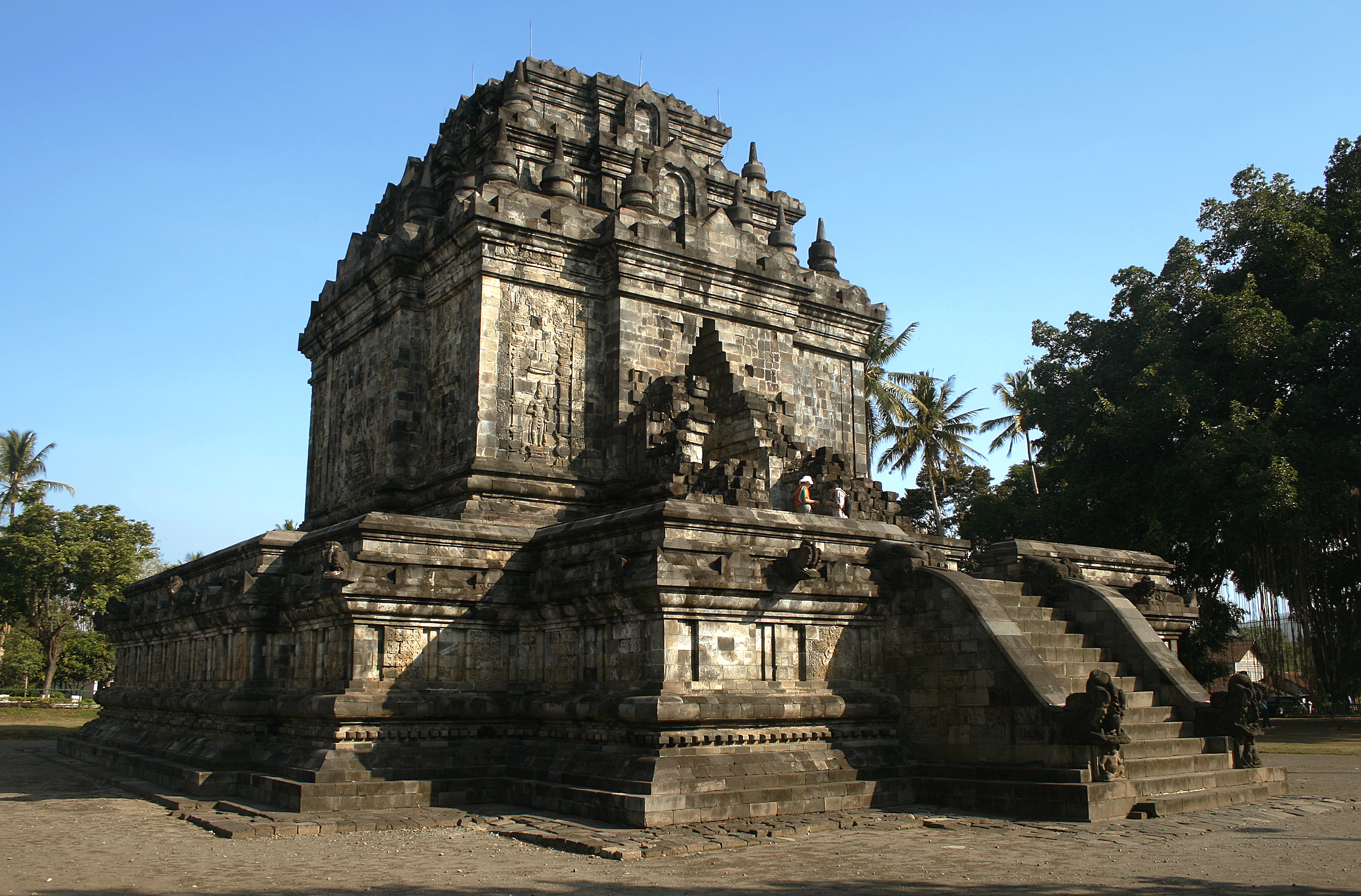
在克都平原的的曼都寺（大乘佛教寺廟）（8世紀）
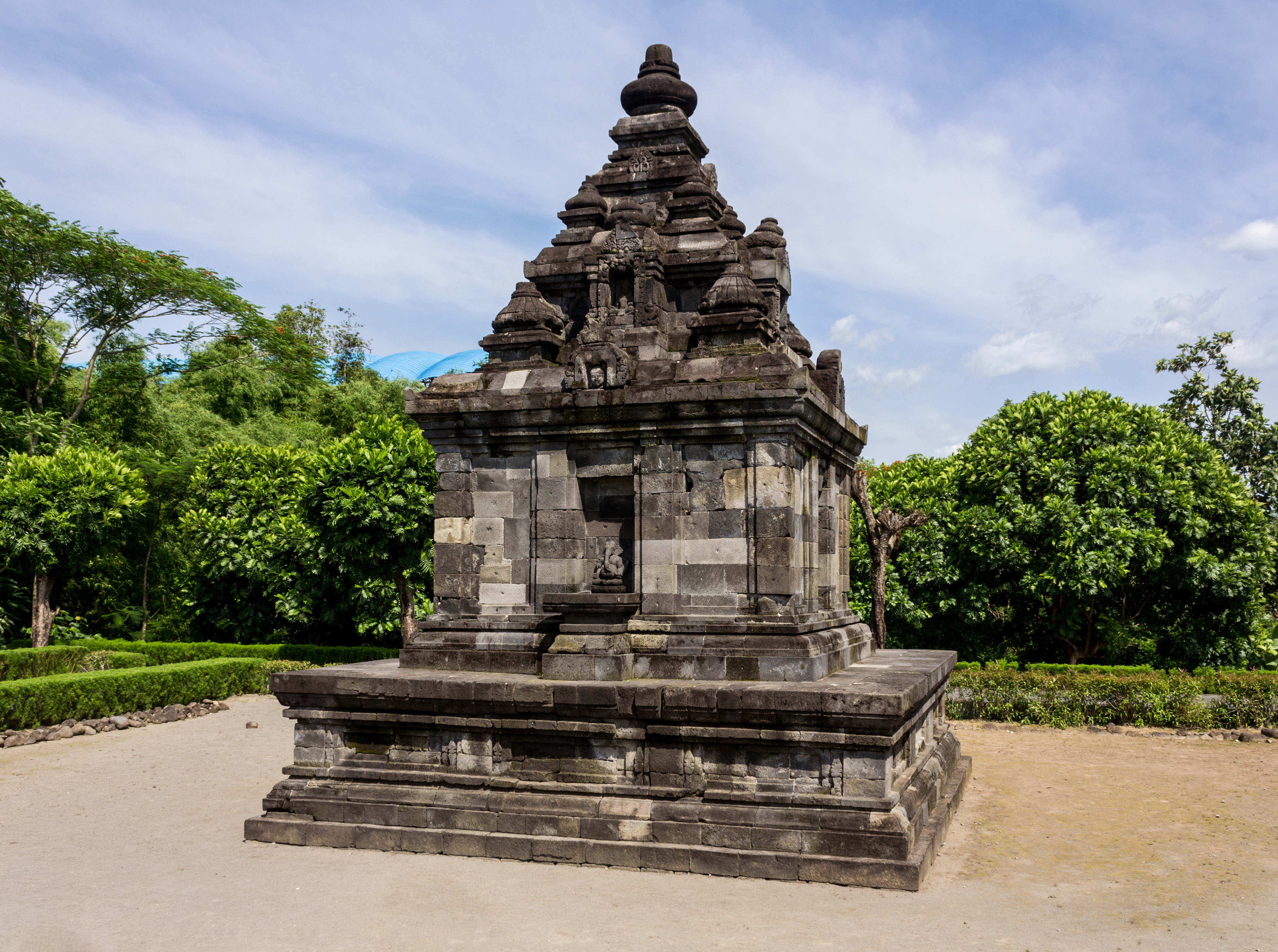
在默拉皮火山山坡的葛邦神廟（英语：Gebang）（8-9世紀）
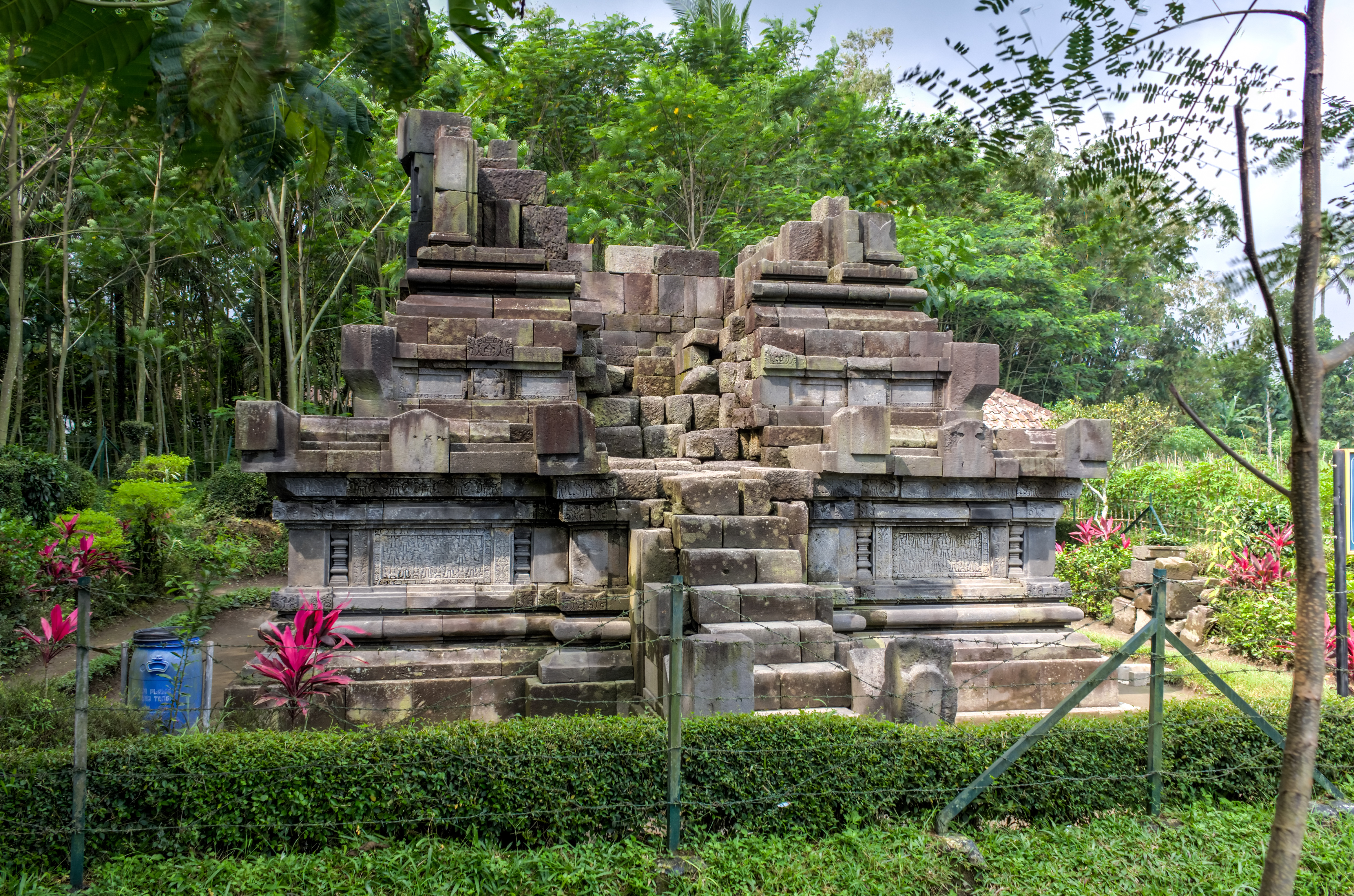
默拉皮火山山坡的森吉神廟群（Sengi complex），其中的阿蘇神廟（英语：Candi Asu）（8-9世紀）
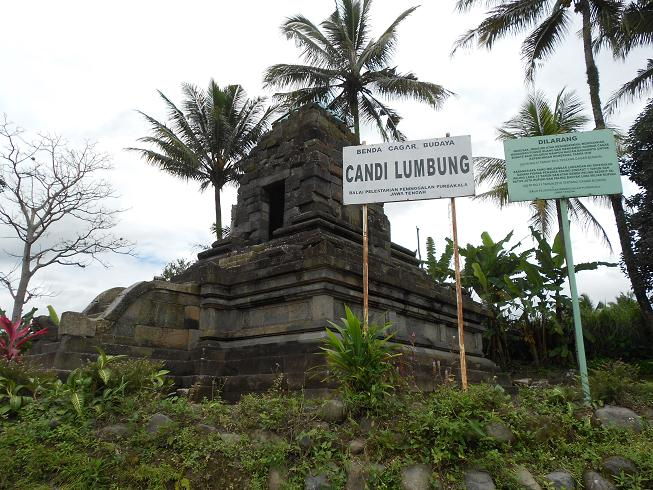
默拉皮火山山坡的森吉神廟群（Sengi complex），其中的蘭奔·聖吉神廟（Lumbung Sengi Temple，8-9世紀）
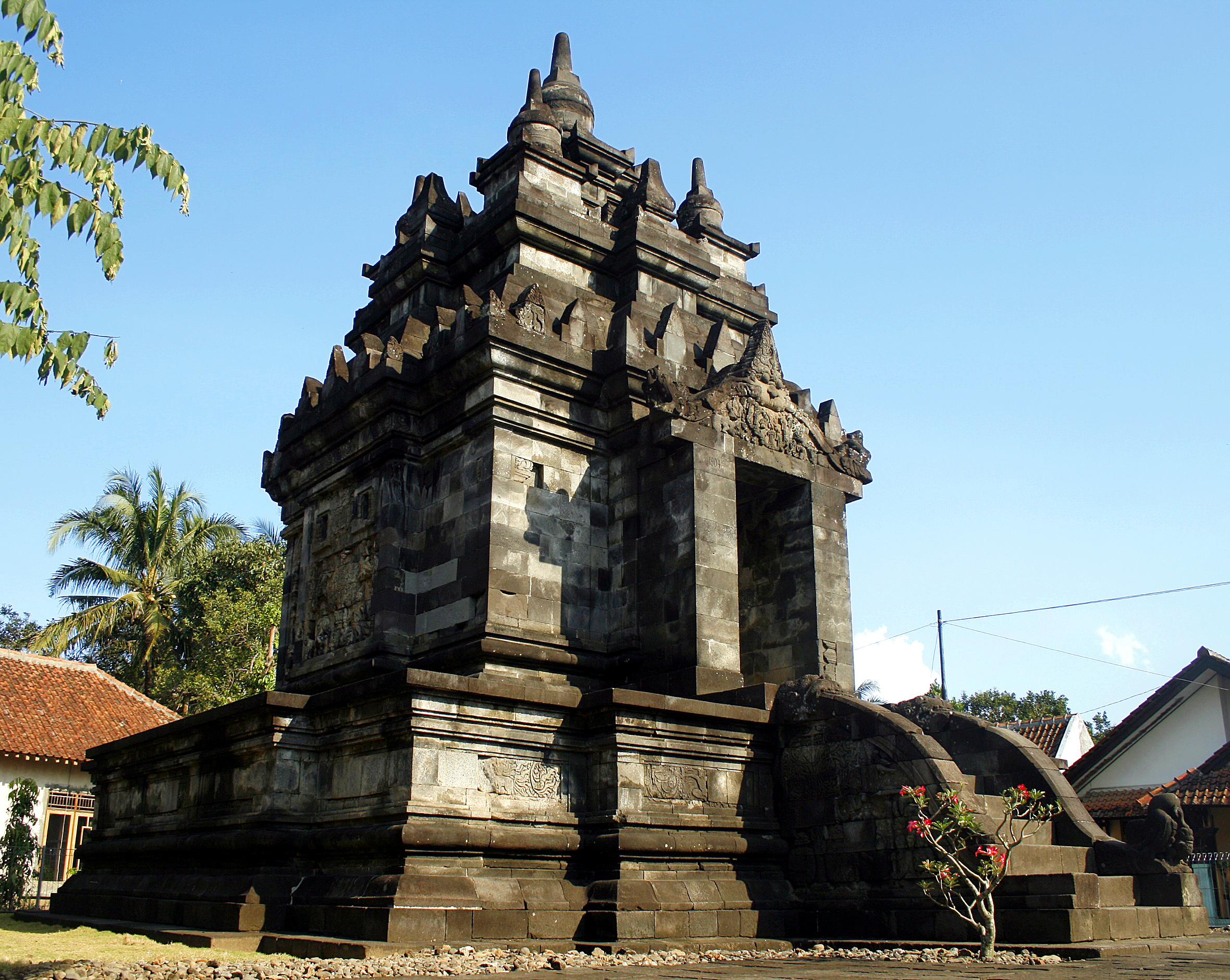
在克都平原的的帕翁寺（佛寺）（9世紀）
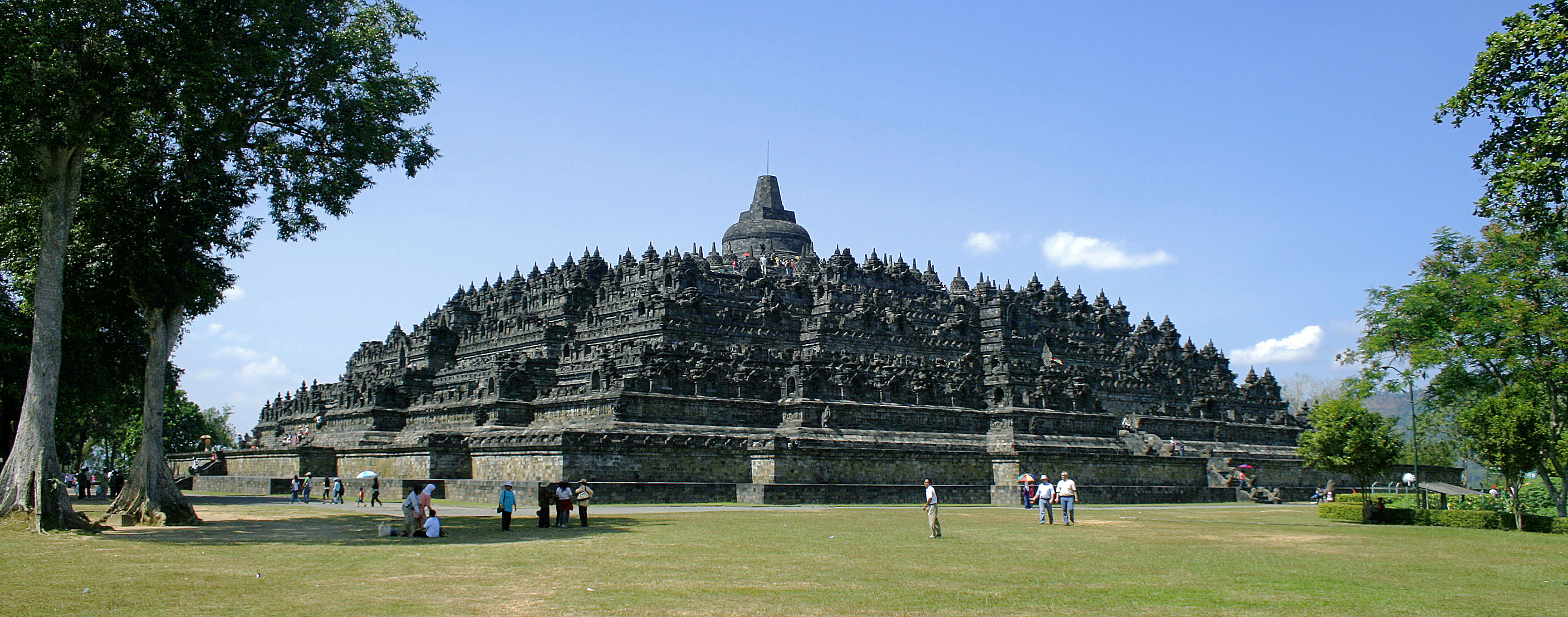
婆羅浮屠寺廟群（9世紀）
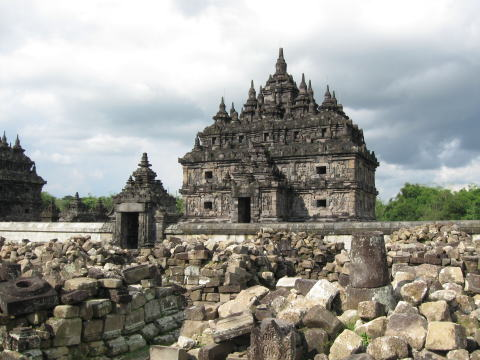
在普蘭巴南平原的蒲牢桑佛寺（英语：Plaosan）群（9世紀）
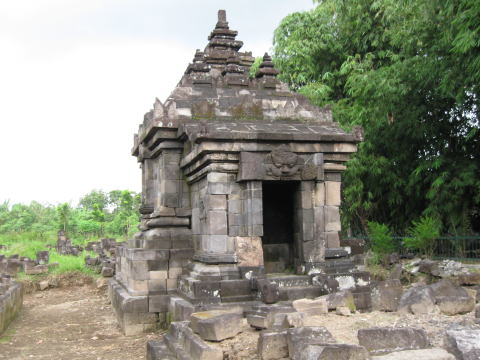
在普蘭巴南平原的羅群，其中的一座 - Plaosan Kidul（9世紀）
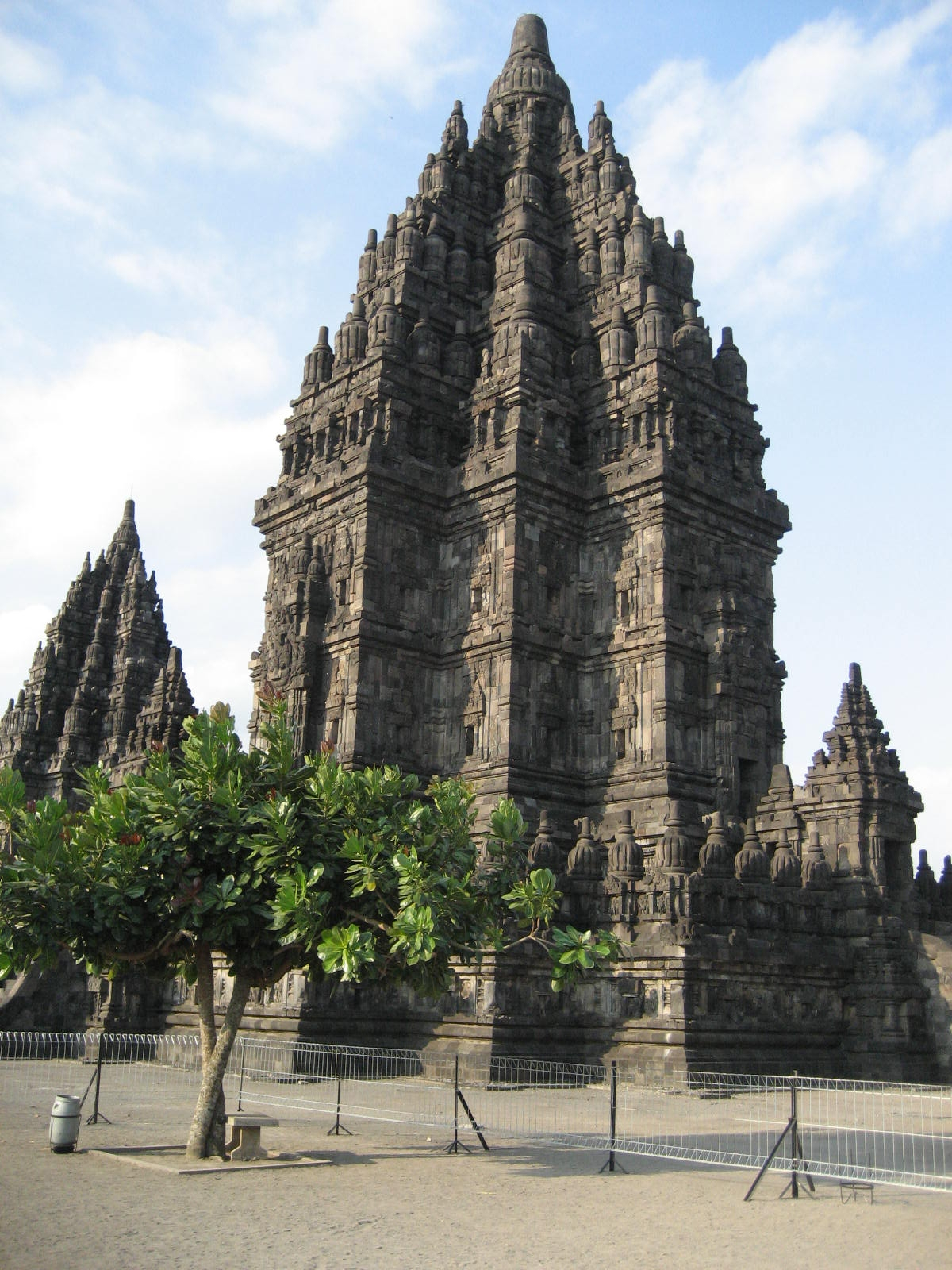
普蘭巴南印度教寺廟群（9世紀）
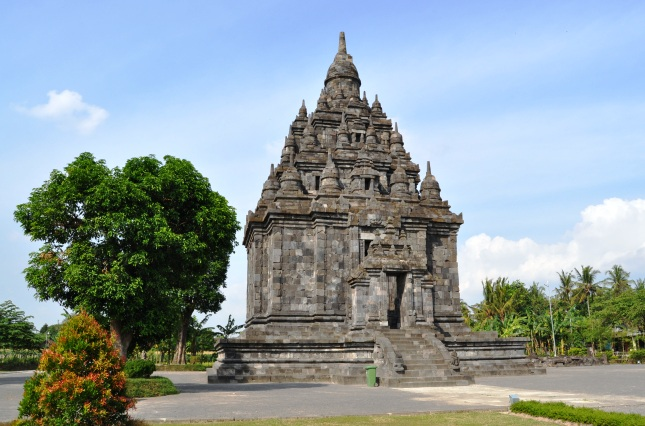
在普蘭巴南平原的薩吉灣佛寺（英语：Sajiwan）（9世紀）
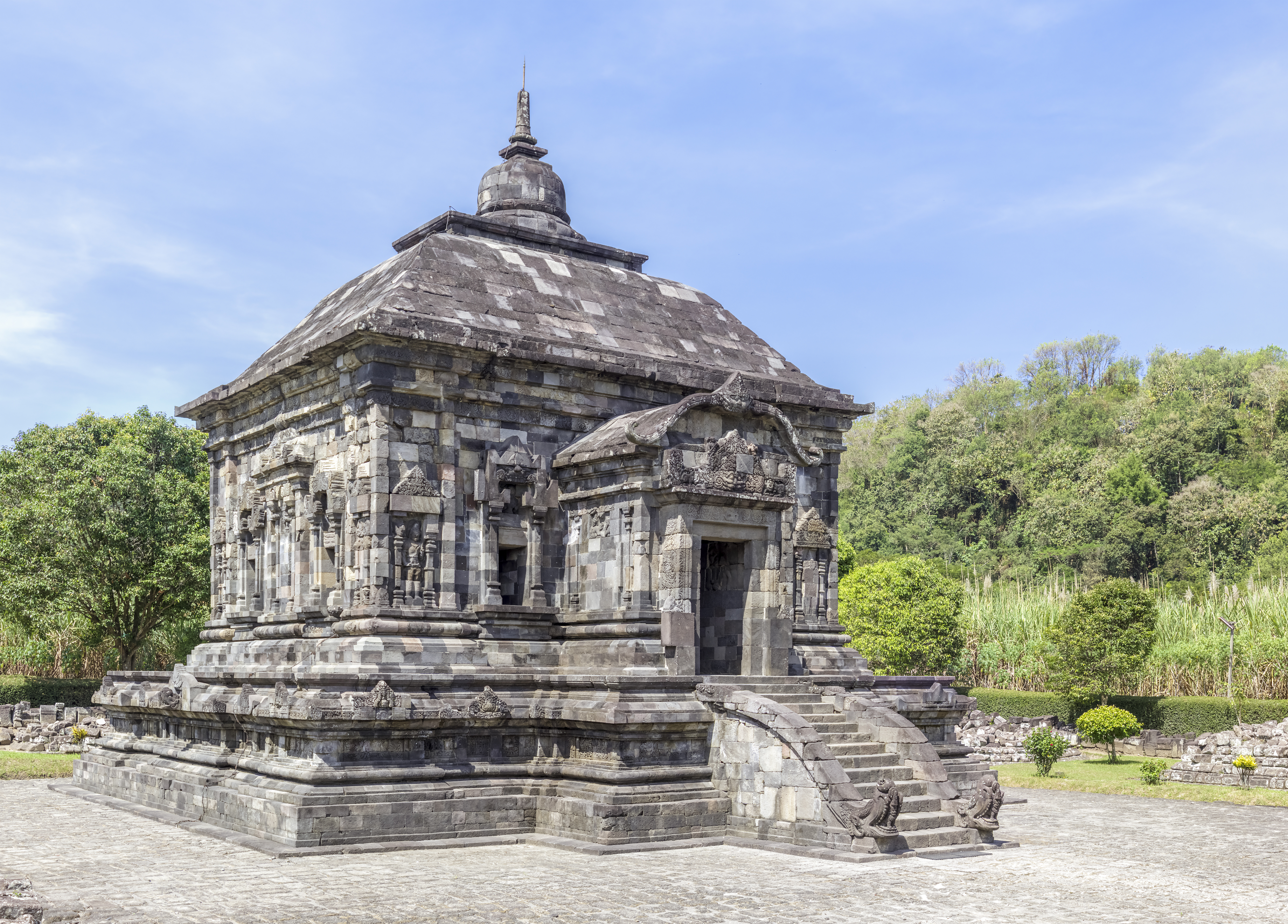
在拉圖·波科一帶的班尤尼博（英语：Banyunibo）小型佛寺群（9世紀）
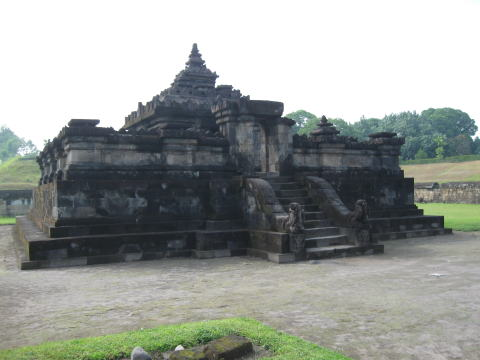
在日惹市附近的善比薩里神廟（英语：Sambisari）（9世紀）
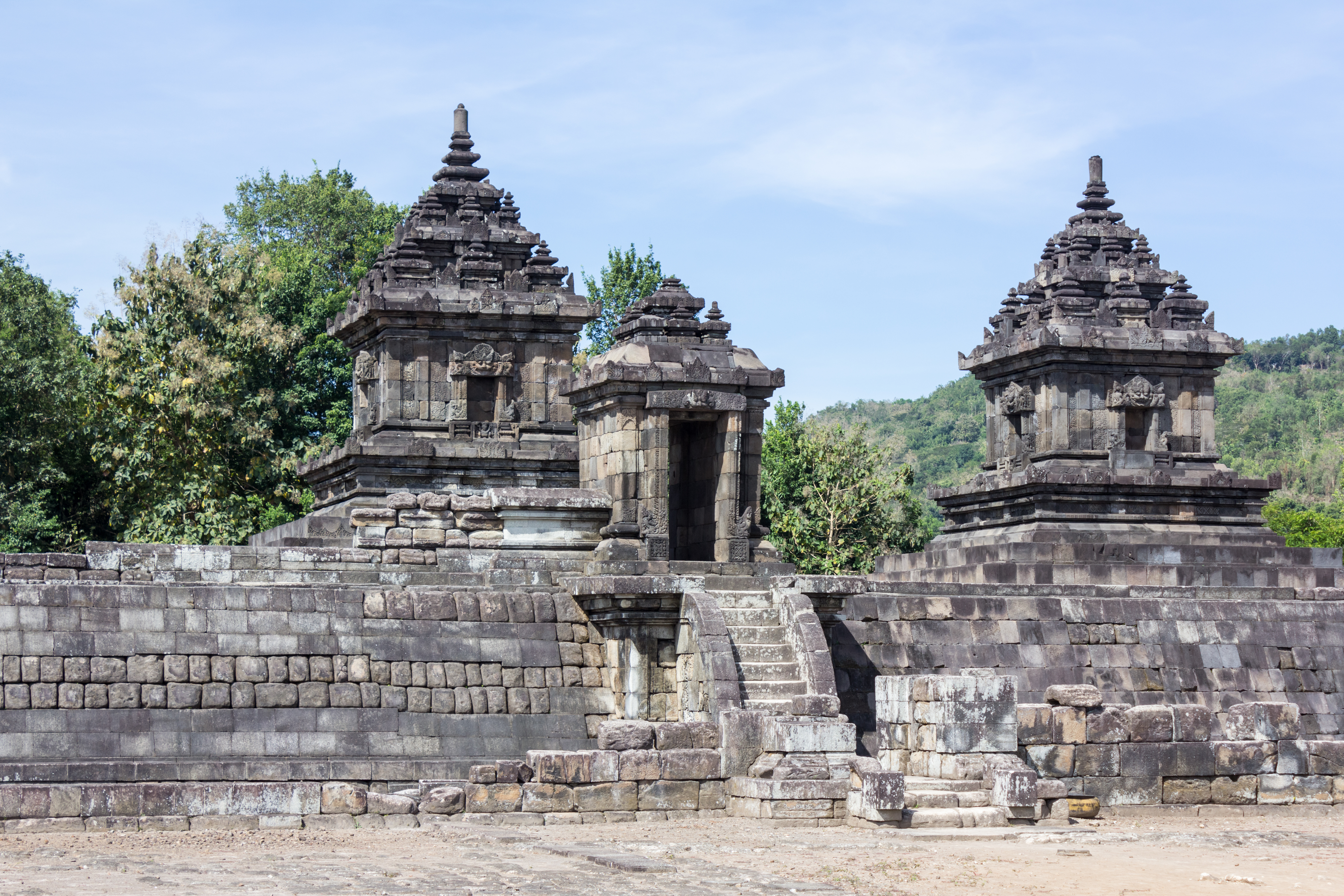
在拉圖·波科一帶的巴龍神廟（英语：Barong Temple）（9世紀）
在默拉皮火山山坡的金普蘭神廟（英语：Kimpulan）（9-10世紀）
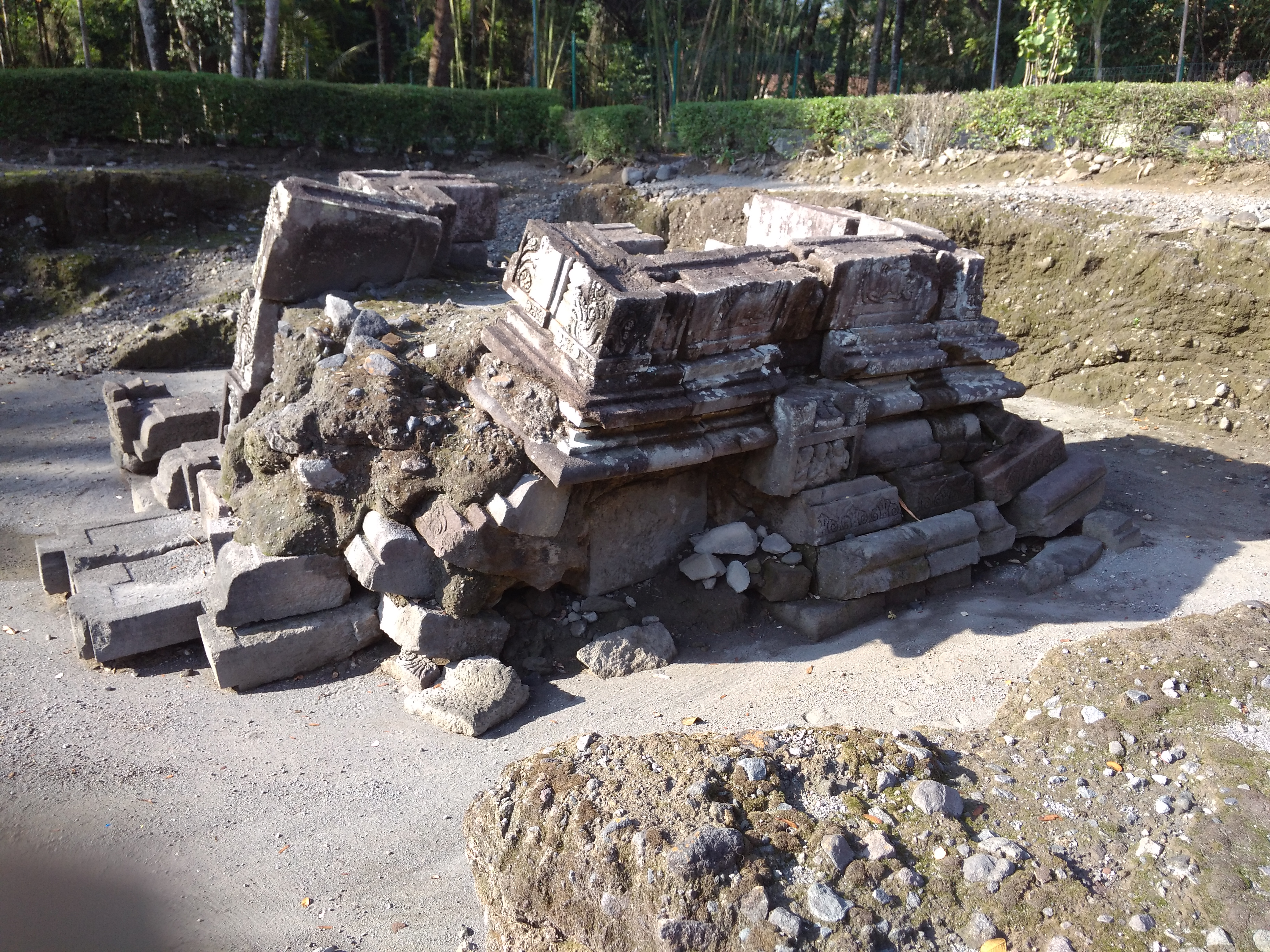
在默拉皮火山山坡的莫闌干神廟（9-10世紀）
在克拉滕縣的莫拉克神廟（英语：Merak temple）（10世紀）
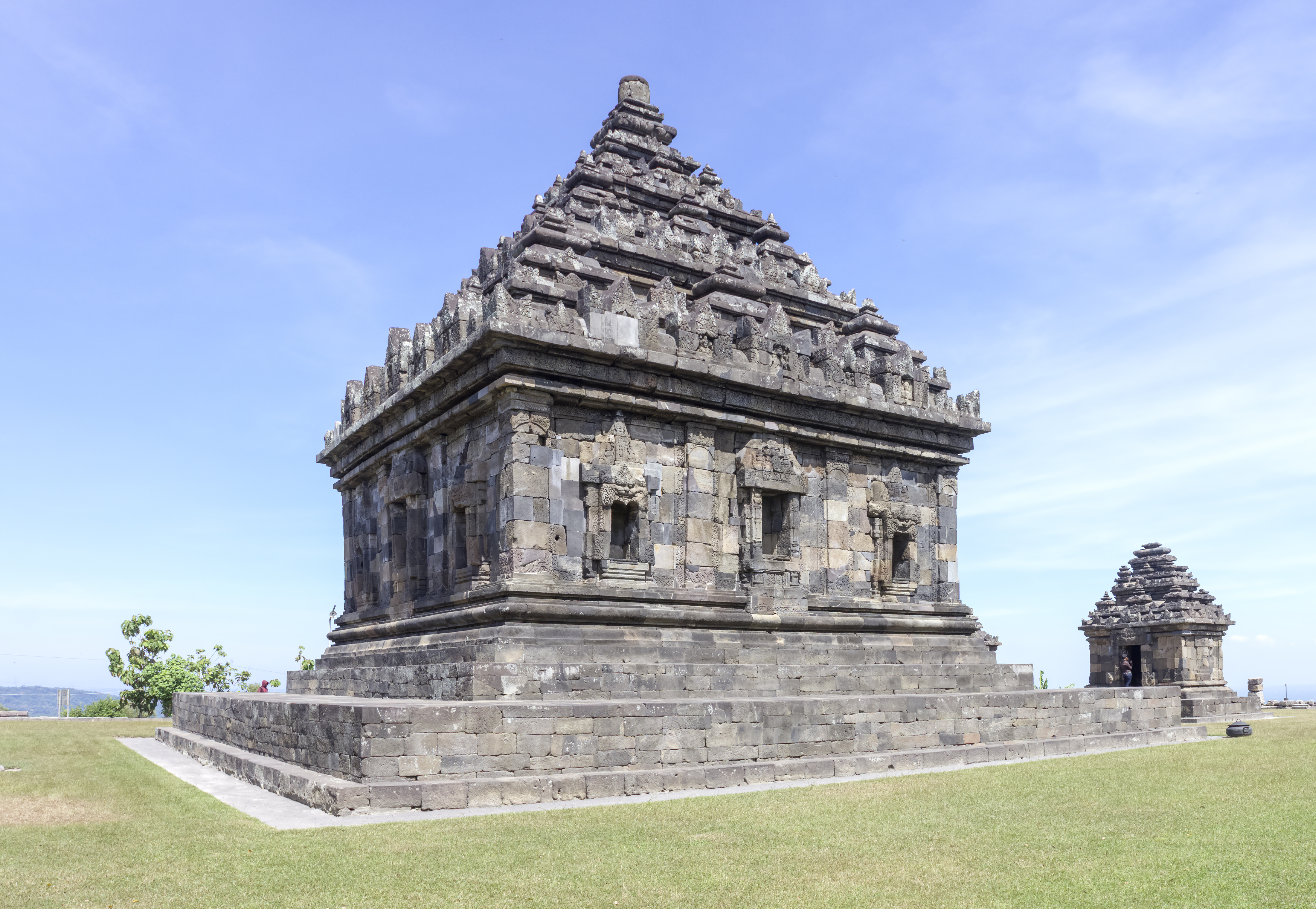
拉圖·波科一帶的伊卓神廟（英语：Ijo temple）（10-11世紀）
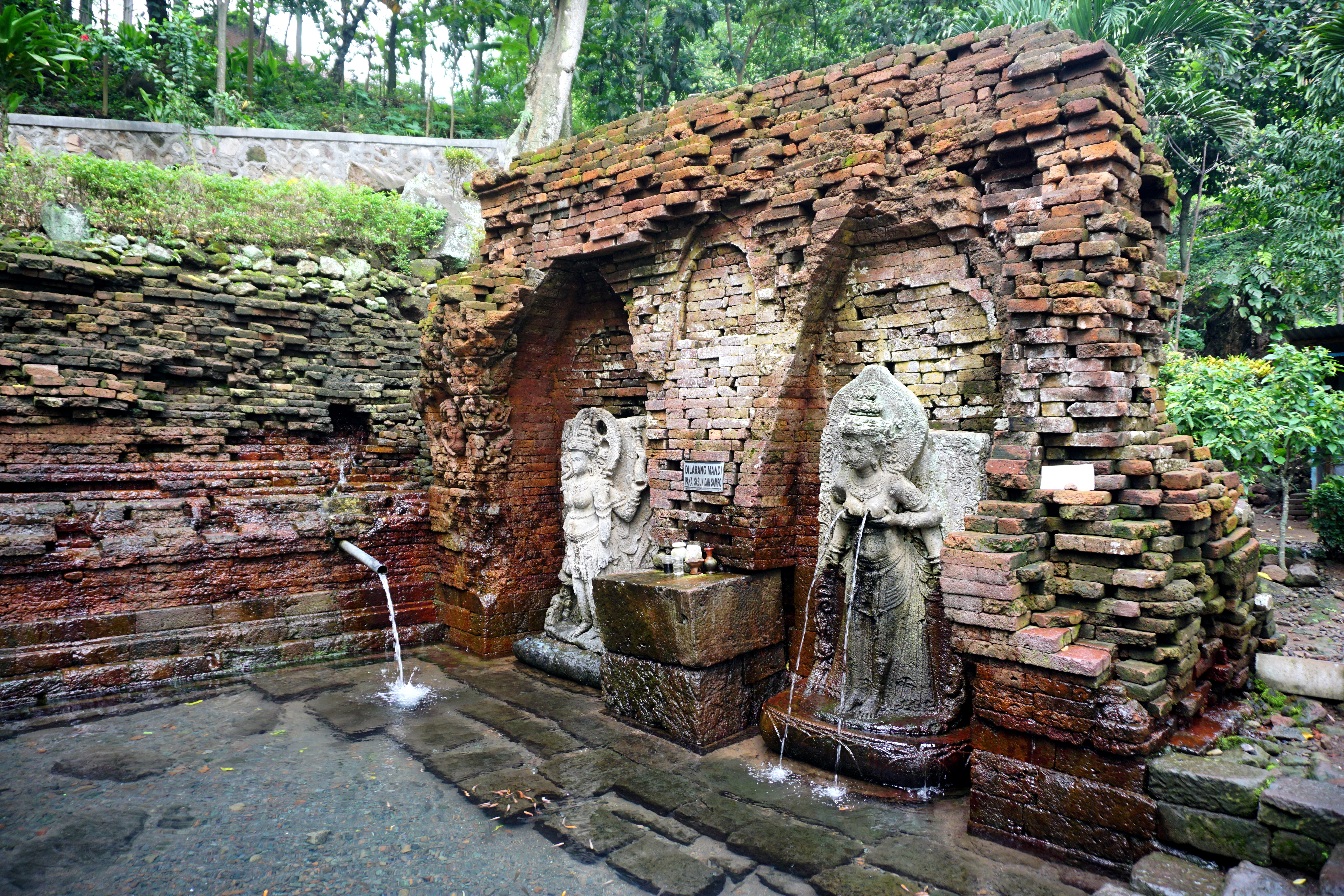
在潘拿古南火山遺址內的巴拉漢神廟（11世紀）
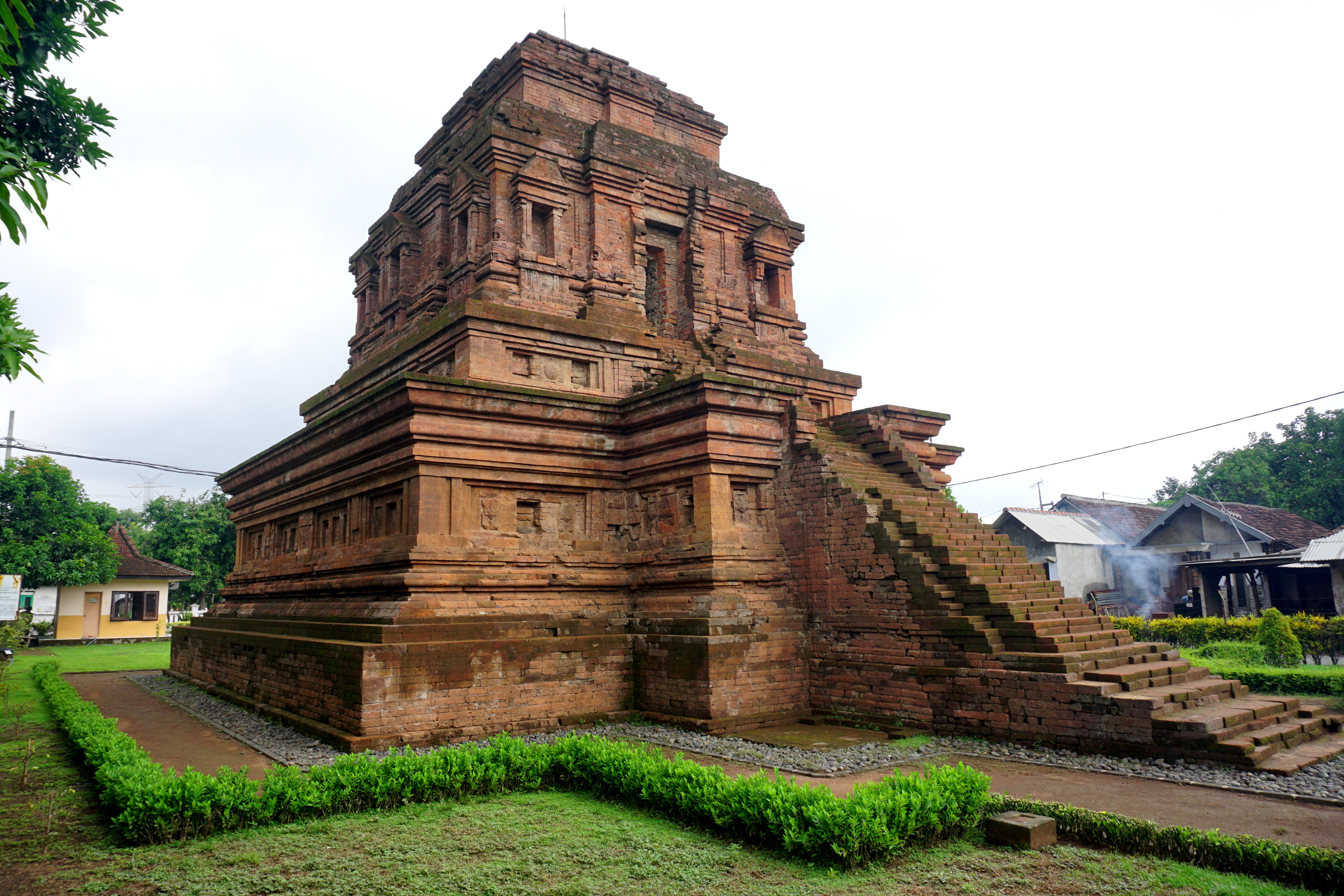
在東爪哇省岩望的古農·甘瑟神廟（英语：Gunung Gangsir）（11世紀）
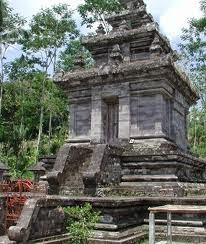
在巴厘島的門寧神廟（英语：Mengening temple）（11世紀）
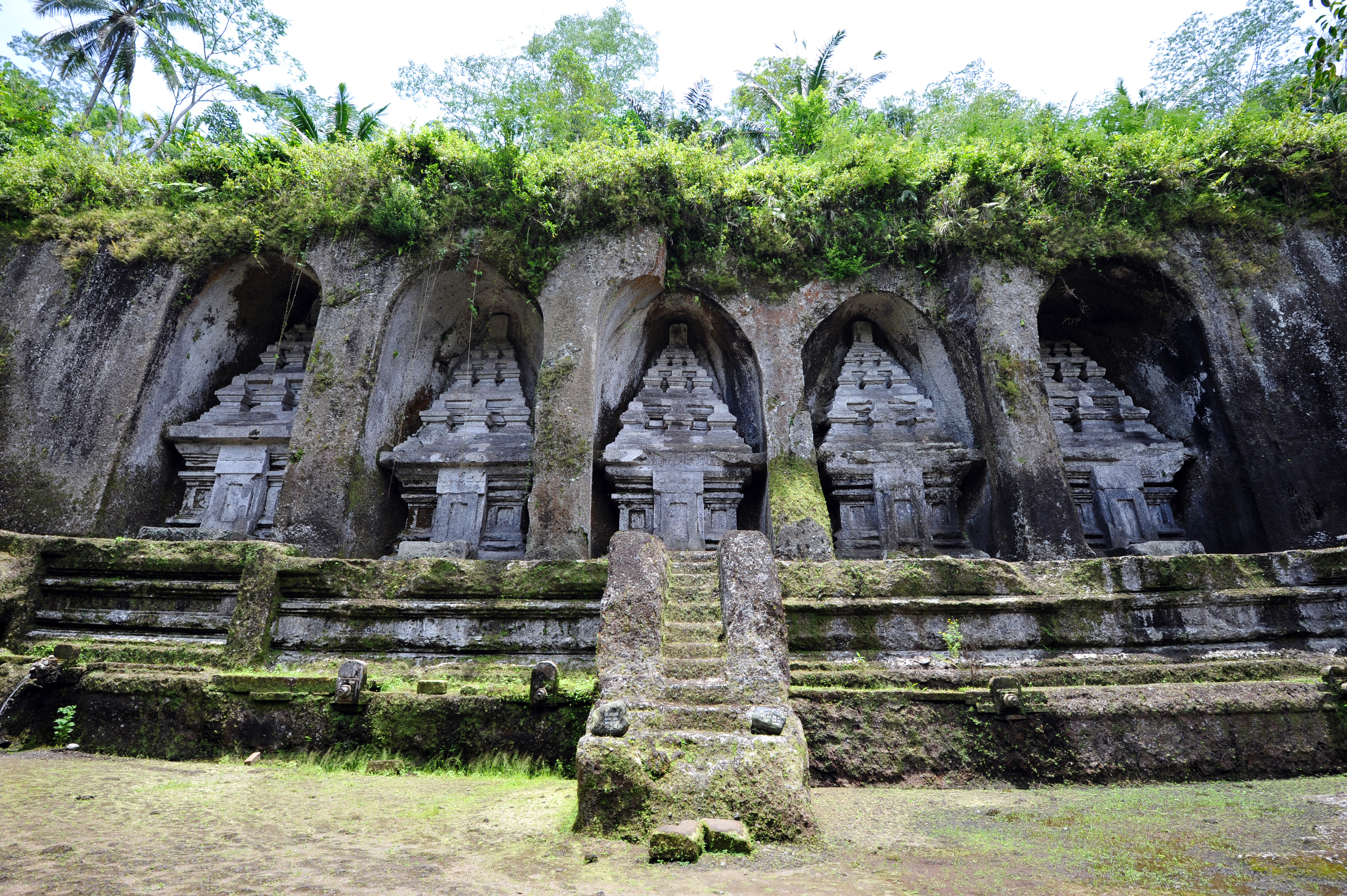
在巴厘島吉安雅縣的古農·卡威神廟（英语：Gunung Kawi）（11世紀）
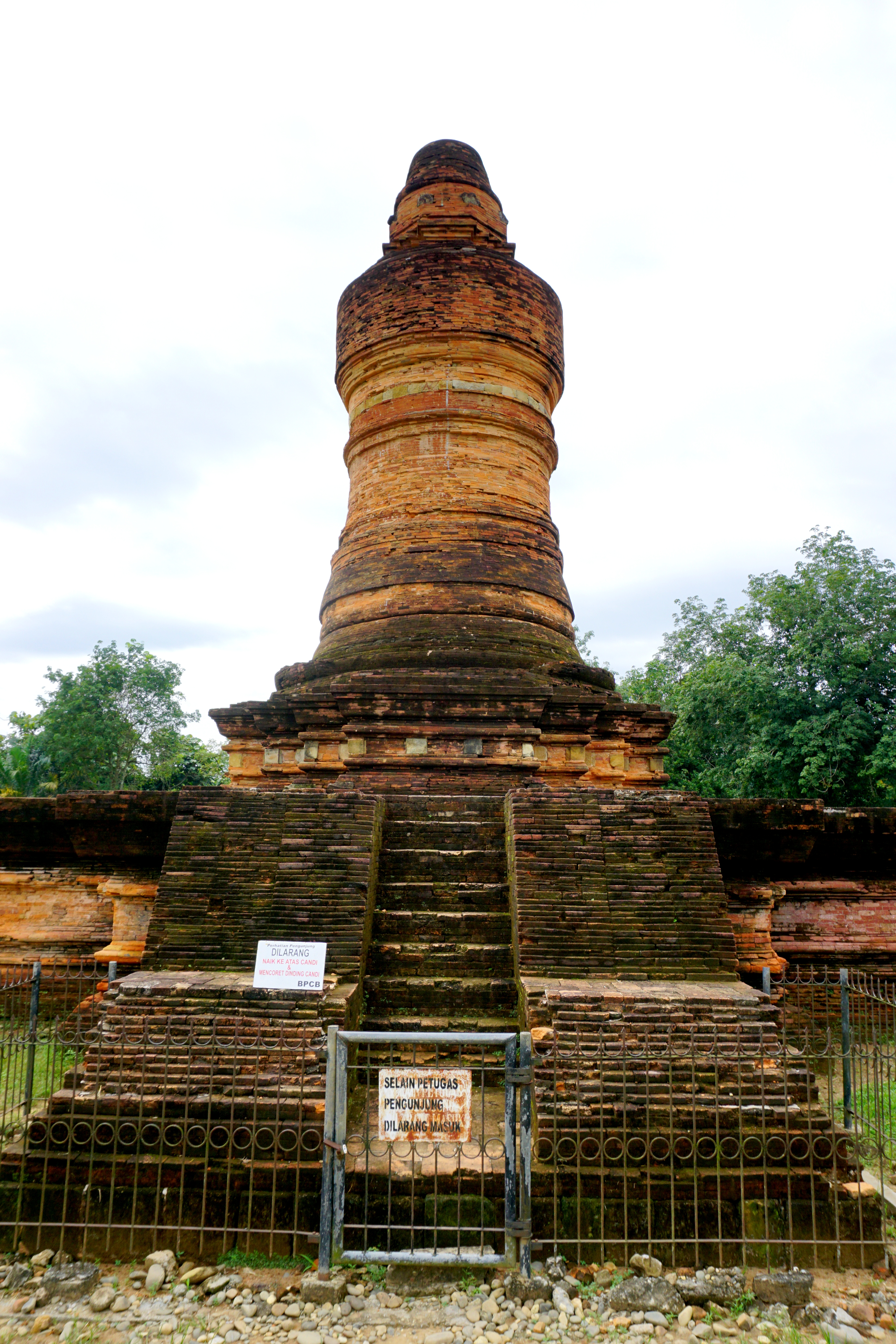
在廖內省的穆拉塔庫斯禪邸（11-12世紀）
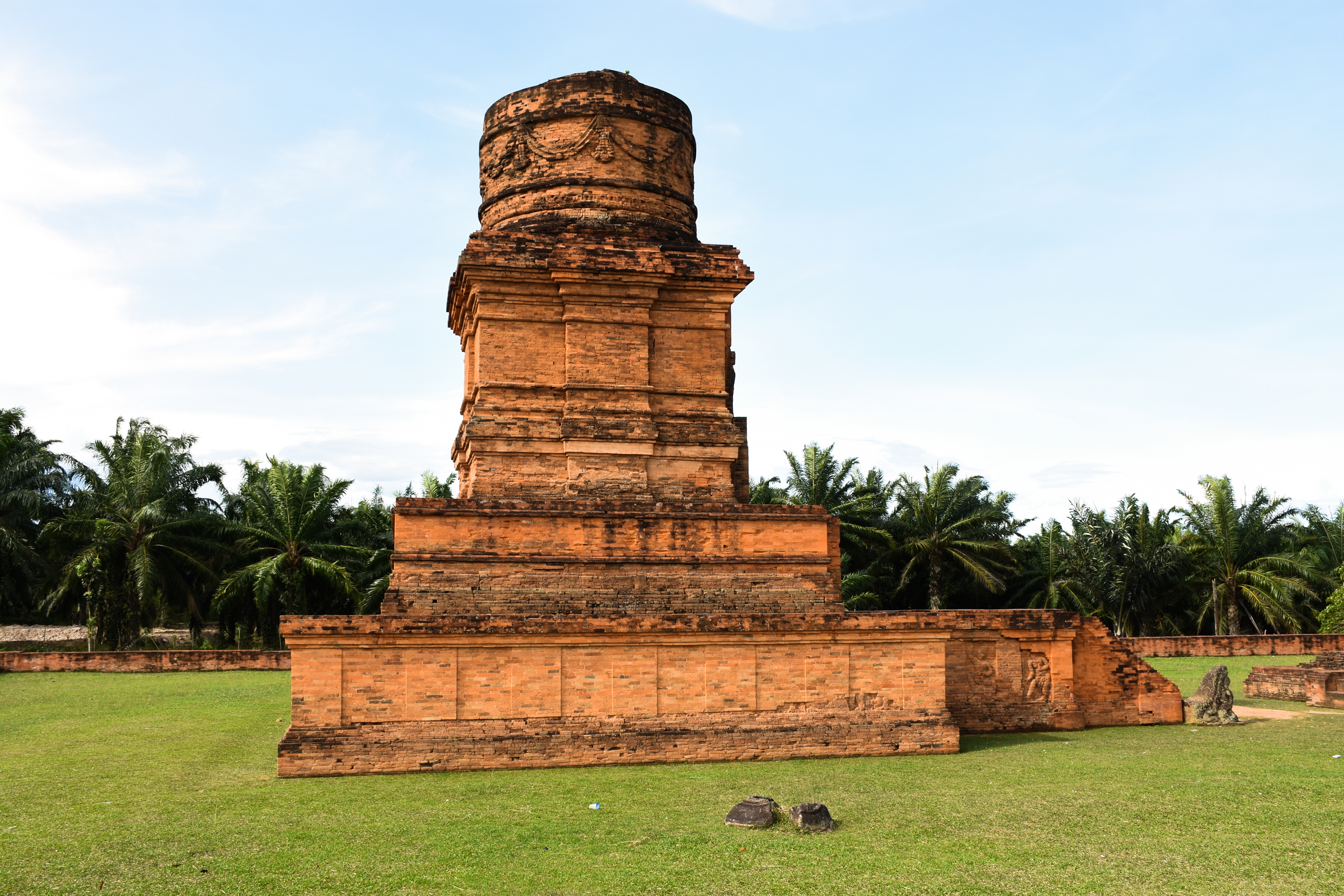
北蘇門答臘省南塔帕努里縣的巴哈爾神廟（英语：Bahal temple）（11-13世紀）
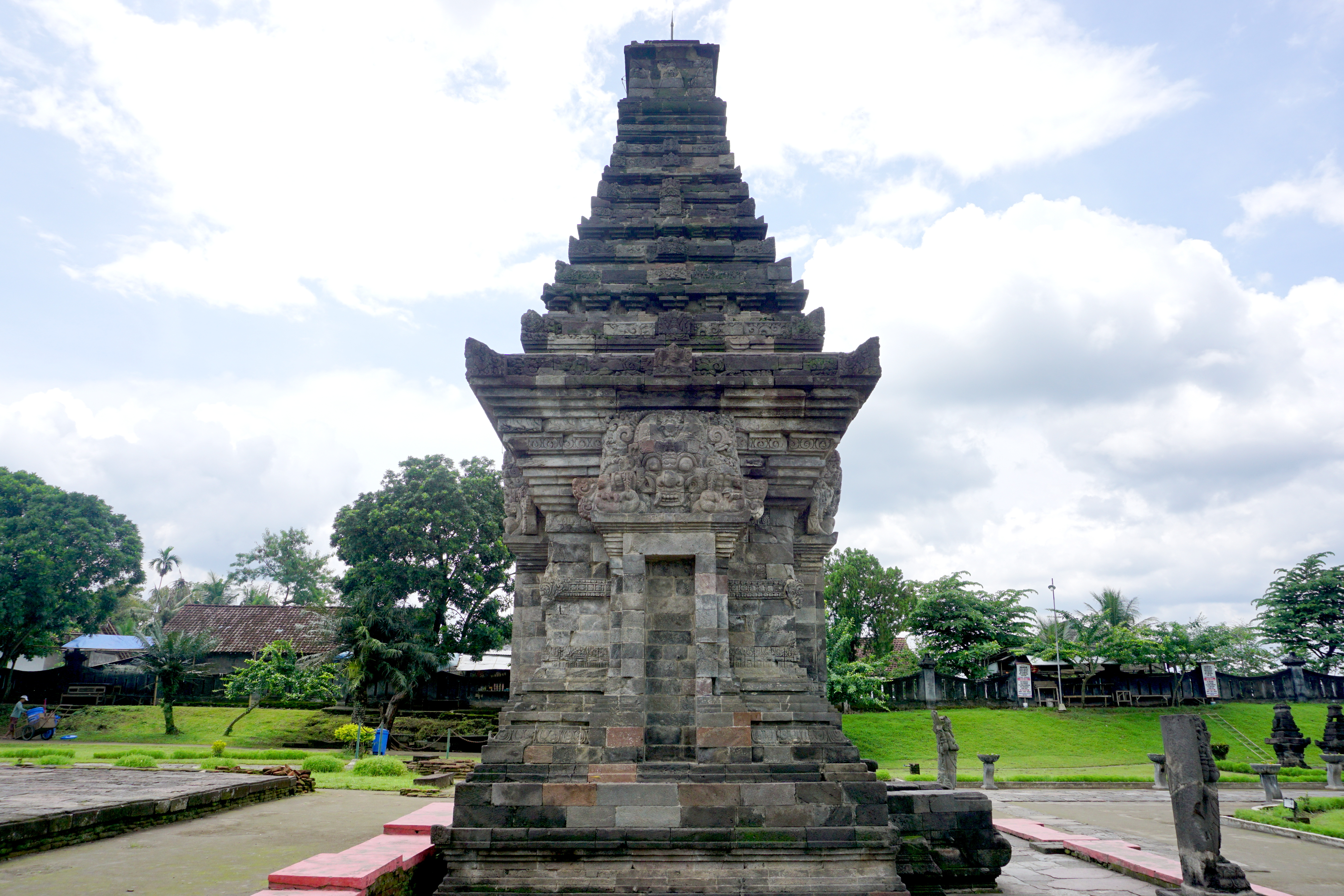
在勿里達的皮納塔蘭神廟（英语：Penataran）（12-15世紀）
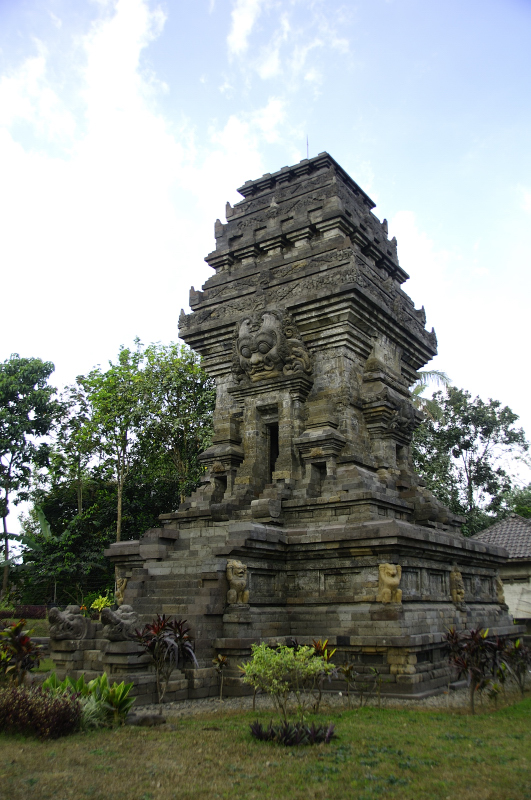
在瑪琅的基多神廟（英语：Kidal temple）（13世紀）
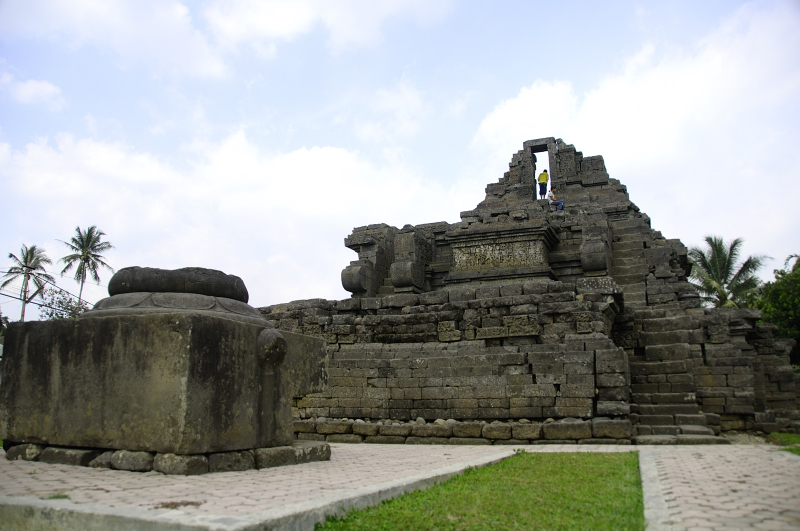
在瑪琅的杰哥神廟（英语：Jago temple）（13世紀）
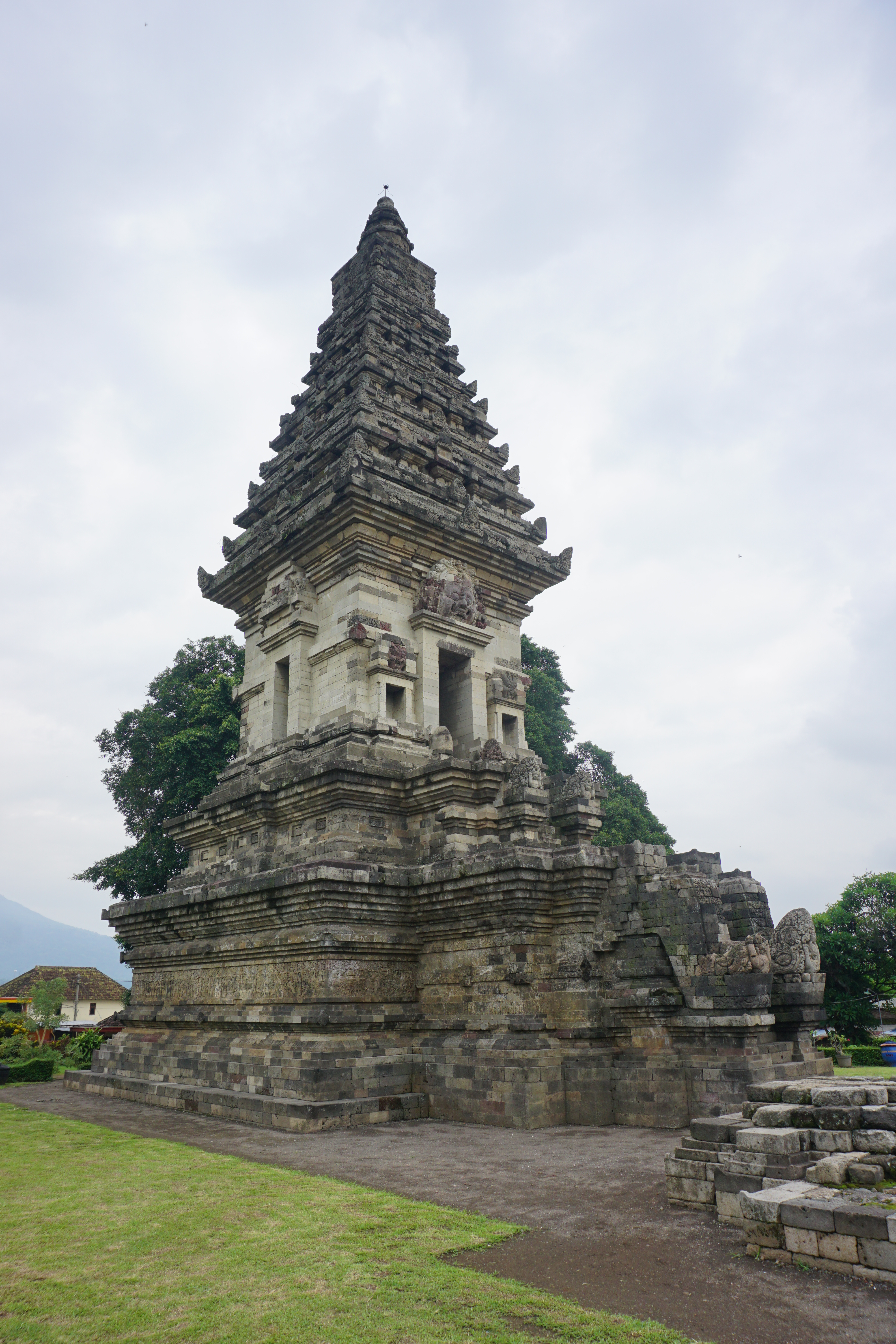
在特雷特斯的爪夷神廟（英语：Jawi temple）（13世紀）
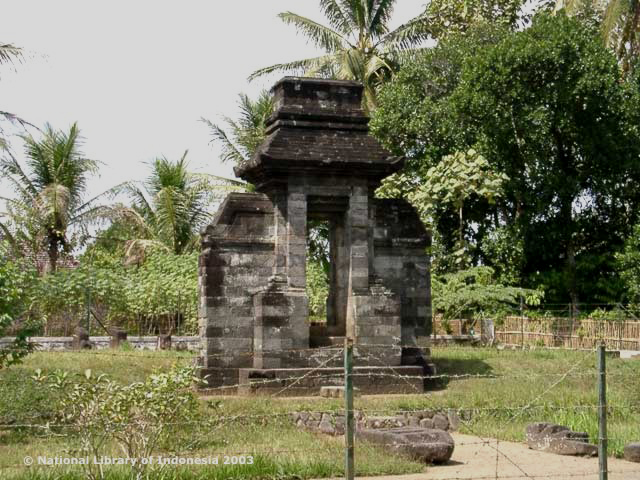
在勿里達的普倫班甘神廟（英语：Plumbangan）（14世紀）
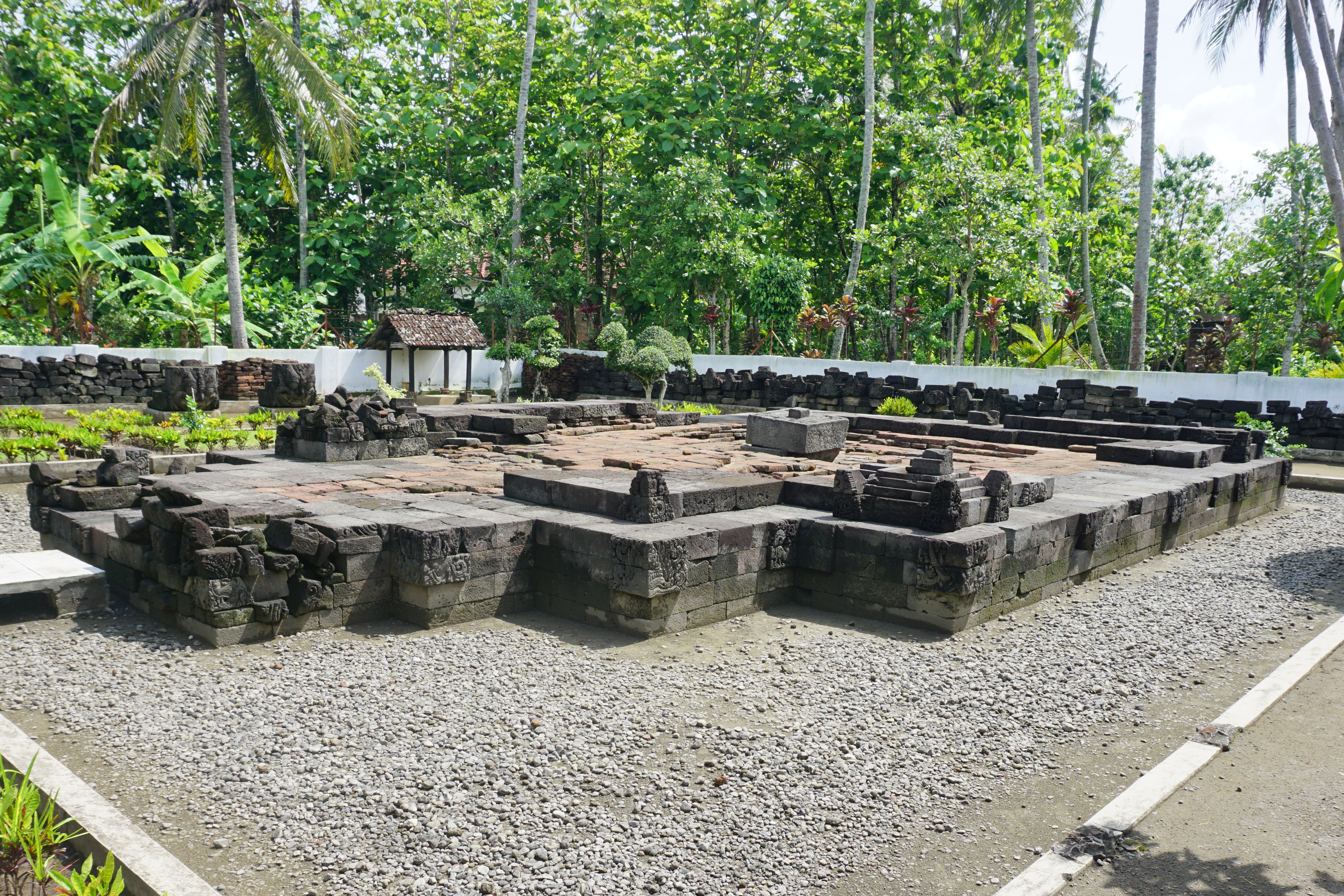
在勿里達的辛平神廟（14世紀）
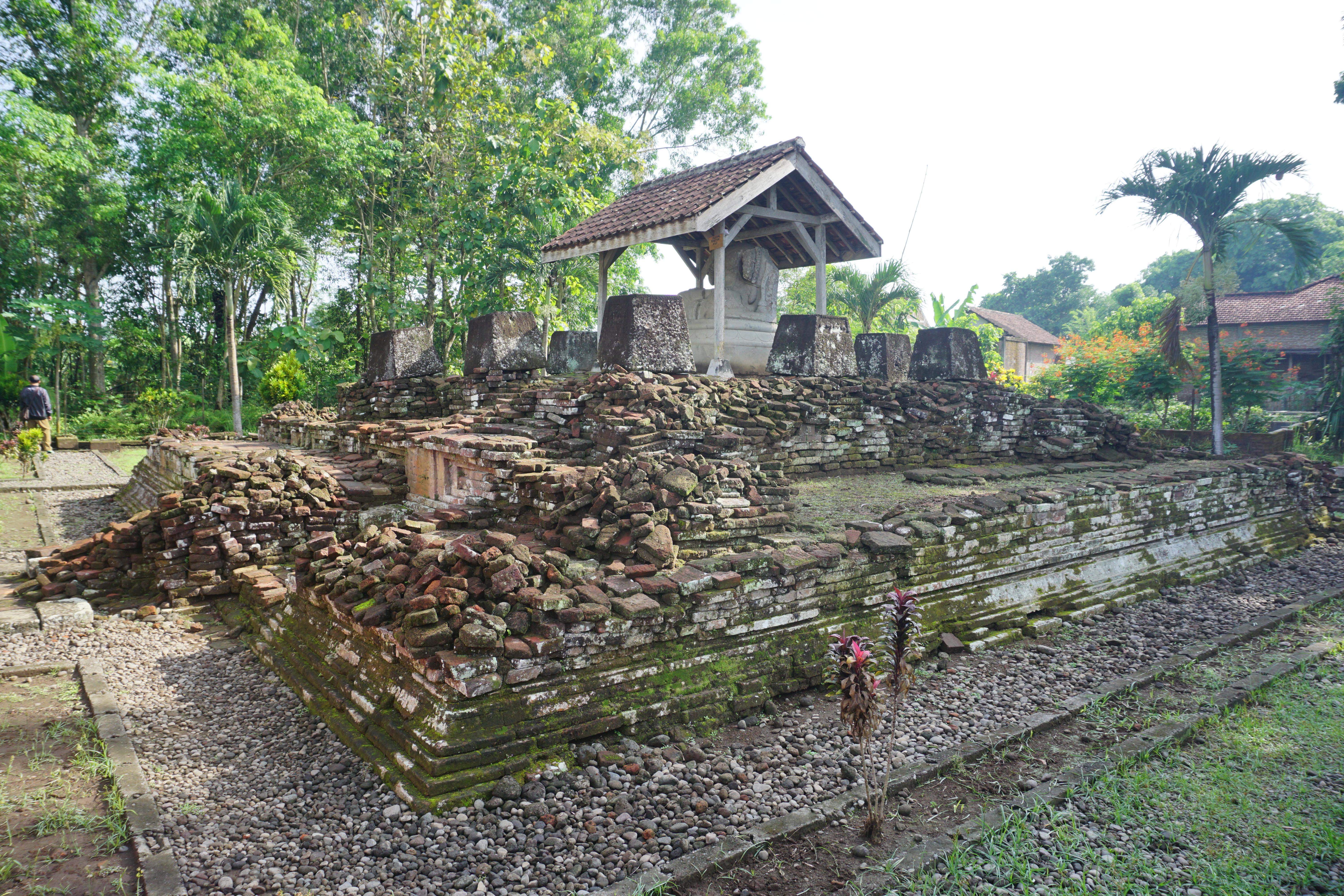
在東爪哇省圖隆阿貢縣的加亞特里神廟（14世紀）
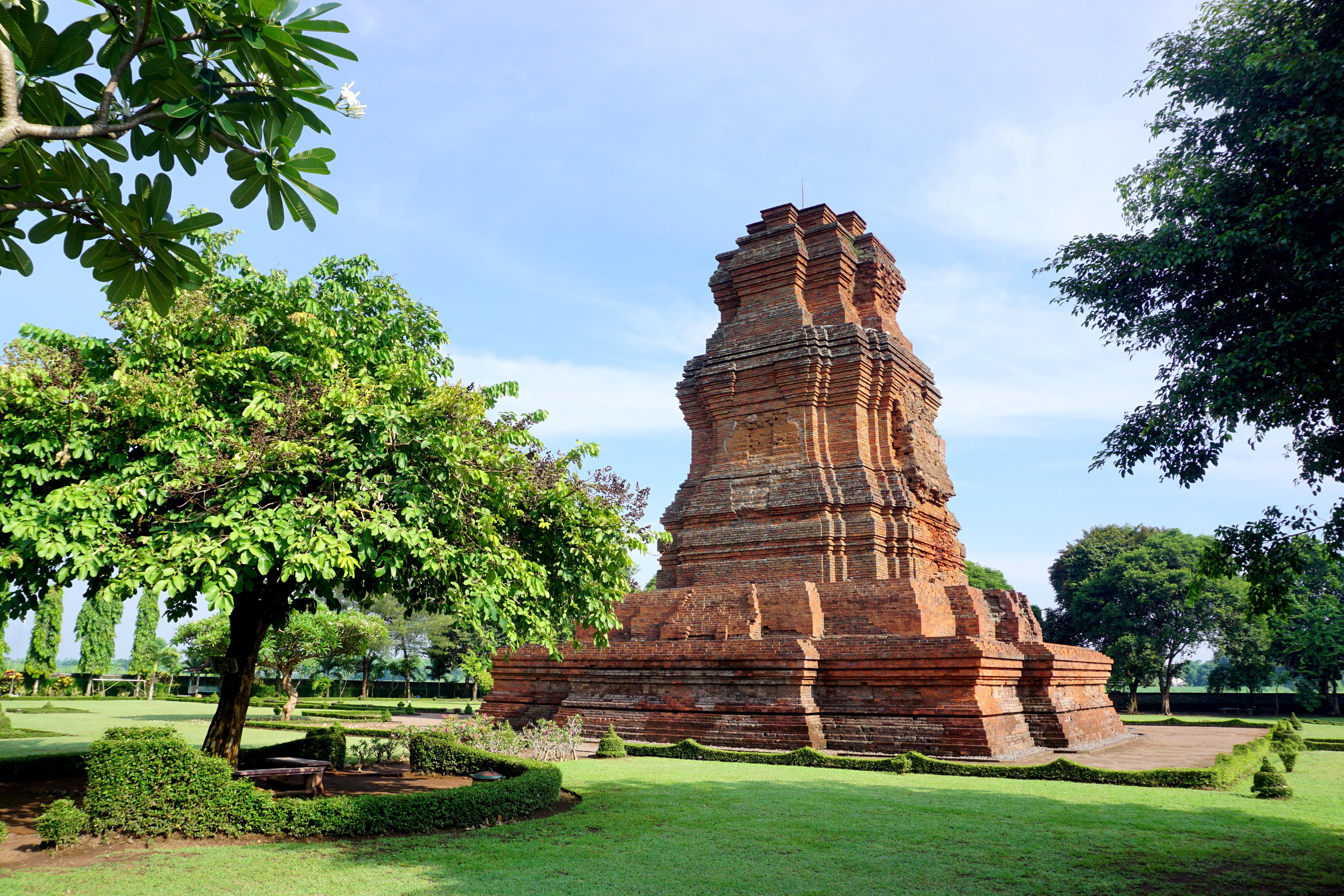
在多烏蘭的布拉胡神廟（14世紀）
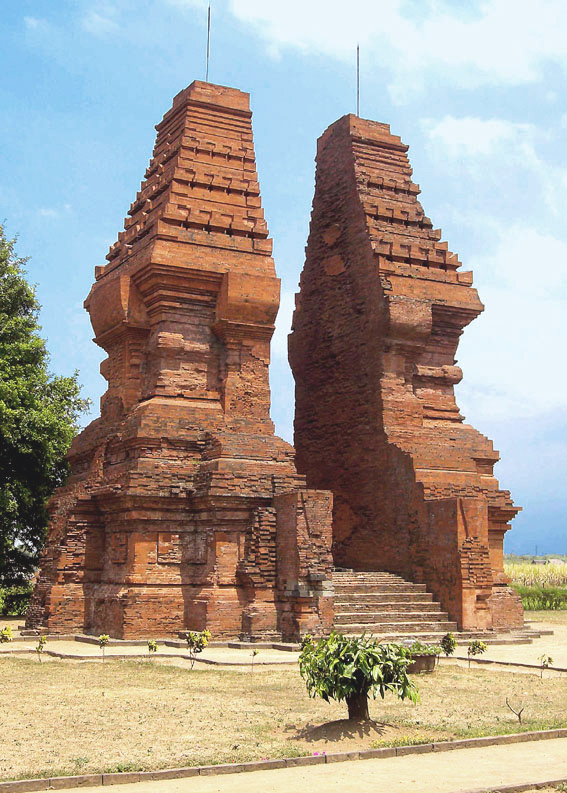
在多烏蘭的林晉·拉旺大門（14世紀）
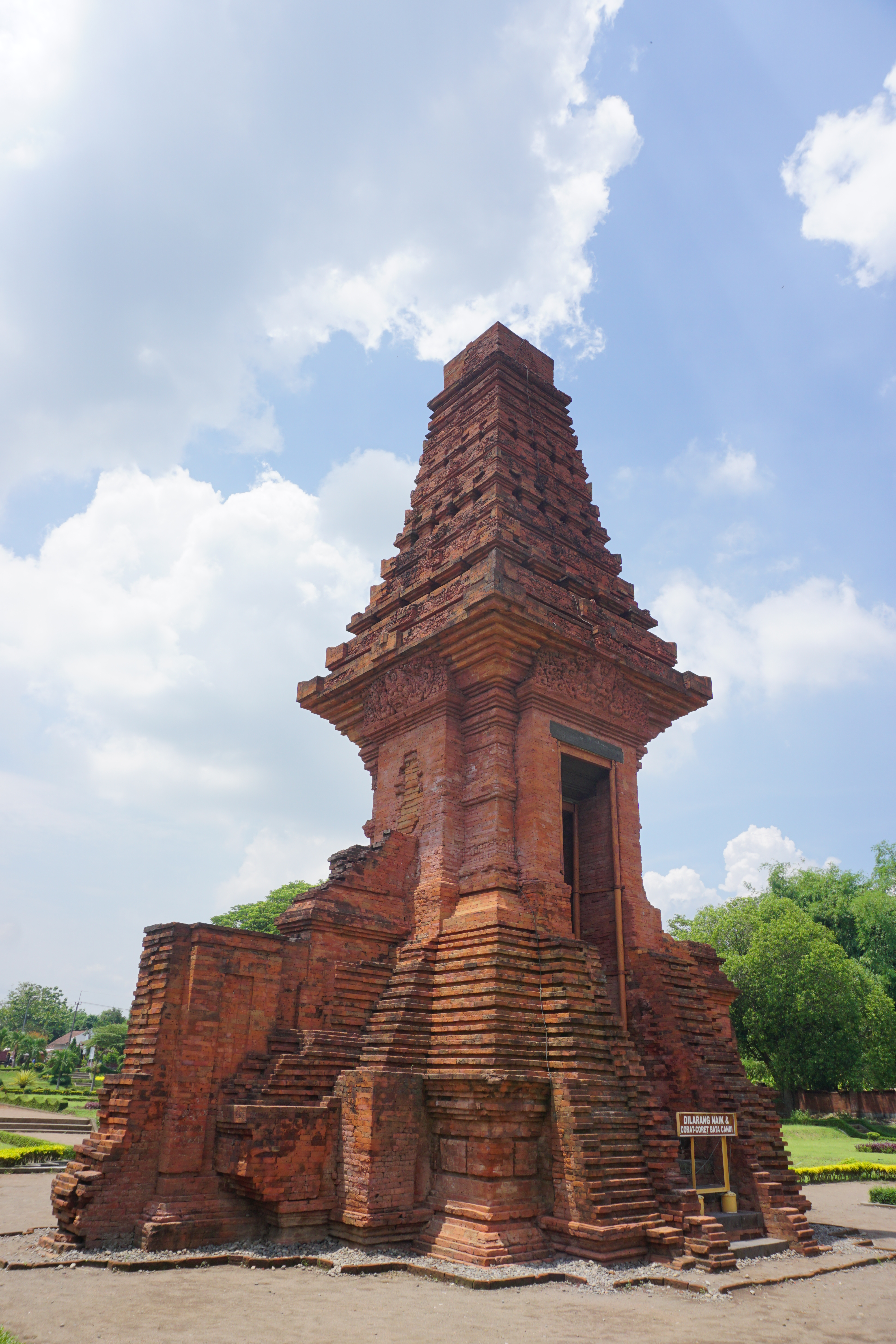
在多烏蘭的巴江·拉圖大門（14世紀）
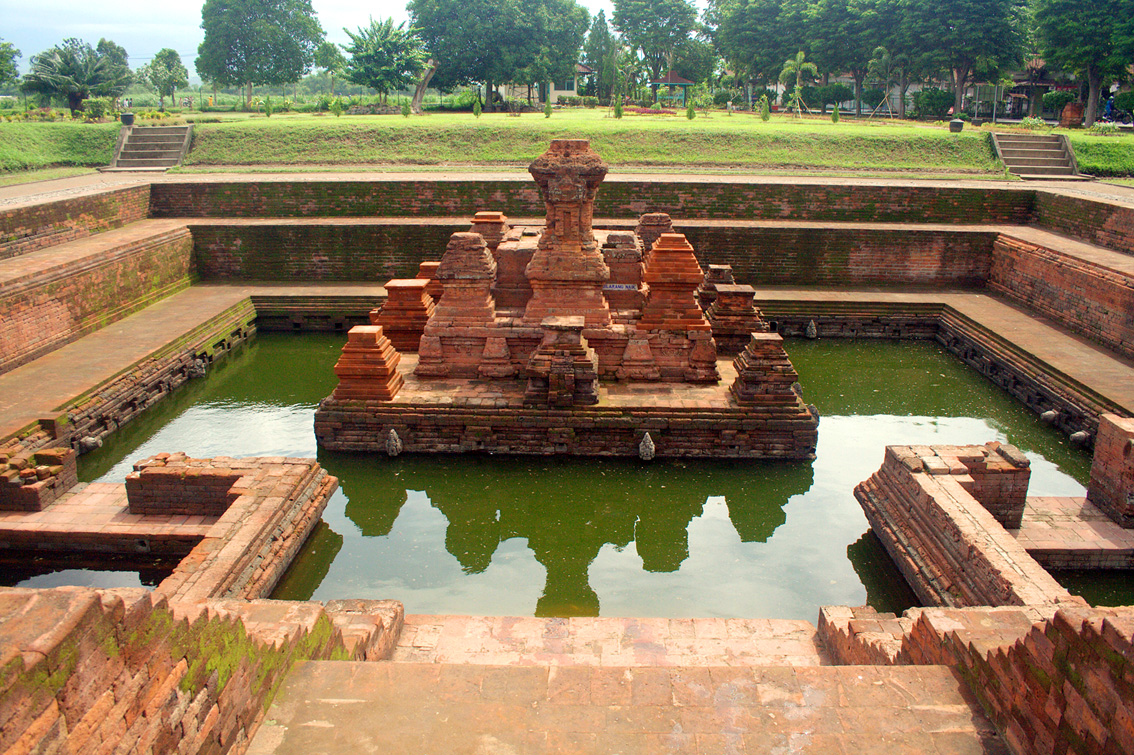
在多烏蘭的蒂庫斯神廟沐浴池（14世紀）
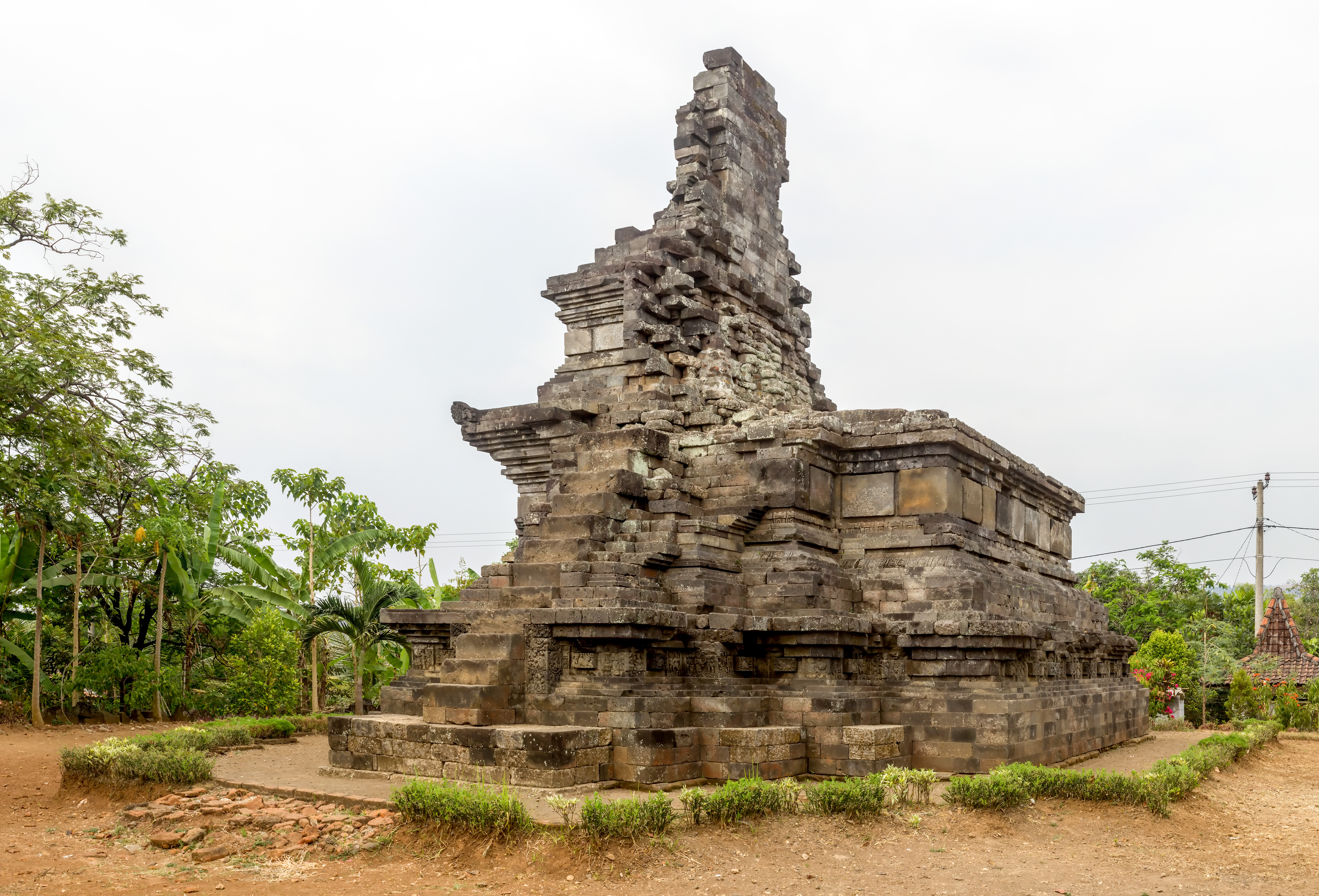
在東爪哇省宗班縣的林碧神廟（14世紀）
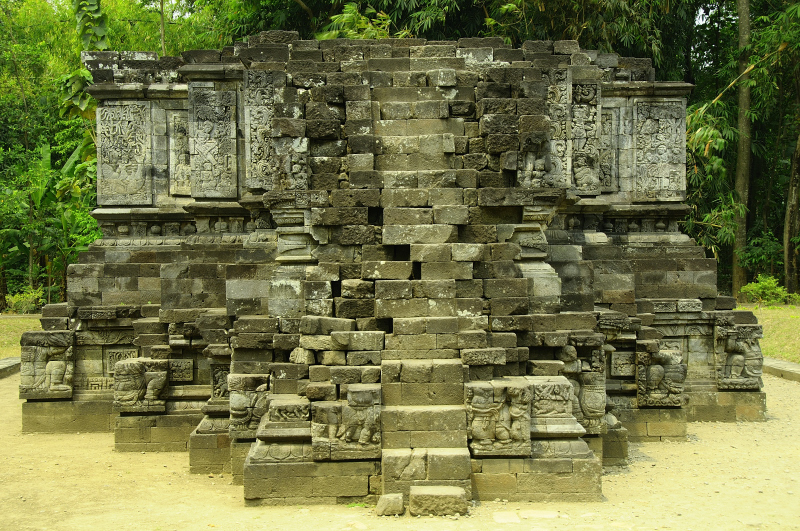
在諫義里的蘇洛窩諾神廟（英语：Surawana）（14世紀）
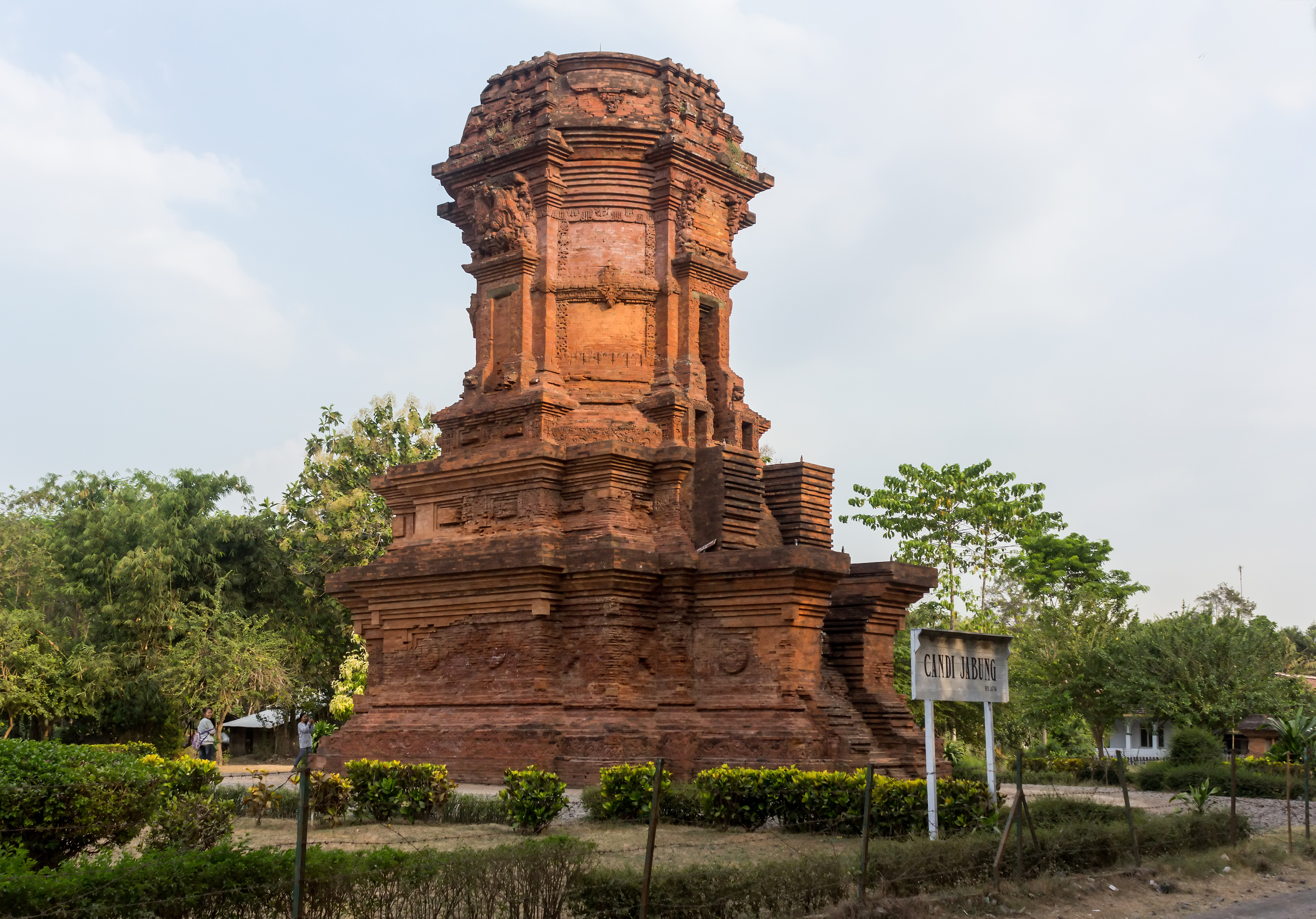
在龐越以東的札奔神廟（英语：Jabung）（14世紀）
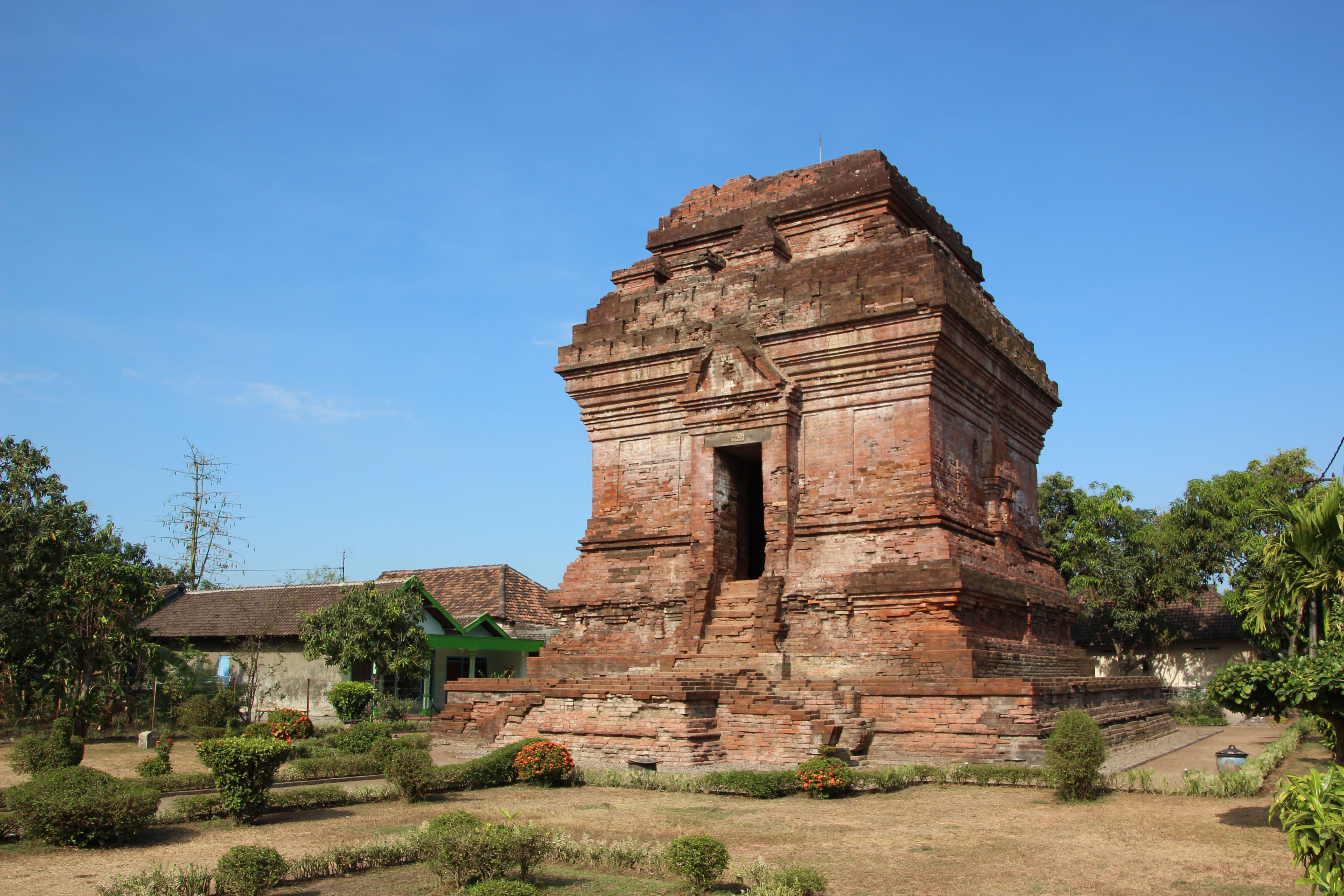
在喜多阿卓縣的帕里神廟（英语：Pari Temple）（14世紀）
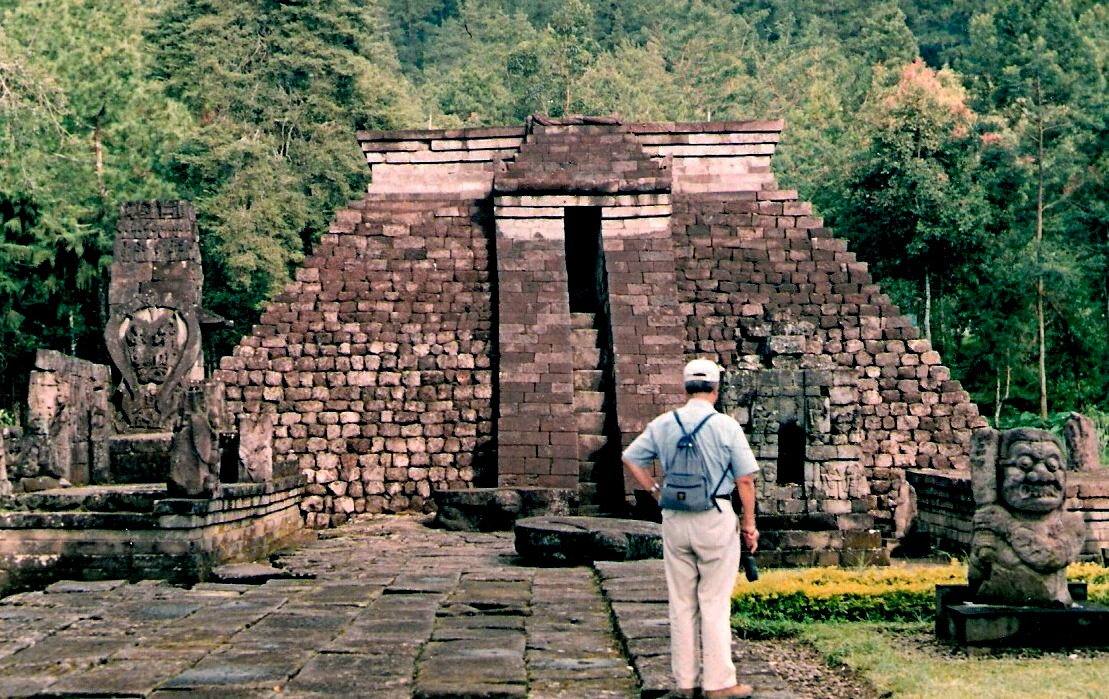
烏拉火山山坡上的蘇庫神廟（英语：Sukuh temple）（15世紀）
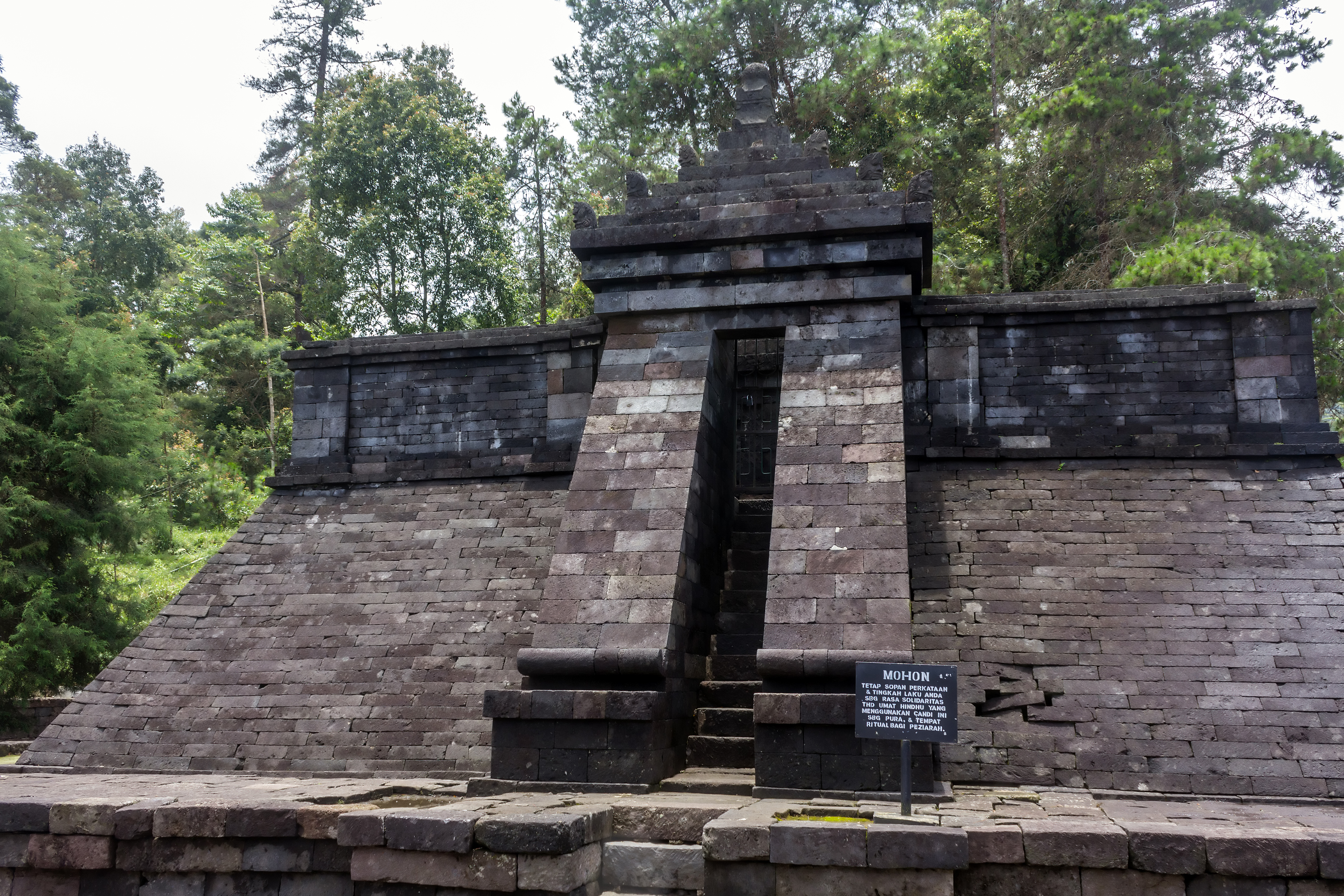
在拉武火山山坡上的且托神廟（英语：Ceto Temple）（15世紀）